# Lịch sử hành chính Phú Thọ
Phú Thọ là một tỉnh thuộc vùng trung du và miền núi phía Bắc, miền Bắc Việt Nam. Phía Bắc giáp tỉnh Thái Nguyên và tỉnh Tuyên Quang, phía Nam giáp tỉnh Thanh Hóa, phía Đông giáp thủ đô Hà Nội và tỉnh Ninh Bình, phía Tây giáp tỉnh Lào Cai và tỉnh Sơn La, phía Nam giáp tỉnh Thanh Hóa. Vào thời điểm hiện tại (năm 2025), tỉnh Phú Thọ có 148 đơn vị hành chính cấp xã, gồm 133 xã và 15 phường.

## Thời cổ đại
Phú Thọ được coi là vùng Đất tổ cội nguồn của Việt Nam. Tương truyền tại nơi đây các vua Hùng đã dựng nước nên nhà nước Văn Lang - nhà nước đầu tiên của Việt Nam, với kinh đô là Phong Châu, tức xung quanh thành phố Việt Trì ngày nay.
Thời Hùng Vương, nhà nước Văn Lang được chi thành 16 bộ, trong đó Phú Thọ thuộc bộ Văn Lang, trung tâm của nước Văn Lang.
Thời An Dương Vương với nhà nước Âu Lạc, Phú Thọ thuộc huyện Mê Linh.
Dưới thời Bắc thuộc (từ năm 111 trước Công nguyên đến thế kỷ thứ X), Phú Thọ thuộc quận Mê Linh, Tân Xương, Phong Châu.

## Thời trung đại
Thời loạn 12 sứ quân, Phú Thọ là địa bàn chiếm đóng của 2 sứ quân Kiều Công Hãn và Kiều Thuận tại các căn cứ Hồi Hồ và Phong Châu.
Thời kỳ phong kiến độc lập nhà Lý Trần, phân cấp hành chính của Việt Nam có sự thay đổi, chế độ quận, huyện thời Bắc thuộc được thay thế bằng các đạo (lộ, trấn, xứ, tỉnh), dưới đạo là các phủ, châu, huyện. Phú Thọ thuộc lộ Tam Giang.
Từ thời nhà Lê đến đầu triều nhà Nguyễn (1428 - 1891), phần lớn tỉnh Phú Thọ ngày nay thuộc tỉnh Sơn Tây trừ huyện Thanh Xuyên và huyện Yên Lập thuộc tỉnh Hưng Hóa (huyện Thanh Xuyên nay là 3 huyện Tân Sơn, Thanh Sơn và Thanh Thủy; huyện Yên Lập thuộc phủ Quy Hóa nay thuộc tỉnh Phú Thọ).
Năm Minh Mạng thứ 12 (1831), nhà vua đã tiến hành cải cách hành chính, đổi tất cả các trấn trong nước là tỉnh, phân lại địa giới các tỉnh (điều chuyển một số huyện từ tỉnh nọ sang tỉnh kia), chia tách một số huyện lớn... Theo đó, trong địa bàn tỉnh Sơn Tây đã điều chuyển như sau:
Điều chuyển huyện Từ Liêm về tỉnh Hà Nội;
Điều chuyển huyện Tam Nông về tỉnh Hưng Hóa để làm tỉnh lỵ (tỉnh Hưng Hóa khi đó bao gồm toàn bộ diện tích các tỉnh vùng tây bắc Việt Nam ngày nay).
Trong địa bàn tỉnh Hưng Hóa, năm 1833, tách huyện Thanh Xuyên phủ Gia Hưng thành hai huyện Thanh Sơn và Thanh Thủy.

## Thời Pháp thuộc và Nhật thuộc
Sau khi đánh chiếm Bắc Kỳ, hoàn thành việc xâm lược toàn bộ Việt Nam, thực dân Pháp lập ra các đạo quan binh, các quân khu, tiểu quân khu... để dễ dàng và chủ động đàn áp các phong trào kháng chiến. Theo đó, tỉnh Hưng Hóa với địa bàn rộng lớn ở vùng tây bắc Việt Nam đã được chia thành nhiều tiểu quân khu: tiểu quân khu Tuyên Quang, tiểu quân khu Lào Cai, tiểu quân khu Yên Bái, tiểu quân khu Vạn Bú; tiểu quân khu phụ Lai Châu (sau đổi thành các tỉnh dân sự Tuyên Quang, Yên Bái, Lào Cai, Sơn La, Lai Châu...).
Sau khi cắt đi 16 châu, 4 phủ và hai huyện Trấn Yên, Văn Chấn để thành lập các đạo quan binh, khu quân sự, tiểu quân khu, Toàn quyền Đông Dương đã điều chỉnh một số huyện của tỉnh Sơn Tây sang, cộng với các huyện còn lại để thành lập tỉnh Hưng Hóa mới.
Theo Điều I của Nghị định Toàn quyền Đông Dương ngày 8 tháng 9 năm 1891, tỉnh Hưng Hóa mới được thành lập gồm có:
- Các huyện Tam Nông, Thanh Thủy của tỉnh Hưng Hóa (huyện Thanh Thủy bỏ tổng Cự Thắng nhưng tăng thêm tổng Tinh Nhuệ của huyện Thanh Sơn).
- Các huyện Sơn Vi, Thanh Ba và Phù Ninh của phủ Lâm Thao, tỉnh Sơn Tây.

Như vậy tỉnh Hưng Hóa mới thành lập có 5 huyện và là tiền thân của tỉnh Phú Thọ sau này.
Ngày 9 tháng 12 năm 1892, Toàn quyền Đông Dương ra nghị định chuyển huyện Cẩm Khê nằm trong địa bàn tiểu quân khu Yên Bái về tỉnh Hưng Hóa mới; ngày 5 tháng 6 năm 1893, huyện Hạ Hòa tách khỏi tiểu quân khu Yên Bái nhập vào tỉnh Hưng Hóa mới (trước đó ngày 9 tháng 9 năm 1891, Toàn quyền Đông Dương đã điều chuyển huyện Cẩm Khê và huyện Hạ Hòa thuộc phủ Lâm Thao, tỉnh Sơn Tây về tiểu quân khu Yên Bái).
Tiếp đó ngày 17 tháng 7 năm 1895, hai châu Thanh Sơn và Yên Lập thuộc khu quân sự Đồn Vàng chuyển về tỉnh Hưng Hóa mới.
Ngày 24 tháng 8 năm 1895, hai huyện Hùng Quan và Ngọc Quan của phủ Đoan Hùng thuộc tiểu quân khu Tuyên Quang thuộc đạo quan binh 3 Yên Bái nhập vào tỉnh Hưng Hóa mới.
Năm 1900, thành lập thêm huyện Hạc Trì.
Ngày 5 tháng 5 năm 1903, Toàn quyền Đông Dương ký nghị định thành lập thị xã Phú Thọ trên cơ sở làng Phú Thọ thuộc tổng Yên Phú, huyện Sơn Vi. Khi đó thị xã Phú Thọ nằm ở vị trí trung tâm của tỉnh Hưng Hóa lại có sân bay, đường sắt sang Trung Quốc và nhà ga nên Toàn quyền Đông Dương Paul Doumer đã quyết định chuyển tỉnh lỵ của tỉnh Hưng Hóa (từ làng Trúc Phê huyện Tam Nông) lên thị xã Phú Thọ và đổi tên tỉnh Hưng Hóa thành tỉnh Phú Thọ. Khi đó tỉnh Phú Thọ gồm có 2 phủ (Đoan Hùng, Lâm Thao), 8 huyện (Tam Nông, Thanh Thủy, Sơn Vi, Thanh Ba, Phù Ninh, Cẩm Khê, Hạ Hòa, Hạc Trì) và 2 châu (Thanh Sơn, Yên Lập).
Như vậy, ngày 8 tháng 9 năm 1891 được coi là ngày thành lập tỉnh Phú Thọ, còn ngày 5 tháng 5 năm 1903 chỉ là ngày thành lập thị xã Phú Thọ và ngày đổi từ tên tỉnh Hưng Hóa thành tỉnh Phú Thọ.
Từ năm 1903 đến Cách mạng tháng Tám năm 1945, về cơ bản là đơn vị hành chính trong tỉnh không có những thay đổi lớn, chỉ có thay đổi tên gọi một số huyện và thành lập một số làng xã mới.
Năm 1919, bỏ tên huyện Sơn Vi đổi gọi là phủ Lâm Thao. Cũng chính năm này hai huyện Hùng Quan và Ngọc Quan hợp nhất thành phủ Đoan Hùng.
Năm 1939, phủ Đoan Hùng chuyển gọi là châu Đoan Hùng. Cũng năm này huyện Thanh Ba đưa lên thành phủ Thanh Ba.
Đến năm 1940, tỉnh Phú Thọ bao gồm hai phủ: Lâm Thao, Thanh Ba; sáu huyện: Hạ Hòa, Cẩm Khê, Hạc Trì, Thanh Thủy, Tam Nông, Phù Ninh; ba châu: Thanh Sơn, Yên Lập, Đoan Hùng; hai thị xã: Phú Thọ, Việt Trì và một thị trấn Hưng Hóa. Toàn tỉnh có 66 tổng, 467 làng xã, 22 phố.

## Giai đoạn 1945 - 1954

### Về phíaViệt Nam Dân chủ Cộng hòa
Sau Cách mạng tháng 8 năm 1945, bỏ cấp phủ, gọi chung là huyện. Tổ chức hành chính trên địa bàn gồm thị xã Phú Thọ và 11 huyện: Cẩm Khê, Đoan Hùng, Hạ Hòa, Hạc Trì, Lâm Thao, Phù Ninh, Tam Nông, Thanh Ba, Thanh Sơn, Thanh Thủy, Yên Lập.

## Giai đoạn 1954 - 1975
Năm 1957, thành lập thị xã Việt Trì trên cơ sở sáp nhập thị trấn Việt Trì thuộc huyện Hạc Trì của tỉnh Phú Thọ và thị trấn Bạch Hạc thuộc huyện Vĩnh Tường của tỉnh Vĩnh Phúc. Dời tỉnh lị Phú Thọ từ thị xã Phú Thọ về thị xã Việt Trì.
Năm 1960, điều chỉnh địa giới thị xã Việt Trì và huyện Hạc Trì.
Năm 1962, thành lập thành phố Việt Trì và giải thể huyện Hạc Trì.
Năm 1967, thành lập thị trấn nông trường Vân Hùng thuộc huyện Đoan Hùng, thị trấn nông trường Vân Lĩnh thuộc huyện Thanh Ba và thị trấn nông trường Phú Sơn thuộc huyện Thanh Sơn.
Năm 1968, hợp nhất tỉnh Vĩnh Phúc và tỉnh Phú Thọ thành một tỉnh lấy tên là tỉnh Vĩnh Phú.

## Giai đoạn 1975 - 2025

### TỉnhHà Sơn Bình- TỉnhHòa Bình

#### Năm 1975: Quốc hội nướcViệt Nam Dân chủ Cộng hòakhóa V, Kỳ họp thứ 2
- Nghị quyết ngày 27 tháng 12 năm 1975 của Quốc hội nước Việt Nam Dân chủ Cộng hòa khóa V, Kỳ họp thứ 2[4] về việc hợp nhất một số tỉnh:
- Tỉnh Hòa Bình, tỉnh Hà Tây, tỉnh Hà Sơn Bình

1. Hợp nhất tỉnh Hòa Bình và tỉnh Hà Tây thành một tỉnh mới, lấy tên là tỉnh Hà Sơn Bình.
2. Tổ chức trên địa bàn gồm 10 đơn vị hành chính cấp huyện, bao gồm thị xã Hòa Bình và 9 huyện: Đà Bắc, Kim Bôi, Kỳ Sơn, Lạc Sơn, Lạc Thủy, Lương Sơn, Mai Châu, Tân Lạc, Yên Thủy.

#### Năm 1978: Quyết định số 53-HĐBT
- Quyết định số 53-HĐBT[5] ngày 27 tháng 3 năm 1978 của Hội đồng Bộ trưởng về việc thành lập thị trấn Bo và hợp nhất một số xã thuộc huyện Kim Bôi, tỉnh Hà Sơn Bình:
- Huyện Kim Bôi

1. Hợp nhất xã Hạ Bì, xã Trung Bì và xã Thượng Bì thuộc huyện Kim Bôi, thành một xã lấy tên là xã Hạ Bì.
2. Thành lập thị trấn Bo, thuộc huyện Kim Bôi.

#### Năm 1978: Quyết định số 134-BT
- Quyết định số 134-BT[6] ngày 3 tháng 8 năm 1978 của Phủ Thủ tướng về việc sáp nhập xã Hòa Bình và xã Thịnh Lang của huyện Kỳ Sơn vào thị xã Hòa Bình, tỉnh Hà Sơn Bình:
- Huyện Kỳ Sơn, thị xã Hòa Bình

1. Sáp nhập xã Hòa Bình và xã Thịnh Lang của huyện Kỳ Sơn, tỉnh Hà Sơn Bình vào thị xã Hòa Bình cùng tỉnh.

#### Năm 1981: Quyết định số 3-CP
- Quyết định số 3-CP[7] ngày 3 tháng 1 năm 1981 của Hội đồng Chính phủ về việc thống nhất tên gọi các đơn vị hành chính ở nội thành nội thị:

1. Từ nay ở nội thành, đơn vị hành chính cấp dưới trực tiếp của thành phố trực thuộc trung ương đều thống nhất gọi là quận; các đơn vị hành chính cơ sở ở nội thành, nội thị của các thành phố thuộc tỉnh, thị xã và quận gọi là phường.

#### Năm 1983: Quyết định số 130-HĐBT
- Quyết định số 130-HĐBT[8] ngày 11 tháng 11 năm 1983 của Hội đồng Bộ trưởng về việc mở rộng thị xã Hòa Bình thuộc tỉnh Hà Sơn Bình:
- Huyện Kỳ Sơn, thị xã Thái Bình

1. Tách xã Thái Bình của huyện Kỳ Sơn để sáp nhập vào thị xã Hòa Bình.

#### Năm 1985: Quyết định số 55-HĐBT
- Quyết định số 55-HĐBT[9] ngày 27 tháng 2 năm 1985 của Hội đồng Bộ trưởng về việc phân vạch, điều chỉnh địa giới một số xã của huyện Đà Bắc thuộc tỉnh Hà Sơn Bình:
- Huyện Đà Bắc

1. Sáp nhập hai xã Tân Lập và Dân Lập làm một xã lấy tên là xã Tân Dân.
2. Giải thể xã Hào Tráng.
3. Tách 2100 hécta đất tự nhiên thuộc xã Tu Lý để thành lập xã Hào Lý.
4. Tách 1143 hecta đất tự nhiên (xóm Rằng) thuộc xã Tu Lý để sáp nhập vào xã Cao Sơn cùng huyện.

#### Năm 1985: Quyết định số 56-HĐBT
- Quyết định số 56-HĐBT[10] ngày 28 tháng 2 năm 1985 của Hội đồng Bộ trưởng về việc điều chỉnh địa giới một huyện thuộc tỉnh Hà Sơn Bình:
- Huyện Đà Bắc, huyện Tân Lạc

1. Tách xã Ngòi Hoa thuộc huyện Đà Bắc để sáp nhập vào huyện Tân Lạc.
2. Huyện Tân Lạc có 23 xã là xã Ngọc Mỹ, Đồng Nai, Thanh Hối, Tử Nê, Mãn Đức, Quy Hậu, Mỹ Hoà, Phong Phú, Địch Giáo, Tuân Lộ, Quy Mỹ, Do Nhân, Lô Sơn, Gia Mõ, Trung Hoà, Phú Vinh, Phú Cường, Quyết Chiến, Lũng Vân, Nam Sơn, Bắc Sơn, Ngổ Luông và Ngòi Hoa.

- Huyện Đà Bắc, huyện Kỳ Sơn

1. Tách xã Thung Nai thuộc huyện Đà Bắc để sáp nhập vào huyện Kỳ Sơn.
2. Huyện Kỳ Sơn có 25 xã và 1 thị trấn là xã Yên Thượng , Yên Lập, Dũng Phong, Nam Phong, Tân Phong, Tây Phong, Xuân Phong, Đông Phong, Bắc Phong, Thu Phong, Bình Thanh, Thống Nhất, Dân Chủ, Sủ Ngòi, Độc Lập, Yên Mông, Trung Minh, Phú Minh, Hợp Thành, Hợp Thịnh, Mông Hóa, Phúc Tiến, Dân Hoà, Dân Hạ, Thung Nai và thị trấn Cao Phong.
3. Sau khi điều chỉnh địa giới, huyện Đà Bắc có 20 xã là xã Mường Tuổng, Mường Chiềng, Đồng Nghê, Đồng Ruộng, Đồng Chum, Tân Pheo, Tân Dân, Tân Minh, Toàn Sơn, Tiền Phong, Tu Lý, Giáp Đất, Trung Thành, Đoàn Kết, Cao Sơn, Suối Nánh, Vầy Nưa, Hào Lý, Yên Hoà và Hiền Lương.

#### Năm 1986: Quyết định số 103-HĐBT
- Quyết định số 103-HĐBT[11] ngày 6 tháng 9 năm 1986 của Hội đồng Bộ trưởng về việc thành lập một số thị trấn của các huyện Lương Sơn, Phú Xuyên thuộc tỉnh Hà Sơn Bình:
- Huyện Lương Sơn

1. Giải thể xã Hùng Sơn và thị trấn nông trường Cửu Long để thành lập thị trấn Lương Sơn (thị trấn huyện lỵ huyện Lương Sơn).

#### Năm 1988: Quyết định số 49-HĐBT
- Quyết định số 49-HĐBT[12] ngày 19 tháng 3 năm 1988 của Hội đồng Bộ trưởng về việc thành lập một số thị trấn của các huyện Mỹ Đức, Tân Lạc và Thường Tín thuộc tỉnh Hà Sơn Bình:
- Huyện Tân Lạc

1. Tách các xóm Chiềng và Minh Khai của xã Mãn Đức với 205 hécta diện tích tự nhiên và 1.921 nhân khẩu; Xóm Tân Hồng của xã Quy Hậu với 12,1 hécta diện tích tự nhiên và 169 nhân khẩu để thành lập thị trấn Mường Khến.

#### Năm 1988: Quyết định số 71-HĐBT
- Quyết định số 71-HĐBT[13] ngày 24 tháng 4 năm 1988 của Hội đồng Bộ trưởng về việc phân vạch địa giới hành chính huyện Kỳ Sơn và thị xã Hòa Bình thuộc tỉnh Hà Sơn Bình:
- Huyện Kỳ Sơn, thị xã Hòa Bình

1. Sáp nhập 4 xã: Dân Chủ, Sủ Ngòi, Thống Nhất, Yên Mông với 5.661,14 hécta diện tích tự nhiên và 8.529 nhân khẩu của huyện Kỳ Sơn vào thị xã Hòa Bình.
2. Thị xã Hòa Bình có 6 phường Chăm Mát, Đồng Tiến, Hữu Nghị, Phương Lâm, Tân Hoà, Tân Thịnh, và 7 xã Dân Chủ, Hòa Bình, Sủ Ngòi, Thái Bình, Thịnh Lang, Thống nhất, Yên Mông với 13,343 hécta diện tích tự nhiên và 78,244 nhân khẩu.
3. Huyện Kỳ Sơn có thị trấn nông trường Cao Phong và 21 xã Bắc Phong, Bình Thanh, Dân Hạ, Dân Hoà, Dũng Phong, Đông Phong, Dộc Lập, Mông Hóa, Nam Phong, Hợp Thành, Hợp Thịnh, Phú Minh, Phúc Tiến, Tây Phong, Tân Phong, Thu Phong, Thung Nai, Trung Minh, Xuân Phong, Yên Lập, Yên Thượng với 43.000 hécta diện tích tự nhiên và 51.433 nhân khẩu.

#### Năm 1990: Quyết định số 581/TCCP
- Quyết định số 581/TCCP[14] ngày 26 tháng 12 năm 1990 của Ban Tổ chức – Cán bộ Chính phủ về việc phân vạch điều chỉnh địa giới hành chính một số xã, thị trấn thuộc huyện Mai Châu, Đà Bắc, Chương Mỹ, Lạc Thủy, Lạc Sơn và thị xã Hòa Bình tỉnh Hà Sơn Bình:
- Huyện Mai Châu

1. Thành lập thị trấn Mai Châu (thị trấn huyện lỵ) trên cơ sở giải thể xã Chiềng Sại.

- Huyện Đà Bắc

1. Thành lập thị trấn Đà Bắc (thị trấn huyện lỵ) trên cơ sở 622,5 ha diện tích tự nhiên và 3.483 nhân khẩu [của xã Tu Lý].

- Huyện Lạc Thủy

1. Thành lập thị trấn Chi Nê (thị trấn huyện lỵ) trên cơ sở 444,5 ha diện tích tự nhiên và 3.096 nhân khẩu của xã Lạc Long, 93 ha diện tích tự nhiên và 1.324 nhân khẩu của xã Đồng Tâm.

- Huyện Lạc Sơn

1. Hoạch định địa giới thị trấn Vụ Bản trên cơ sở ranh giới đã được thỏa thuận giữa các xã Liên Vũ, Xuất Hóa, Yên Phú và thị trấn Vụ Bản.
2. Chia xã Liên Hòa thành hai xã mới, lấy tên là xã Bình Cảng và xã Bình Chân.

- Thị xã Hòa Bình

1. Tách 873 ha diện tích tự nhiên và 632 nhân khẩu của xã Thái Bình; 704 ha diện tích tự nhiên và 453 nhân khẩu của xã Thịnh Lang để thành lập xã Thái Thịnh.

#### Năm 1991: Quốc hội khóa VIII, Kỳ họp thứ 9
- Nghị quyết ngày 12 tháng 8 năm 1991 của Quốc hội khóa VIII, Kỳ họp thứ 9[15] về việc điều chỉnh địa giới hành chính một số tỉnh, thành phố trực thuộc Trung ương:
- Tỉnh Hà Sơn Bình, tỉnh Hòa Bình

1. Chia tỉnh Hà Sơn Bình thành 2 tỉnh, lấy tên là tỉnh Hòa Bình và tỉnh Hà Tây.
2. Tỉnh Hòa Bình có 10 đơn vị hành chính gồm thị xã Hòa Bình và 9 huyện: Lương Sơn, Đà Bắc, Lạc Sơn, Mai Châu, Kỳ Sơn, Kim Bôi, Tân Lạc, Yên Thủy, Lạc Thủy, có diện tích tự nhiên 4.697 km2 với số dân 670.000 người. Tỉnh lỵ: thị xã Hòa Bình.

#### Năm 1994: Nghị định số 80-CP
- Nghị định số 80-CP[16] ngày 1 tháng 8 năm 1994 của Chính phủ về việc thành lập thị trấn Hàng Trạm thuộc huyện Yên Thủy, thị trấn Kỳ Sơn, thị trấn Cao Phong thuộc huyện Kỳ Sơn, tỉnh Hòa Bình:
- Huyện Yên Thủy

1. Thành lập thị trấn Hàng Trạm (huyện lỵ) thuộc huyện Yên Thủy trên cơ sở xóm Hàng Trạm, xóm Yên Bình, xóm Lạc Phong của xã Yên Lạc và các khu dân cư của nông trường 2/9 định cư trên địa bàn xã Yên Lạc.

- Huyện Kỳ Sơn

1. Thành lập thị trấn Kỳ Sơn (huyện lỵ) thuộc huyện Kỳ Sơn trên cơ sở diện tích 460 ha, nhân khẩu 3.031 của xã Dân Hà.
2. Thành lập thị trấn Cao Phong thuộc huyện Kỳ Sơn trên cơ sở diện tích tự nhiên 944,82 ha, nhân khẩu 3.396 thuộc nông trường Cao Phong (trừ khu vực dân cư đội sản xuất Tây Phong gồm 368 người giao về xã Tây Phong quản lý).
3. Giải thể thị trấn Nông trường 2/9 và thị trấn Nông trường Cao Phong.

#### Năm 1999: Nghị định số 15/1999/NĐ-CP
- Nghị định số 15/1999/NĐ-CP[17] ngày 27 tháng 3 năm 1999 của Chính phủ về việc điều chỉnh địa giới hành chính và thành lập thị trấn, xã của các huyện Kim Bôi, Mai Châu, Lạc Sơn và Yên Thủy, tỉnh Hòa Bình:
- Huyện Kim Bôi

1. Giải thể thị trấn nông trường Thanh Hà thuộc huyện Kim Bôi; dân cư thuộc thị trấn nông trường Thanh Hà hiện đang sinh sống trên địa bàn các xã Hợp Thanh, Nam Thượng, Mỹ Hòa và Phú Thành giao về các xã đó quản lý.
2. Thành lập thị trấn Thanh Hà trên cơ sở 364,98 ha diện tích tự nhiên và 2.187 nhân khẩu của các đội sản xuất 2, 4, 6 và 9 của nông trường Thanh Hà (thuộc địa bàn của xã Thanh Nông).
3. Thành lập xã Trung Bì thuộc huyện Kim Bôi trên cơ sở 1.394,4 ha diện tích tự nhiên và 2.380 nhân khẩu của xã Hạ Bì.
4. Thành lập xã Thượng Bì thuộc huyện Kim Bôi trên cơ sở 1.555,57 ha diện tích tự nhiên và 2.407 nhân khẩu của xã Hạ Bì.

- Huyện Mai Châu

1. Thành lập xã Tân Sơn thuộc huyện Mai Châu trên cơ sở 1.695,6 ha diện tích tự nhiên và 1.090 nhân khẩu của xã Bao La.

- Huyện Lạc Sơn, huyện Yên Thủy

1. Chuyển giao xã Đa Phúc từ huyện Lạc Sơn về huyện Yên Thủy quản lý.
2. Sau khi điều chỉnh địa giới:
  1. Huyện Yên Thủy có 13 đơn vị xã, thị trấn với 28.425 ha diện tích tự nhiên và 57.126 nhân khẩu.
  2. Huyện Lạc Sơn có 29 đơn vị xã, thị trấn với 55.360 ha diện tích tự nhiên và 118.896 nhân khẩu.

#### Năm 1999: Nghị định số 87/1999/NĐ-CP
- Nghị định số 87/1999/NĐ-CP[18] ngày 31 tháng 8 năm 1999 của Chính phủ về việc giải thể thị trấn nông trường Sông Bôi thuộc huyện Lạc Thủy, tỉnh Hòa Bình:
- Huyện Lạc Thủy

1. Nay giải thể thị trấn nông trường Sông Bôi thuộc huyện Lạc Thủy, tỉnh Hòa Bình. Dân cư thuộc thị trấn nông trường hiện đang sinh sống trên địa bàn các xã Đồng Tâm, Lạc Long, Cố Nghĩa, Liên Hòa, Phú Lão, Phú Thành và Hưng Thi được giao về cho các xã nói trên quản lý.

#### Năm 2001: Nghị định số 95/2001/NĐ-CP
- Nghị định số 95/2001/NĐ-CP[19] ngày 12 tháng 12 năm 2001 của Chính phủ về việc chia huyện Kỳ Sơn, tỉnh Hòa Bình thành hai huyện Cao Phong và Kỳ Sơn:
- Huyện Kỳ Sơn, huyện Cao Phong

1. Nay chia huyện Kỳ Sơn, tỉnh Hòa Bình thành hai huyện Cao Phong và Kỳ Sơn.
  1. Huyện Cao Phong có 25.437 ha diện tích tự nhiên và 38.414 nhân khẩu; có 13 đơn vị hành chính trực thuộc gồm các xã: Yên Thượng, Yên Lập, Dũng Phong, Nam Phong, Tây Phong, Tân Phong, Đông Phong, Xuân Phong, Thu Phong, Bắc Phong, Bình Thanh, Thung Nai và thị trấn Cao Phong.
  2. Huyện Kỳ Sơn có 20.203,76 ha diện tích tự nhiên và 32.979 nhân khẩu; có 10 đơn vị hành chính trực thuộc gồm các xã: Dân Hoà, Mông Hoá, Phúc Tiến, Dân Hạ, Phú Minh, Hợp Thịnh, Hợp Thành, Trung Minh, Độc Lập và thị trấn Kỳ Sơn.

#### Năm 2002: Nghị định số 84/2002/NĐ-CP
- Nghị định số 84/2002/NĐ-CP[20] ngày 22 tháng 10 năm 2002 của Chính phủ về việc thành lập phường Thái Bình, Thịnh Lang thuộc thị xã Hòa Bình, tỉnh Hòa Bình:
- Thị xã Hòa Bình

1. Thành lập phường Thái Bình trên cơ sở toàn bộ diện tích tự nhiên và dân số của xã Thái Bình.
2. Thành lập phường Thịnh Lang trên cơ sở toàn bộ diện tích tự nhiên và dân số của xã Thịnh Lang.

#### Năm 2006: Nghị định số 126/2006/NĐ-CP
- Nghị định số 126/2006/NĐ-CP[21] ngày 27 tháng 10 năm 2006 của Chính phủ về việc thành lập thành phố Hòa Bình thuộc tỉnh Hòa Bình:
- Thành phố Hòa Bình

1. Thành lập thành phố Hòa Bình thuộc tỉnh Hòa Bình trên cơ sở toàn bộ diện tích tự nhiên, dân số và các đơn vị hành chính trực thuộc của thị xã Hòa Bình.
2. Thành phố Hòa Bình có 13.276,05 ha diện tích tự nhiên và 95.589 nhân khẩu, có 14 đơn vị hành chính gồm các phường: Phương Lâm, Đồng Tiến, Chăm Mát, Thái Bình, Tân Thịnh, Tân Hòa, Hữu Nghị, Thịnh Lang và các xã: Dân Chủ, Sủ Ngòi, Thống Nhất, Hòa Bình, Yên Mông, Thái Thịnh.
3. Tỉnh Hòa Bình có 11 đơn vị hành chính cấp huyện, gồm các huyện: Cao Phong, Đà Bắc, Kim Bôi, Kỳ Sơn, Lạc Sơn, Lạc Thủy, Lương Sơn, Mai Châu, Tân Lạc, Yên Thủy và thành phố Hòa Bình.

#### Năm 2008: Nghị quyết số 15/2008/QH12
- Nghị quyết số 15/2008/QH12[22] ngày 29 tháng 5 năm 2008 của Quốc hội về việc điều chỉnh địa giới hành chính thành phố Hà Nội và một số tỉnh có liên quan:
- Tỉnh Hòa Bình, thành phố Hà Nội

1. Chuyển toàn bộ diện tích tự nhiên và dân số hiện tại của 4 xã thuộc huyện Lương Sơn, tỉnh Hòa Bình về thành phố Hà Nội, bao gồm: xã Đông Xuân, xã Tiến Xuân, xã Yên Bình, xã Yên Trung.
2. Sau khi điều chỉnh địa giới hành chính:
  1. Thành phố Hà Nội có diện tích tự nhiên là 334.470,02 ha và dân số hiện tại là 6.232.940 người, bao gồm diện tích tự nhiên và dân số hiện tại của các quận Hoàn Kiếm, Đống Đa, Ba Đình, Hai Bà Trưng, Tây Hồ, Cầu Giấy, Hoàng Mai, Long Biên, Thanh Xuân, các huyện Đông Anh, Từ Liêm, Sóc Sơn, Gia Lâm, Thanh Trì, Ba Vì, Chương Mỹ, Đan Phượng, Hoài Đức, Mỹ Đức, Phú Xuyên, Phúc Thọ, Quốc Oai, Thạch Thất, Thanh Oai, Thường Tín, Ứng Hòa, Mê Linh, các thành phố Hà Đông, Sơn Tây và các xã Đông Xuân, Tiến Xuân, Yên Bình, Yên Trung.
  2. Tỉnh Hòa Bình có diện tích tự nhiên là 459.635,15 ha và dân số hiện tại là 832.543 người. Huyện Lương Sơn có diện tích tự nhiên là 28.684,68 ha và dân số hiện tại là 67.288 người.

#### Năm 2009: Nghị quyết số 31/NQ-CP
- Nghị quyết số 31/NQ-CP[23] ngày 14 tháng 7 năm 2009 của Chính phủ về việc điều chỉnh địa giới hành chính một số huyện và thành phố Hòa Bình, tỉnh Hòa Bình:
- Huyện Kỳ Sơn, thành phố Hòa Bình

1. Điều chỉnh toàn bộ xã Trung Minh thuộc huyện Kỳ Sơn về thành phố Hòa Bình quản lý.
2. Thành phố Hòa Bình có 14.819,75 ha diện tích tự nhiên và 93.409 nhân khẩu; có 15 đơn vị hành chính trực thuộc, bao gồm 7 xã: Trung Minh, Yên Mông, Hòa Bình, Sủ Ngòi, Dân Chủ, Thống Nhất, Thái Thịnh và 8 phường: Đồng Tiến, Phương Lâm, Thái Bình, Chăm Mát, Tân Thành, Tân Thịnh, Tân Hòa, Thịnh Lang.

- Huyện Lương Sơn, huyện Kỳ Sơn

1. Điều chỉnh toàn bộ xã Yên Quang thuộc huyện Lương Sơn về huyện Kỳ Sơn quản lý.
2. Huyện Kỳ Sơn có 21.075,99 ha diện tích tự nhiên và 34.681 nhân khẩu; có 10 đơn vị hành chính trực thuộc, bao gồm các xã: Yên Quang, Dân Hòa, Mông Hóa, Phúc Tiến, Dân Hạ, Phú Minh, Hợp Thịnh, Hợp Thành, Độc Lập và thị trấn Kỳ Sơn.

- Huyện Kim Bôi, huyện Lương Sơn

1. Điều chỉnh 10.607,07 ha diện tích tự nhiên và 29.536 nhân khẩu của huyện Kim Bôi (bao gồm toàn bộ diện tích tự nhiên và nhân khẩu của 07 xã: Tân Thành, Cao Dương, Hợp Châu, Cao Thắng, Long Sơn, Thanh Lương, Hợp Thanh) về huyện Lương Sơn quản lý.
2. Huyện Lương Sơn có 36.985,41 ha diện tích tự nhiên và 92.860 nhân khẩu; có 20 đơn vị hành chính trực thuộc, bao gồm các xã: Cao Răm, Cư Yên, Hòa Sơn, Hợp Hòa, Lâm Sơn, Liên Sơn, Nhuận Trạch, Tân Vinh, Thành Lập, Tiến Sơn, Trường Sơn, Trung Sơn, Tân Thành, Cao Dương, Hợp Châu, Cao Thắng, Long Sơn, Thanh Lương, Hợp Thanh và thị trấn Lương Sơn.

- Huyện Kim Bôi, huyện Lạc Thủy

1. Điều chỉnh 2.585,6 ha diện tích tự nhiên và 7.250 nhân khẩu của huyện Kim Bôi (bao gồm toàn bộ diện tích tự nhiên và nhân khẩu của thị trấn Thanh Hà và xã Thanh Nông) về huyện Lạc Thủy quản lý.
2. Huyện Lạc Thủy có 31.995,11 ha diện tích tự nhiên và 60.624 nhân khẩu; có 15 đơn vị hành chính trực thuộc, bao gồm các xã: An Bình, An Lạc, Cố Nghĩa, Đồng Môn, Đồng Tâm, Hưng Thi, Khoan Dụ, Lạc Long, Liên Hòa, Phú Lão, Phú Thành, Yên Bồng, Thanh Nông, thị trấn Chi Nê và thị trấn Thanh Hà.

- Huyện Đà Bắc, huyện Mai Châu

1. Điều chỉnh toàn bộ xã Tân Dân thuộc huyện Đà Bắc về huyện Mai Châu quản lý.
2. Huyện Mai Châu có 56.454,37 ha diện tích tự nhiên và 55.663 nhân khẩu; có 22 đơn vị hành chính trực thuộc, bao gồm các xã: Tân Dân, Cun Pheo, Bao La, Xăm Khòe, Mai Hịch, Vạn Mai, Mai Hạ, Chiềng Châu, Nà Phòn, Tân Thành, Tòng Đậu, Đồng Bảng, Pà Cò, Hang Kia, Tân Sơn, Pù Bin, Phúc Sạn, Ba Khan, Thung Khe, Noọng Luông, Tân Mai và thị trấn Mai Châu.
3. Sau khi điều chỉnh địa giới hành chính:
  1. Huyện Kim Bôi còn lại 55.103,38 ha diện tích tự nhiên và 114.015 nhân khẩu; có 28 đơn vị hành chính trực thuộc, bao gồm các xã: Bắc Sơn, Bình Sơn, Cuối Hạ, Đông Bắc, Đú Sáng, Hạ Bì, Hợp Đồng, Hợp Kim, Hùng Tiến, Kim Bình, Kim Bôi, Kim Sơn, Kim Tiến, Kim Truy, Lập Chiệng, Mị Hòa, Nam Thượng, Nật Sơn, Nuông Dăm, Sào Báy, Sơn Thủy, Thượng Bì, Thượng Tiến, Trung Bì, Tú Sơn, Vĩnh Đồng, Vĩnh Tiến và thị trấn Bo.
  2. Huyện Đà Bắc còn lại 77.903,86 ha diện tích tự nhiên và 52.381 nhân khẩu; có 20 đơn vị hành chính trực thuộc, bao gồm các xã: Cao Sơn, Đoàn Kết, Đồng Chum, Đồng Nghê, Đồng Ruộng, Giáp Đắt, Hào Lý, Hiền Lương, Mường Chiềng, Mường Tuổng, Suối Nánh, Tân Minh, Tân Pheo, Tiền Phong, Toàn Sơn, Trung Thành, Tú Lý, Vầy Nưa, Yên Hòa và thị trấn Đà Bắc.
  3. Tỉnh Hòa Bình có 459.635,15 ha diện tích tự nhiên và 832.543 nhân khẩu; có 11 đơn vị hành chính trực thuộc, bao gồm 10 huyện: Lạc Thủy, Kim Bôi, Lương Sơn, Kỳ Sơn, Đà Bắc, Mai Châu, Cao Phong, Tân Lạc, Lạc Sơn, Yên Thủy và thành phố Hòa Bình.

#### Năm 2011: Quyết định số 1860/QĐ-TTg
- Quyết định số 1860/QĐ-TTg[24] ngày 21 tháng 10 năm 2011 của Thủ tướng Chính phủ về việc xác định địa giới hành chính giữa thành phố Hà Nội và tỉnh Hòa Bình tại bảy khu vực chồng lấn do lịch sử để lại:
- Thành phố Hà Nội, tỉnh Hòa Bình

1. Khu vực núi Đá Chẹ: Đường địa giới hành chính giữa thành phố Hà Nội và tỉnh Hòa Bình tại khu vực giáp ranh giữa xã Khánh Thượng, huyện Ba Vì, thành phố Hà Nội với xã Hợp Thịnh, huyện Kỳ Sơn, tỉnh Hòa Bình, khởi đầu từ điểm giữa sông Đà có tọa độ (X = 2323834; Y = 532528), theo hướng Đông Bắc đường địa giới đi đến bờ sông Đà tại điểm có tọa độ (X = 2324096; Y = 532818) rồi đi đến góc hồ có tọa độ (X = 2324304; Y = 533033), chuyển hướng Đông Nam, Đông - Đông Bắc đường địa giới đi men theo chân núi đá (đường bờ nước) đến điểm khe cạn gặp hồ thì chuyển hướng Bắc đi theo khe cạn đến khu dân cư thì đổi hướng Tây Bắc đi ven khu dân cư đến gặp đường nhựa, tiếp tục đổi hướng Đông đi theo đường nhựa đến ngã ba đường nhựa với đường đất có tọa độ (X = 2324527; Y = 533240). Từ đây đường địa giới theo hướng Đông Bắc, Đông Nam rồi Bắc - Đông Bắc đi theo đường vào kho mìn, rồi theo ranh giới giữa ruộng sắn với vườn keo đến đường mòn và đi theo đường mòn đến ngã ba giữa đường đất với đường mòn vào kho mìn có tọa độ (X = 2324696; Y = 533505).
2. Khu vực núi Ô Môn: Đường địa giới hành chính giữa thành phố Hà Nội và tỉnh Hòa Bình tại khu vực giáp ranh giữa xã Tuy Lai, huyện Mỹ Đức, thành phố Hà Nội với các xã: Trung Sơn, Cao Dương, huyện Lương Sơn, tỉnh Hòa Bình, khởi đầu từ điểm trên yên ngựa có tọa độ (X = 2298201; Y = 567296), theo hướng chung Nam - Đông Nam đường địa giới đi theo sống núi liên tục qua các đỉnh cao 215,0 m; 212,0 m; 208,0 m; 312,2 m; 317,0 m; 230,0 m; 222,0 m đến điểm cao 210,0 m chuyển hướng chung Nam - Tây Nam, đường địa giới đi theo dông núi đến ranh giới giữa đầm và hồ Ngái Lạng, đi theo ranh giới giữa đầm và hồ Ngái Lạng lên dông núi đến đỉnh núi có tọa độ (X = 2291911; Y = 568721).
3. Khu vực hồ Đồng Sương: Đường địa giới hành chính giữa thành phố Hà Nội và tỉnh Hòa Bình tại khu vực giáp ranh giữa xã Trần Phú, huyện Chương Mỹ, thành phố Hà Nội với xã Thành Lập, huyện Lương Sơn, tỉnh Hòa Bình, khởi đầu từ điểm ngoặt bờ đê hồ Đồng Sương có tọa độ (X = 2302734; Y = 566275) theo hướng chung Tây - Tây Nam và Nam, đường địa giới đi theo chân bờ đê, qua chân bờ đập, rồi theo mép hồ Đồng Sương, theo suối, theo sống núi qua các đỉnh cao 56,9 m, 64,4 m đến gặp đường tại điểm có tọa độ (X = 2299649; Y = 565513). Từ đây đường địa giới chuyển hướng Tây Nam rồi Đông Nam đi theo đường đến điểm có tọa độ (X = 2299454; Y = 565730) rồi theo hướng chung Đông Bắc đi theo dông đồi, men theo khu dân cư đến gặp khe suối thì chuyển hướng Đông - Đông Nam đi theo khe, rồi theo hiện trạng hai bên đang quản lý đến đường Hồ Chí Minh. Từ đây theo hướng Bắc - Đông Bắc, đường địa giới đi theo đường Hồ Chí Minh đến gặp suối thì chuyển hướng Đông Nam và Nam đi theo suối đến đường đá đổi hướng Đông đi theo đường đá lên đỉnh đồi cao 243 m có tọa độ (X = 2299394; Y = 567267).
4. Khu vực Trường Cao đẳng Cộng đồng Hà Tây: Đường địa giới hành chính giữa thành phố Hà Nội và tỉnh Hòa Bình tại khu vực giáp ranh giữa xã Thủy Xuân Tiên, huyện Chương Mỹ, thành phố Hà Nội với xã Nhuận Trạch, huyện Lương Sơn, tỉnh Hòa Bình, khởi đầu từ giao điểm giữa đường Hồ Chí Minh với mép ngoài tường bao khu hiệu bộ của Trường Cao đẳng Cộng đồng Hà Tây, theo hướng Tây Nam đường địa giới đi theo mép ngoài tường bao khu hiệu bộ đến giao điểm giữa tường bao với đường đất lớn. Từ đây đường địa giới chuyển hướng Tây Bắc và Bắc đi theo đường đất lớn đến ngã ba đường đất lớn có tọa độ (X = 2307568; Y = 559682); chuyển hướng Tây đường địa giới đi theo đường đất lớn đến ngã ba đường có tọa độ (X = 2307560; Y = 559613), chuyển hướng Tây Bắc đi theo đường đất lớn, rồi theo mương đến đường ranh giới hiện trạng hai bên đang quản lý.
5. Khu vực đồi Lau: Đường địa giới hành chính giữa thành phố Hà Nội và tỉnh Hòa Bình tại khu vực giáp ranh giữa xã Đông Yên, huyện Quốc Oai, thành phố Hà Nội với xã Hòa Sơn, huyện Lương Sơn, tỉnh Hòa Bình, khởi đầu từ đỉnh đồi Lau, theo hướng Đông - Đông Bắc đường địa giới đi đến ranh giới giữa nhà ông Vũ Viết Tuận (xã Hòa Sơn, huyện Lương Sơn) và nhà bà Lê Thị Giảo (xã Đông Yên, huyện Quốc Oai), đi theo ranh giới giữa nhà ông Vũ Viết Tuận và nhà bà Lê Thị Giảo đến đường Hồ Chí Minh, chuyển hướng Bắc - Tây Bắc đường địa giới đi theo đường Hồ Chí Minh đến điểm giáp ranh giữa khu nhà Vòm với khu dân cư có tọa độ (X = 2314590; Y = 559089). Từ đây theo hướng Đông Bắc đường địa giới đi theo ranh giới giữa khu nhà Vòm với khu dân cư đến điểm có tọa độ (X = 2314664; Y = 559203) thì đổi hướng Nam - Đông Nam đi theo tường bao khu K12 đến điểm có tọa độ (X = 2314442; Y = 559427).
6. Khu vực Tân Mai, giáp ranh giữa thị trấn Xuân Mai, huyện Chương Mỹ, thành phố Hà Nội với xã Hòa Sơn, huyện Lương Sơn, tỉnh Hòa Bình.
  1. Khu vực cầu Ké - cầu Năm Lu: Đường địa giới hành chính giữa thành phố Hà Nội và tỉnh Hòa Bình tại khu vực giáp ranh giữa thị trấn Xuân Mai, huyện Chương Mỹ, thành phố Hà Nội với xã Hòa Sơn, huyện Lương Sơn, tỉnh Hòa Bình, khởi đầu từ điểm giữa suối có tọa độ (X = 2309882; Y = 557674) theo hướng Tây Bắc, đường địa giới đi theo suối đến điểm có tọa độ (X = 2309934; Y = 557638), chuyển hướng chung Tây Nam đi theo đường đất lớn đến ngã ba đường có tọa độ (X = 2309754, Y = 557529), chuyển hướng Nam - Đông Nam đi theo đường đến quốc lộ 6 rồi chuyển hướng Tây - Tây Nam đi theo quốc lộ 6 đến điểm có tọa độ (X = 2309431; Y = 557283). Từ đây đường địa giới đi theo hướng Nam đến sông Bùi thì chuyển hướng Nam và Đông - Đông Bắc đi theo sông Bùi đến điểm có tọa độ (X = 2309158; Y = 557987).
  2. Khu vực Lữ đoàn Tăng - Thiết giáp 201: Đường địa giới hành chính giữa thành phố Hà Nội và tỉnh Hòa Bình tại khu vực giáp ranh giữa thị trấn Xuân Mai, huyện Chương Mỹ, thành phố Hà Nội với xã Hòa Sơn, huyện Lương Sơn, tỉnh Hòa Bình, khởi đầu từ đỉnh núi Luốt theo hướng Tây - Tây Nam đường địa giới đi theo dông núi đến ngã ba giữa đường đất lớn với ranh giới của khu doanh trại quân đội có tọa độ (X = 2312282; Y = 558325), chuyển hướng Tây và Tây Nam, đường địa giới đi theo ranh giới của khu doanh trại Quân đội rồi đi theo đường nhựa đến điểm có tọa độ (X = 2312170; Y = 557778). Từ đây đường địa giới theo hướng Đông Nam và Tây Bắc đi bao quanh khu dân cư thuộc xã Hòa Sơn rồi chuyển hướng Tây Nam, Đông Nam và Nam - Tây Nam đi theo đường nhựa đến gặp đường đất lớn, tiếp tục đi theo đường đất lớn rồi theo ranh giới của khu doanh trại quân đội, theo khe đến gặp đường nhựa tại điểm có tọa độ (X = 2310358; Y = 558053).
7. Khu vực núi Giang Bò: Đường địa giới hành chính giữa thành phố Hà Nội và tỉnh Hòa Bình tại khu vực giáp ranh giữa xã Nam Phương Tiến, huyện Chương Mỹ, thành phố Hà Nội với xã Liên Sơn, huyện Lương Sơn, tỉnh Hòa Bình, khởi đầu từ giao điểm giữa đường mòn với suối có tọa độ (X = 2303320; Y = 560067), theo hướng chung Tây Nam đường địa giới đi theo suối, theo khe đến sống núi rồi chuyển hướng chung Nam - Tây Nam đi theo phân thủy đến đỉnh cao 715,0 m. Từ đây theo hướng Đông Nam và Đông - Đông Bắc đường địa giới đi theo phân thủy của dãy núi Giang Bò qua các đỉnh cao 660,9 m, 605,6 m rồi chuyển hướng Bắc - Đông Bắc đi theo phân thủy qua đỉnh cao 463,3 m đến gặp đường mòn tại điểm có tọa độ (X = 2303471; Y = 560909).

#### Năm 2019: Nghị quyết số 830/NQ-UBTVQH14
- Nghị quyết số 830/NQ-UBTVQH14[25] ngày 17 tháng 12 năm 2019 của Ủy ban Thường vụ Quốc hội về việc sắp xếp các đơn vị hành chính cấp huyện, cấp xã thuộc tỉnh Hòa Bình:
- Huyện Kỳ Sơn, thành phố Hòa Bình

1. Nhập toàn bộ huyện Kỳ Sơn vào thành phố Hòa Bình.
2. Sau khi nhập, thành phố Hòa Bình có 348,65 km² diện tích tự nhiên và quy mô dân số 135.718 người.

- Thành phố Hòa Bình

1. Thành lập phường Dân Chủ trên cơ sở nhập 1,17 km2 diện tích tự nhiên, 4.141 người của phường Chăm Mát và toàn bộ xã Dân Chủ.
2. Thành lập phường Thống Nhất trên cơ sở nhập toàn bộ 1,71 km2 diện tích tự nhiên, 3.545 người của phường Chăm Mát sau khi điều chỉnh địa giới đơn vị hành chính và toàn bộ xã Thống Nhất.
3. Thành lập phường Kỳ Sơn trên cơ sở nhập 31,02 km2 diện tích tự nhiên, 4.673 người của xã Dân Hạ và toàn bộ thị trấn Kỳ Sơn.
4. Điều chỉnh 11,09 km2 diện tích tự nhiên, 578 người của xã Thái Thịnh vào phường Thái Bình.
5. Nhập toàn bộ 6,50 km2 diện tích tự nhiên, 593 người của xã Thái Thịnh sau khi điều chỉnh địa giới đơn vị hành chính vào xã Hòa Bình.
6. Nhập toàn bộ 5,95 km2 diện tích tự nhiên, 730 người của xã Dân Hạ sau khi điều chỉnh địa giới đơn vị hành chính vào xã Độc Lập.
7. Nhập toàn bộ xã Dân Hòa vào xã Mông Hóa.
8. Thành lập xã Quang Tiến trên cơ sở nhập toàn bộ xã Phúc Tiến và xã Yên Quang.
9. Thành lập xã Thịnh Minh trên cơ sở nhập toàn bộ xã Hợp Thịnh và xã Phú Minh.
10. Sau khi sắp xếp, thành phố Hòa Bình có 19 đơn vị hành chính cấp xã, gồm 10 phường: Dân Chủ, Đồng Tiến, Hữu Nghị, Kỳ Sơn, Phương Lâm, Tân Hòa, Tân Thịnh, Thái Bình, Thịnh Lang, Thống Nhất và 09 xã: Độc Lập, Hòa Bình, Hợp Thành, Mông Hóa, Quang Tiến, Sủ Ngòi, Thịnh Minh, Trung Minh, Yên Mông.

- Huyện Cao Phong

1. Thành lập xã Hợp Phong trên cơ sở nhập toàn bộ xã Đông Phong, xã Tân Phong và xã Xuân Phong.
2. Thành lập xã Thạch Yên trên cơ sở nhập toàn bộ xã Yên Lập và xã Yên Thượng.
3. Sau khi sắp xếp, huyện Cao Phong có 10 đơn vị hành chính cấp xã, gồm 09 xã và 01 thị trấn.

- Huyện Đà Bắc

1. Thành lập xã Tú Lý trên cơ sở nhập 35,21 km2 diện tích tự nhiên, 3.449 người của xã Tu Lý và toàn bộ xã Hào Lý.
2. Nhập toàn bộ 9,52 km2 diện tích tự nhiên, 2.125 người của xã Tu Lý sau khi điều chỉnh địa giới đơn vị hành chính vào thị trấn Đà Bắc.
3. Nhập toàn bộ xã Mường Tuồng vào xã Mường Chiềng.
4. Thành lập xã Nánh Nghê trên cơ sở nhập toàn bộ xã Đồng Nghê và xã Suối Nánh.
5. Sau khi sắp xếp, huyện Đà Bắc có 17 đơn vị hành chính cấp xã, gồm 16 xã và 01 thị trấn.

- Huyện Kim Bôi

1. Nhập toàn bộ xã Hạ Bì và xã Kim Bình vào thị trấn Bo.
2. Thành lập xã Hùng Sơn trên cơ sở nhập toàn bộ xã Bắc Sơn, xã Hùng Tiến và xã Nật Sơn.
3. Thành lập xã Kim Lập trên cơ sở nhập toàn bộ xã Lập Chiệng, xã Kim Sơn và xã Hợp Kim.
4. Thành lập xã Xuân Thủy trên cơ sở nhập toàn bộ xã Sơn Thủy, xã Thượng Bì và xã Trung Bì.
5. Thành lập xã Hợp Tiến trên cơ sở nhập toàn bộ xã Hợp Đồng và xã Thượng Tiến.
6. Nhập toàn bộ xã Kim Tiến và xã Kim Truy vào xã Kim Bôi.
7. Sau khi sắp xếp, huyện Kim Bôi có 17 đơn vị hành chính cấp xã, gồm 16 xã và 01 thị trấn.

- Huyện Lạc Sơn

1. Thành lập xã Quyết Thắng trên cơ sở nhập toàn bộ xã Chí Thiện, xã Phú Lương và xã Phúc Tuy.
2. Thành lập xã Vũ Bình trên cơ sở nhập toàn bộ xã Bình Cảng, xã Bình Chân và xã Vũ Lâm.
3. Nhập toàn bộ xã Liên Vũ vào thị trấn Vụ Bản.
4. Sau khi sắp xếp, huyện Lạc Sơn có 24 đơn vị hành chính cấp xã, gồm 23 xã và 01 thị trấn.

- Huyện Lạc Thủy

1. Thành lập thị trấn Ba Hàng Đồi trên cơ sở nhập toàn bộ xã Thanh Nông và thị trấn Thanh Hà.
2. Thành lập xã Thống Nhât trên cơ sở nhập toàn bộ xã An Lạc, xã Đồng Môn và xã Liên Hòa.
3. Nhập toàn bộ xã Lạc Long vào thị trấn Chi Nê.
4. Thành lập xã Phú Nghĩa trên cơ sở nhập toàn bộ xã Cổ Nghĩa và xã Phú Lão.
5. Sau khi sắp xếp, huyện Lạc Thủy có 10 đơn vị hành chính cấp xã, gồm 08 xã và 02 thị trấn.

- Huyện Lương Sơn

1. Điều chỉnh 4,42 km2 diện tích tự nhiên, 1.508 người của xã Liên Sơn vào xã Cư Yên.
2. Nhập toàn bộ xã Thành Lập, xã Tiến Sơn và xã Trung Sơn vào xã Liên Sơn.
3. Thành lập xã Cao Sơn trên cơ sở sáp nhập toàn bộ xã Cao Răm, xã Hợp Hòa và xã Trường Sơn.
4. Nhập toàn bộ xã Hợp Châu và xã Tân Thành vào xã Cao Dương.
5. Thành lập xã Thanh Sơn trên cơ sở sáp nhập toàn bộ xã Hợp Thanh và xã Long Sơn.
6. Thành lập xã Thanh Cao trên cơ sở sáp nhập toàn bộ xã Cao Thắng và xã Thanh Lương.
7. Sau khi sắp xếp, huyện Lương Sơn có 11 đơn vị hành chính cấp xã, gồm 10 xã và 01 thị trấn.

- Huyện Mai Châu

1. Thành lập xã Tân Thủy trên cơ sở nhập 11,76 km2 diện tích tự nhiên, 404 người của xã Tân Mai xã Tân Mai; toàn bộ xã Ba Khan và xã Phúc Sạn.
2. Thành lập xã Tân Thành trên cơ sở nhập 23,00 km2 diện tích tự nhiên, 840 người của xã Tân Mai sau khi điều chỉnh địa giới đơn vị hành chính và toàn bộ xã Tân Dân.
3. Nhập toàn bộ xã Piềng Vế vào xã Bao La.
4. Nhập toàn bộ xã Nà Mèo vào xã Nà Phòn.
5. Thành lập xã Thành Sơn trên cơ sở nhập toàn bộ xã Noong Luông, xã Pù Bin và xã Thung Khe.
6. Thành lập xã Đồng Tân trên cơ sở nhập toàn bộ xã Đồng Bảng và xã Tân Sơn.
7. Sau khi sắp xếp, huyện Mai Châu có 16 đơn vị hành chính cấp xã, gồm 15 xã và 01 thị trấn.

- Huyện Tân Lạc

1. Thành lập xã Vân Sơn trên cơ sở nhập toàn bộ xã Bắc Sơn, xã Lũng Vân và xã Nam Sơn.
2. Thành lập xã Nhân Mỹ trên cơ sở nhập toàn bộ xã Do Nhân, xã Quy Mỹ và xã Tuân Lộ.
3. Thành lập thị trấn Mãn Đức trên cơ sở nhập toàn bộ xã Quy Hậu, xã Mãn Đức và thị trấn Mường Khến.
4. Nhập toàn bộ xã Địch Giáo vào xã Phong Phú.
5. Thành lập xã Suối Hoa trên cơ sở nhập toàn bộ xã Ngòi Hoa và xã Trung Hòa.
6. Sau khi sắp xếp, huyện Tân Lạc có 16 đơn vị hành chính cấp xã, gồm 15 xã và 01 thị trấn.

- Huyện Yên Thủy

1. Nhập toàn bộ xã Lạc Hưng vào xã Bảo Hiệu.
2. Nhập toàn bộ xã Yên Lạc vào thị trấn Hàng Trạm.
3. Sau khi sắp xếp, huyện Yên Thủy có 11 đơn vị hành chính cấp xã, gồm 10 xã và 01 thị trấn.
4. Tỉnh Hòa Bình có 10 đơn vị hành chính cấp huyện, gồm 09 huyện và 01 thành phố; 151 đơn vị hành chính cấp xã, gồm 131 xã, 10 phường và 10 thị trấn.

#### Năm 2020: Nghị quyết số 76/NQ-CP
- Nghị quyết số 76/NQ-CP[26] ngày 22 tháng 5 năm 2020 của Chính phủ về việc xác định địa giới hành chính giữa tỉnh Hòa Bình và tỉnh Ninh Bình tại hai khu vực do lịch sử để lại:
- Tỉnh Hòa Bình, tỉnh Ninh Bình

1. Đường địa giới hành chính giữa tỉnh Hòa Bình và tỉnh Ninh Bình tại khu vực đền Cát Đùn, giáp ranh giữa xã Đồng Tâm, huyện Lạc Thủy, tỉnh Hòa Bình và xã Xích Thổ, huyện Nho Quan; xã Gia Hưng, xã Gia Hòa, huyện Gia Viễn, tỉnh Ninh Bình được thể hiện trên 01 mảnh bản đồ địa hình tỷ lệ 1:10.000 hệ tọa độ quốc gia VN-2000 có phiên hiệu F-48-92-B-a-4 do Bộ Tài nguyên và Môi trường thành lập năm 2011, là đường địa giới hành chính cấp tỉnh được tô bo màu hồng, khởi đầu từ điểm địa giới tỉnh Hòa Bình và tỉnh Ninh Bình đã thống nhất tại đỉnh núi Mặt Quỷ có độ cao 275,2 m, theo hướng Đông Nam, đi theo sống núi qua các đỉnh núi có độ cao 200,7 m; 251,4 m; 266,1 m, qua cửa Tráp rồi qua các đỉnh núi có độ cao 203,7 m; 239,6 m; 273,5 m, chuyển hướng Đông Bắc theo sống núi đến yên ngựa, chuyển hướng Bắc - Tây Bắc đi theo khe đến gặp suối, đi giữa suối đến gặp điểm thờ cúng tâm linh (điểm thờ cúng tâm linh do tỉnh Ninh Bình quản lý), tiếp tục đi giữa suối đến gặp đường tụ thủy, chuyển hướng Đông - Đông Bắc đi thẳng lên đỉnh núi có độ cao 384,9 m, chuyển hướng Nam - Đông Nam, Tây Nam và Đông Nam đi theo sống núi qua các đỉnh núi có độ cao 324,7 m; 322,3 m; 271,9 m; 283,3 m; 291,4 m; 285,9 m; 293,6 m; 303,7 m đến đỉnh 297,3 m là điểm địa giới tỉnh Hòa Bình và tỉnh Ninh Bình đã thống nhất.
2. Đường địa giới hành chính giữa tỉnh Hòa Bình và tỉnh Ninh Bình tại khu vực Chín quả đồi Lim, giáp ranh giữa xã Đoàn Kết, huyện Yên Thủy, tỉnh Hòa Bình và xã Thạch Bình, huyện Nho Quan, tỉnh Ninh Bình nằm trên 01 mảnh bản đồ địa hình tỷ lệ 1:10.000 hệ tọa độ quốc gia VN-2000 có phiên hiệu F-48-92-A-b-4 do Bộ Tài nguyên và Môi trường thành lập năm 2011, là đường địa giới hành chính cấp tỉnh được tô bo màu hồng, khởi đầu từ điểm địa giới tỉnh Hòa Bình và tỉnh Ninh Bình đã thống nhất tại ngã ba giữa sông Lạng với nhánh của sông Lạng, phía Nam đồi cao 21,6 m, theo hướng Bắc - Tây Bắc, đi giữa sông Lạng đến điểm ngoặt của sông Lạng, chuyển hướng Đông Bắc đến bờ ao, đi theo phía Nam bờ ao đến giao điểm bờ ao với đường tụ thủy, theo khe đến đỉnh núi có độ cao 71,3 m, chuyển hướng Bắc - Đông Bắc, theo sống núi xuống chân núi gặp đường đất, theo hướng Tây Bắc đi giữa đường đất đến giao điểm giữa đường đất với tụ thủy, chuyển hướng Bắc - Đông Bắc đi theo khe đến đỉnh núi có độ cao 71,6 m, tiếp tục theo sống núi đến đỉnh núi có độ cao 71,3 m, chuyển hướng Bắc - Tây Bắc theo sống núi qua các đỉnh núi có độ cao 67,1 m; 61,0 m; 41,8 m; 51,3 m xuống gặp suối, đi giữa suối, khe, chuyển hướng Tây Nam đi giữa suối, rồi cắt thẳng ra đến giữa sông Lạng là điểm địa giới tỉnh Hòa Bình và tỉnh Ninh Bình đã thống nhất.

#### Năm 2020: Nghị quyết số 77/NQ-CP
- Nghị quyết số 77/NQ-CP[27] ngày 22 tháng 5 năm 2020 của Chính phủ về việc xác định địa giới hành chính giữa tỉnh Hòa Bình và tỉnh Thanh Hóa tại khu vực Vạn Mai do lịch sử để lại:
- Tỉnh Hòa Bình, tỉnh Thanh Hóa

1. Đường địa giới hành chính giữa tỉnh Hòa Bình và tỉnh Thanh Hóa tại khu vực Vạn Mai, giáp ranh giữa xã Mai Hịch, xã Vạn Mai, huyện Mai Châu, tỉnh Hòa Bình và xã Phú Thanh, huyện Quan Hóa, tỉnh Thanh Hóa nằm trên 03 mảnh bản đồ địa hình tỷ lệ 1:10.000 hệ tọa độ quốc gia VN-2000 có phiên hiệu F-48-78-D-d-2, F-48-79-C-c-1 và F-48-79-C-c-2 do Bộ Tài nguyên và Môi trường thành lập năm 2011, là đường địa giới hành chính cấp tỉnh được tô bo màu hồng, khởi đầu từ điểm địa giới tỉnh Hòa Bình và tỉnh Thanh Hóa đã thống nhất tại giao điểm giữa suối Quên với quốc lộ 15A, theo hướng Nam - Tây Nam, đi giữa suối Quên đến ngã ba giữa suối Quên và sông Mã, chuyển hướng Đông - Đông Nam đi giữa sông Mã đến ngã ba giữa sông Mã với suối Co Bông, chuyển hướng Đông Bắc đi giữa suối Co Bông rồi theo khe đến đỉnh núi Thám Pùng có độ cao 322,0 m, theo hướng Đông - Đông Nam đi thẳng đến đỉnh núi có độ cao 343,5 m, tiếp tục theo sống núi qua các đỉnh núi có độ cao 365,7 m; 664,5 m; 506,8 m đến đỉnh núi có độ cao 788,0 m là điểm địa giới tỉnh Hòa Bình và tỉnh Thanh Hóa đã thống nhất.

#### Năm 2021: Nghị quyết số 1189/NQ-UBTVQH14
- Nghị quyết số 1189/NQ-UBTVQH14[28] ngày 12 tháng 1 năm 2021 của Ủy ban Thường vụ Quốc hội về việc thành lập phường Quỳnh Lâm và phường Trung Minh thuộc thành phố Hòa Bình, tỉnh Hòa Bình:
- Thành phố Hòa Bình

1. Thành lập phường Quỳnh Lâm trên cơ sở toàn bộ xã Sủ Ngòi.
2. Thành lập phường Trung Minh trên cơ sở toàn bộ xã Trung Minh.
3. Sau khi thành lập phường Quỳnh Lâm và phường Trung Minh:
  1. Thành phố Hòa Bình có 19 đơn vị hành chính cấp xã, gồm 12 phường và 07 xã.
  2. Tỉnh Hòa Bình có 10 đơn vị hành chính cấp huyện, gồm 09 huyện và 01 thành phố; 151 đơn vị hành chính cấp xã, gồm 129 xã, 12 phường và 10 thị trấn.

| Đơn vị hành chính của tỉnh Hòa Bình (tính đến ngày 12 tháng 6 năm 2025) | Đơn vị hành chính của tỉnh Hòa Bình (tính đến ngày 12 tháng 6 năm 2025) | Đơn vị hành chính của tỉnh Hòa Bình (tính đến ngày 12 tháng 6 năm 2025) |
| Số thứ tự                                                               | Đơn vị hành chính cấp huyện                                             | Đơn vị hành chính cấp xã |
| ----------------------------------------------------------------------- | ----------------------------------------------------------------------- | --- |
| 1                                                                       | Thành phố Hòa Bình                                                      | 12 phường: Dân Chủ, Đồng Tiến, Hữu Nghị, Kỳ Sơn, Phương Lâm, Quỳnh Lâm, Tân Hòa, Tân Thịnh, Thái Bình, Thịnh Lang, Thống Nhất, Trung Minh và 7 xã: Độc Lập, Hòa Bình, Hợp Thành, Mông Hóa, Quang Tiến, Thịnh Minh, Yên Mông                                      |
| 2                                                                       | Huyện Cao Phong                                                         | Thị trấn Cao Phong và 9 xã: Bắc Phong, Bình Thanh, Dũng Phong, Hợp Phong, Nam Phong, Tây Phong, Thạch Yên, Thu Phong, Thung Nai |
| 3                                                                       | Huyện Đà Bắc                                                            | Thị trấn Đà Bắc và 16 xã: Cao Sơn, Đoàn Kết, Đồng Chum, Đồng Ruộng, Giáp Đắt, Hiền Lương, Mường Chiềng, Nánh Nghê, Tân Minh, Tân Pheo, Tiền Phong, Toàn Sơn, Trung Thành, Tú Lý, Vầy Nưa, Yên Hòa                                                                |
| 4                                                                       | Huyện Kim Bôi                                                           | Thị trấn Bo và 16 xã: Bình Sơn, Cuối Hạ, Đông Bắc, Đú Sáng, Hợp Tiến, Hùng Sơn, Kim Bôi, Kim Lập, Mỵ Hòa, Nam Thượng, Nuông Dăm, Sào Báy, Tú Sơn, Vĩnh Đồng, Vĩnh Tiến, Xuân Thủy                                                                                |
| 5                                                                       | Huyện Lạc Sơn                                                           | Thị trấn Vụ Bản và 23 xã: Ân Nghĩa, Bình Hẻm, Chí Đạo, Định Cư, Hương Nhượng, Miền Đồi, Mỹ Thành, Ngọc Lâu, Ngọc Sơn, Nhân Nghĩa, Quý Hòa, Quyết Thắng, Tân Lập, Tân Mỹ, Thượng Cốc, Tự Do, Tuân Đạo, Văn Nghĩa, Văn Sơn, Vũ Bình, Xuất Hóa, Yên Nghiệp, Yên Phú |
| 6                                                                       | Huyện Lạc Thủy                                                          | 2 thị trấn: Ba Hàng Đồi, Chi Nê và 8 xã: An Bình, Đồng Tâm, Hưng Thi, Khoan Dụ, Phú Nghĩa, Phú Thành, Thống Nhất, Yên Bồng |
| 7                                                                       | Huyện Lương Sơn                                                         | Thị trấn Lương Sơn và 10 xã: Cao Dương, Cao Sơn, Cư Yên, Hòa Sơn, Lâm Sơn, Liên Sơn, Nhuận Trạch, Tân Vinh, Thanh Cao, Thanh Sơn |
| 8                                                                       | Huyện Mai Châu                                                          | Thị trấn Mai Châu và 15 xã: Bao La, Chiềng Châu, Cun Pheo, Đồng Tân, Hang Kia, Mai Hạ, Mai Hịch, Nà Phòn, Pà Cò, Sơn Thủy, Tân Thành, Thành Sơn, Tòng Đậu, Vạn Mai, Xăm Khòe                                                                                     |
| 9                                                                       | Huyện Tân Lạc                                                           | Thị trấn Mãn Đức và 15 xã: Đông Lai, Gia Mô, Lỗ Sơn, Mỹ Hòa, Ngổ Luông, Ngọc Mỹ, Nhân Mỹ, Phong Phú, Phú Cường, Phú Vinh, Quyết Chiến, Suối Hoa, Thanh Hối, Tử Nê, Vân Sơn                                                                                       |
| 10                                                                      | Huyện Yên Thủy                                                          | Thị trấn Hàng Trạm và 10 xã: Bảo Hiệu, Đa Phúc, Đoàn Kết, Hữu Lợi, Lạc Lương, Lạc Sỹ, Lạc Thịnh, Ngọc Lương, Phú Lai, Yên Trị |
| Tổng cộng                                                               | 10 đơn vị hành chính cấp huyện, gồm 09 huyện và 01 thành phố            | 151 đơn vị hành chính cấp xã, gồm 129 xã, 12 phường và 10 thị trấn |

### TỉnhVĩnh Phú

#### ThờiViệt Nam Dân chủ Cộng hòa(1975 - 1976)
- Tính đến ngày 2 tháng 7 năm 1976, tỉnh Vĩnh Phú có 23 đơn vị hành chính cấp huyện, bao gồm thành phố Việt Trì (tỉnh lỵ), 3 thị xã: Phú Thọ, Phúc Yên, Vĩnh Yên, thị trấn Tam Đảo và 18 huyện: Bình Xuyên, Cẩm Khê, Đa Phúc, Đoan Hùng, Hạ Hòa, Kim Anh, Lâm Thao, Lập Thạch, Phù Ninh, Tam Dương, Tam Nông, Thanh Ba, Thanh Sơn, Thanh Thủy, Vĩnh Tường, Yên Lạc, Yên Lãng, Yên Lập.

#### Năm 1976: Quyết định số 97-CP
- Quyết định số 97-CP[29] ngày 26 tháng 6 năm 1976 của Hội đồng Chính phủ về việc chuyển thị xã Phúc Yên, tỉnh Vĩnh Phú thành thị trấn Phúc Yên trực thuộc huyện Yên Lãng, tỉnh Vĩnh Phú:
- Thị xã Phúc Yên, huyện Yên Lãng

1. Chuyển thị xã Phúc Yên, tỉnh Vĩnh Phú xuống thành thị trấn Phúc Yên trực thuộc huyện Yên Lãng, tỉnh Vĩnh Phú.

#### Năm 1976: Quyết định số 110-BT
- Quyết định số 110-BT[30] ngày 26 tháng 6 năm 1976 của Phủ Thủ tướng về việc thành lập thị trấn Xuân Hòa thuộc tỉnh Vĩnh Phú:
- Huyện Kim Anh, thị trấn Xuân Hòa

1. Thành lập thị trấn Xuân Hòa trực thuộc tỉnh Vĩnh Phú.
2. Địa giới của thị trấn Xuân Hòa gồm có diện tích dùng để xây dựng các công trình công nghiệp, dân dụng và các cơ sở phụ thuộc phục vụ cho các công trình trên theo quy hoạch đã được Nhà nước duyệt trên địa bàn xung quanh núi Thằn Lằn (xã Cao Minh), đồi thôn Tháng Trí (xã Tháng Trí), đồi thôn Ninh Kiều (xã Tân Dân) thuộc huyện Kim Anh, tỉnh Vĩnh Phú.

#### Năm 1977: Quyết định số 134-BT
- Quyết định số 134-BT[31] ngày 27 tháng 6 năm 1977 của Phủ Thủ tướng về việc hợp nhất và điều chỉnh địa giới một số xã thuộc thành phố Việt Trì, huyện Tam Nông, tỉnh Vĩnh Phú:
- Thành phố Việt Trì

1. Hợp nhất xã Lâu Thượng, xã Quất Thượng, xã Tiên Cát và xã Sông Lô thuộc thành phố Việt Trì thành một xã mới lấy tên là xã Trưng Vương.

- Huyện Tam Nông

1. Sáp nhập thôn Thọ Sơn của xã Hương Nộn thuộc huyện Tam Nông vào xã Dị Nậu cùng huyện.

#### Năm 1977: Quyết định số 178-CP
- Quyết định số 178-CP[32] ngày 5 tháng 7 năm 1977 của Hội đồng Chính phủ về việc hợp nhất và điều chỉnh địa giới một số huyện thuộc tỉnh Vĩnh Phú:
- Huyện Đa Phúc, huyện Kim Anh, thị trấn Xuân Hòa, huyện Sóc Sơn

1. Hợp nhất huyện Đa Phúc, huyện Kim Anh, thị trấn (thuộc tỉnh) Xuân Hòa thành một huyện lấy tên là huyện Sóc Sơn.

- Huyện Bình Xuyên, huyện Yên Lãng, huyện Yên Lạc, huyện Kim Anh, huyện Mê Linh

1. Hợp nhất huyện Bình Xuyên và huyện Yên Lãng thành một huyện lấy tên là huyện Mê Linh và sáp nhập 4 xã của huyện Yên Lạc: Văn Tiến, Nguyệt Đức, Minh Tân và Bình Định, 2 xã của huyện Kim Anh: Quang Minh và Kim Hoa vào huyện Mê Linh.

- Huyện Vĩnh Tường, huyện Yên Lạc, huyện Vĩnh Lạc

1. Hợp nhất huyện Vĩnh Tường và huyện Yên Lạc thành một huyện lấy tên là huyện Vĩnh Lạc.

- Huyện Lập Thạch, huyện Tam Dương, huyện Tam Đảo

1. Hợp nhất huyện Lập Thạch và huyện Tam Dương thành một huyện lấy tên là huyện Tam Đảo.

- Huyện Tam Nông, huyện Thanh Thủy, huyện Tam Thanh

1. Hợp nhất huyện Tam Nông và huyện Thanh Thủy thành một huyện lấy tên là huyện Tam Thanh.

- Huyện Yên Lập, huyện Cẩm Khê, huyện Hạ Hòa, huyện Sông Thao

1. Hợp nhất huyện Yên Lập và huyện Cẩm Khê thành một huyện lấy tên là huyện Sông Thao và sáp nhập 10 xã của huyện Hạ Hòa: Hiền Lương, Quán Khê, Lâm Lợi, Xuân Áng, Chuế Lưu, Võ Tranh, Bằng Giã, Động Lâm, Văn Lang và Minh Côi vào huyện Sông Thao.

- Huyện Hạ Hòa, huyện Đoan Hùng, huyện Thanh Ba, huyện Phù Ninh, huyện Sông Lô

1. Hợp nhất huyện Đoan Hùng, huyện Thanh Ba và huyện Hạ Hòa thành một huyện lấy tên là huyện Sông Lô và sáp nhập 7 xã của huyện Phù Ninh: Minh Phú, Tiên Phú, Trạm Thán, Chân Mộng, Vụ Quang, Liên Hoa và Phú Mỹ vào huyện Sông Lô.

- Huyện Lâm Thao, huyện Phù Ninh, huyện Phong Châu

1. Hợp nhất huyện Lâm Thao và huyện Phù Ninh thành một huyện lấy tên là huyện Phong Châu.

- Huyện Lâm Thao, huyện Vĩnh Tường, thành phố Việt Trì

1. Sáp nhập xã Văn Phú, xã Phượng Lâu của huyện Phù Ninh, xã Thụy Vân của huyện Lâm Thao, thôn Lang Đài, thôn Mộ Chu Hạ của xã Bồ Sao (huyện Vĩnh Tường) vào thành phố Việt Trì.

- Huyện Tam Dương, thị trấn Tam Đảo, thị xã Vĩnh Yên

1. Sáp nhập xã Định Trung, xã Khai Quang của huyện Tam Dương và thị trấn Tam Đảo vào thị xã Vĩnh Yên.

- Huyện Thanh Ba, thị xã Phú Thọ

1. Sáp nhập xã Thanh Minh của huyện Thanh Ba vào thị xã Phú Thọ.

#### Năm 1978: Quốc hội khóa VI, Kỳ họp thứ 4
- Nghị quyết ngày 29 tháng 12 năm 1978 của Quốc hội khóa VI, Kỳ họp thứ 4[33] phê chuẩn việc phân vạch lại địa giới thành phố Hà Nội, thành phố Hồ Chí Minh, các tỉnh Hà Sơn Bình, Vĩnh Phú, Cao Lạng, Bắc Thái, Quảng Ninh và Đồng Nai:
- Tỉnh Vĩnh Phú, thành phố Hà Nội

1. Sáp nhập một số huyện, thị xã, xã và thị trấn sau đây của tỉnh Hà Sơn Bình và tỉnh Vĩnh Phú vào thành phố Hà Nội:
2. Tỉnh Vĩnh Phú:
  1. Huyện Sóc Sơn.
  2. Các xã Chu Phan, Đại Thịnh, Liên Mạc, Mê Linh, Tam Đồng, Thạch Đà, Thanh Lâm, Tiền Châu, Tiền Phong, Tiến Thắng, Tiến Thịnh, Tự Lập, Tráng Việt, Hoàng Kim, Văn Khê, Vạn Yên, Quang Minh, Kim Hoa và thị trấn Phúc Yên thuộc huyện Mê Linh.

#### Năm 1979: Quyết định số 71-CP
- Quyết định số 71-CP[34] ngày 26 tháng 2 năm 1979 của Hội đồng Chính phủ về việc điều chỉnh địa giới huyện Tam Đảo và huyện Vĩnh Lạc thuộc tỉnh Vĩnh Phú:
- Huyện Tam Đảo, huyện Mê Linh, huyện Lập Thạch

1. Chia huyện Tam Đảo thành hai huyện lấy tên là huyện Lập Thạch và huyện Tam Đảo.
  1. Huyện Lập Thạch gồm có các xã Bạch Lựu, Bắc Bình, Bàn Giản, Bồ Lý, Cao Phong, Đạo Trù, Đình Chu, Đôn Nhân, Đồng Ích, Đồng Quế, Đồng Thịnh, Đức Bác, Hải Lựu, Hợp Lý, Lãng Công, Liễn Hòa, Liễn Sơn, Ngọc Mỹ, Nhân Đạo, Nhạo Sơn, Như Thụy, Phương Khoan, Quang Sơn, Quang Yên, Sơn Đông, Tam Sơn, Tân Lập, Thái Hòa, Tiên Lữ, Triệu Đề, Tứ Yên, Văn Quán, Vân Trực, Xuân Hòa, Xuân Lôi, Yên Dương, Yên Thạch và Tử Du.
  2. Huyện Tam Đảo gồm có các xã Đại Đình, Tam Quan, Hồ Sơn, Hợp Châu, Hoàng Hoa, Kim Long, Hợp Hòa, An Hòa, Duy Phiên, Hoàng Đạm, Hoàng Lâu, Vận Hội, Hợp Thịnh, Thanh Vân, Đạo Tú, Hưng Đạo, Đồng Tĩnh và các xã Minh Quang, Gia Khánh, Trung Mỹ, Thiện Kế, Sơn Lôi, Tam Hợp, Bá Kiến, Tam Canh, Quất Lưu, Thanh Lãng, Tân Phong, Phú Xuân, Đạo Đức, Hương Sơn và thị trấn nông trường Tam Đảo (của huyện Mê Linh cắt sang).

- Huyện Mê Linh, huyện Vĩnh Lạc

1. Sáp nhập các xã Nguyệt Đức, Văn Tiến, Bình Định và Ninh Tân (của huyện Mê Linh) vào huyện Vĩnh Lạc.

#### Năm 1980: Quyết định số 59-CP
- Quyết định số 59-CP[35] ngày 26 tháng 2 năm 1980 của Hội đồng Chính phủ về việc thành lập thị trấn huyện lỵ Phong Châu thuộc huyện Phong Châu, tỉnh Vĩnh Phú:
- Huyện Phong Châu

1. Thành lập thị trấn huyện lỵ của Phong Châu thuộc tỉnh Vĩnh Phú, lấy tên là thị trấn Phong Châu.
2. Địa giới của thị trấn Phong Châu nằm giữa xã Phù Lỗ và một phần đất của xã Phú Nham (55 hécta).

#### Năm 1980: Quyết định số 377-CP
- Quyết định số 377-CP[36] ngày 22 tháng 12 năm 1980 của Hội đồng Chính phủ về việc sửa đổi một số đơn vị hành chính cấp huyện thuộc tỉnh Vĩnh Phú: chia huyện Sông Thao và huyện Sông Lô, mỗi huyện thành hai; điều chỉnh địa giới huyện Phong Châu:
- Huyện Sông Thao, huyện Yên Lập

1. Chia huyện Sông Thao thành hai huyện lấy tên huyện Sông Thao và huyện Yên Lập.
  1. Huyện Sông Thao gồm có các xã Hiền Lương, Động Lâm, Quản Khê, Lâm Lợi, Xuân Áng, Chuế Lưu, Võ Tranh, Bằng Giã, Văn Lang, Minh Côi, Tiên Lương, Ngô Xá, Tuy Lộc, Phương Xá, Đồng Cam, Thụy Liễu, Phương Vĩ, Tam Sơn, Văn Bán, Tùng Khê, Phùng Xá, Sơn Nga, Sai Nga, Cấp Dẫn, Xương Thịnh, Thanh Nga, Đông Phú, Phú Khê, Sơn Tinh, Hương Lũng, Tà Xá, Yên Tập, Phú Lạc, Tình Cương, Trương Xá, Hiền Đa, Cát Trù, Văn Khúc, Điêu Lương, Yên Dưỡng, Đồng Lương. Trụ sở của huyện đóng tại xã Đông Phú.
  2. Huyện Yên Lập gồm có các xã Mỹ Lung, Mỹ Lương, Lương Sơn, Xuân An, Xuân Viên, Xuân Thủy, Hưng Long, Tân Long, Thượng Long, Nga Hoàng, Trung Sơn, Đồng Thịnh, Phúc Khánh, Ngọc Lập, Ngọc Đồng, Minh Hòa, Đồng Lạc. Trụ sở của huyện đóng tại xã Tân Long.

- Huyện Sông Lô, huyện Thanh Hòa, huyện Đoan Hùng, huyện Phong Châu

1. Chia huyện Sông Lô thành hai huyện lấy tên là huyện Thanh Hòa và huyện Đoan Hùng và sáp nhập 4 xã còn lại của huyện Sông Lô vào huyện Phong Châu cùng tỉnh.
  1. Huyện Thanh Hòa gồm có các xã Liên Phương, Hậu Bổng, Đại Phạm, Đan Thượng, Đan Hà, Lệnh Khanh, Hà Lương, Phụ Khánh, Y Sơn, Gia Điền, Ấm Thượng, Ấm Hạ, Phương Viên, Minh Hạc, Hương Xạ, Cao Điền, Lang Sơn, Chính Công, Yên Kỳ, Yên Luật, Vĩnh Chân, Vụ Cầu, Hanh Cù, Thanh Vân, Đông Xuân, Đông Lĩnh, Yên Khê, Vũ Yẻn, Phương Ninh, Đào Giã, Thái Ninh, Đại An, Năng Yên, Quảng Nạp, Ninh Dân, Yên Nội, Thanh Xá, Vũ Lao, Mạn Lan, Chí Tiên, Hoàng Cương, Thanh Hà, Sơn Cường, Đông Thành, Khải Xuân, Đỗ Sơn, Đỗ Xuyên, Lương Lô, Mai Tùng và thị trấn nông trường Vân Lĩnh. Trụ sở của huyện đóng tại xã Đào Giã.
  2. Huyện Đoan Hùng gồm có các xã Bằng Luân, Minh Lương, Quế Lâm, Bằng Doãn, Phúc Lai, Tây Cốc, Đông Khê, Nghinh Xuyên, Hùng Quan, Vân Du, Chi Đám, Hữu Đô, Đại Nghĩa, Phú Thứ, Phương Trung, Phong Phú, Ngọc Quán, Thọ Sơn, Yên Kiện, Sóc Đăng, Hùng Long, Tiêu Sơn, Vân Đồn, Minh Tiến, Minh Phú, Chân Mộng, Vụ Quang và thị trấn nông trường Vân Hùng. Trụ sở của huyện đóng tại xã Thọ Sơn.
  3. Sáp nhập 4 xã còn lại của huyện Sông Lô là Trạm Thản, Tiên Phú, Liên Hoa, Phú Mỹ vào huyện Phong Châu.

#### Năm 1981: Quyết định số 3-CP
- Quyết định số 3-CP[7] ngày 3 tháng 1 năm 1981 của Hội đồng Chính phủ về việc thống nhất tên gọi các đơn vị hành chính ở nội thành nội thị:

1. Từ nay ở nội thành, đơn vị hành chính cấp dưới trực tiếp của thành phố trực thuộc trung ương đều thống nhất gọi là quận; các đơn vị hành chính cơ sở ở nội thành, nội thị của các thành phố thuộc tỉnh, thị xã và quận gọi là phường.

#### Năm 1984: Quyết định số 10-HĐBT
- Quyết định số 10-HĐBT[37] ngày 13 tháng 1 năm 1984 của Hội đồng Bộ trưởng về việc phân vạch địa giới một số xã, phường thuộc thành phố Việt Trì, tỉnh Vĩnh Phú:
- Thành phố Việt Trì

1. Giải thể thị trấn Bạch Hạc để thành lập phường Bạch Hạc.
2. Chia phường Thanh Miếu thành 2 phường lấy tên là phường Thanh Miếu và phường Thọ Sơn.
  1. Phường Thanh Miếu gồm có các xóm Kiến Thiết, Hòa Bình, Trung Kiên, Đồi Cam, Thanh Miếu, các hồ ven sông Lô và một phần khu đồi A của xã Trưng Vương nhập vào.
  2. Phường Thọ Sơn gồm một phần khu đồi A của xã Trưng Vương nhập vào.
3. Sáp nhập làng Tiên Cát (xã Trưng Vương); xóm Gia Vượng (xã Minh Nông) vào phường Tiên Cát.
4. Sáp nhập các đồi Đá Trắng, Ong Vàng, Vân Sôi (xã Dữu Lâu); làng Lăng Cẩm, khu đồi không tên (xã Minh Nông); khu đồi Nông Trang (xã Minh Phương); khu đồi Lạc Ngàn thuộc thôn Mộ Si (xã Trưng Vương) vào phường Tân Dân.
5. Chia phường Vân Cơ thành 3 phường lấy tên là phường Gia Cẩm, phường Nông Trang và phường Vân Cơ.
  1. Phường Gia Cẩm gồm các khu đồi Dốc Chám, Hóc Môi, Chầm Đá, 2 đồi của xóm Minh Tân, Thông Dậu của xã Minh Nông; khu nhà máy thuốc kháng sinh, đồi Hòa Phong của xã Minh Phương; khu đồi Ba Búa của phường Tiên Cát nhập vào.
  2. Phường Nông Trang gồm các đội 2, 3, 4 hợp tác xã Nông Trang của xã Minh Phương nhập vào.
  3. Phường Vân Cơ gồm khu đồi trại gà Phủ Đức của xã Minh Phương; đồi Lò Đá của xã Văn Phú nhập vào.

#### Năm 1985: Quyết định số 91-HĐBT
- Quyết định số 91-HĐBT[38] ngày 30 tháng 3 năm 1985 của Hội đồng Bộ trưởng về việc thành lập xã Thọ Văn thuộc huyện Tam Thanh tỉnh Vĩnh Phú:
- Huyện Tam Thanh

1. Nay thành lập xã Thọ Văn thuộc huyện Tam Thanh tỉnh Vĩnh Phú.
2. Xã Thọ Văn gồm hợp tác xã Thọ Sơn, hợp tác xã Văn Lương 2 và đội 10 Tứ Xã.

#### Năm 1986: Quyết định số 125/HĐBT
- Quyết định số 125/HĐBT[39] ngày 11 tháng 10 năm 1986 của Hội đồng Bộ trưởng về việc chia xã Trưng Vương của thành phố Việt Trì thuộc tỉnh Vĩnh Phú:
- Thành phố Việt Trì

1. Chia xã Trưng Vương của thành phố Việt Trì thuộc tỉnh Vĩnh Phú thành 2 xã lấy tên là xã Trưng Vương và xã Sông Lô.

#### Năm 1989: Quyết định số 5-HĐBT
- Quyết định số 5-HĐBT[40] ngày 13 tháng 1 năm 1989 của Hội đồng Bộ trưởng về việc giải thể xã Phủ Lỗ của huyện Phong Châu thuộc tỉnh Vĩnh Phú để sáp nhập vào thị trấn Phong Châu:
- Huyện Phong Châu

1. Giải thể xã Phủ Lỗ của huyện Phong Châu thuộc tỉnh Vĩnh Phú để sáp nhập vào thị trấn Phong Châu.

#### Năm 1991: Quốc hội khóa VIII, Kỳ họp thứ 9
- Nghị quyết ngày 12 tháng 8 năm 1991 của Quốc hội khóa VIII, Kỳ họp thứ 9[41] về việc điều chỉnh địa giới hành chính một số tỉnh, thành phố trực thuộc Trung ương:
- Thành phố Hà Nội, tỉnh Vĩnh Phú

1. Chuyển huyện Mê Linh của thành phố Hà Nội về tỉnh Vĩnh Phú.

#### Năm 1991: Quyết định số 677-HĐBT
- Quyết định số 677-HĐBT[42] ngày 20 tháng 12 năm 1991 của Hội đồng Bộ trưởng về việc hoạch định lại địa giới thị trấn Xuân Hòa thuộc huyện Mê Linh, tỉnh Vĩnh Phú:
- Huyện Mê Linh

1. Chuyển các thôn Yên Mỹ, Đồng Quỳ, Bảo An của Cao Minh (gồm 433,144 ha diện tích tự nhiên với 2.060 nhân khẩu) vào thị trấn Xuân Hòa quản lý. Giao cho xã Cao Minh quản lý phần đuôi dãy núi Thằn Lằn (từ phía sau nhà máy xe đạp Xuân Hòa sang đến cổng số 2 hồ Đại Lải trở về tây bắc).

#### Năm 1992: Quyết định số 489/TCCP
- Quyết định số 489/TCCP[43] ngày 4 tháng 8 năm 1992 của Ban Tổ chức – Cán bộ Chính phủ về việc giải thể một số đơn vị hành chính thuộc tỉnh Vĩnh Phú:
- Huyện Thanh Hòa

1. Thị trấn nông trường Vân Lĩnh (huyện Thanh Hòa).

- Huyện Đoan Hùng

1. Thị trấn nông trường Vân Hùng (huyện Đoan Hùng).

- Huyện Tam Đảo

1. Thị trấn nông trường Tam Đảo (huyện Tam Đảo).

- Huyện Thanh Sơn

1. Thị trấn nông trường Phú Sơn (huyện Thanh Sơn).

#### Năm 1994: Nghị định số 111/CP
- Nghị định số 111/CP[44] ngày 29 tháng 8 năm 1994 của Chính phủ về việc thành lập thị trấn Đoan Hùng thuộc huyện Đoan Hùng, tỉnh Vĩnh Phú:
- Huyện Đoan Hùng

1. Thành lập thị trấn Đoan Hùng (thị trấn huyện lỵ) trên cơ sở xã Thọ Sơn và diện tích tự nhiên 8 ha, nhân khẩu 745 của xã Sóc Đăng, thuộc huyện Đoan Hùng, tỉnh Vĩnh Phú.

#### Năm 1995: Nghị định số 63-CP
- Nghị định số 63-CP[45] ngày 7 tháng 10 năm 1995 của Chính phủ về việc huyện Vĩnh Lạc, Thanh Hòa thuộc tỉnh Vĩnh Phú:
- Huyện Vĩnh Lạc, huyện Vĩnh Tường, huyện Yên Lạc

1. Chia huyện Vĩnh Lạc thành hai huyện Vĩnh Tường và Yên Lạc.
  1. Huyện Vĩnh Tường có diện tích tự nhiên 14.027 hécta và 176.830 nhân khẩu, bao gồm thị trấn Vĩnh Tường và 28 xã: Vĩnh Ninh, Phú Đa, Lũng Hòa, Thổ Tang, Tân Cương, Đại Đồng, Tứ Trưng, Cao Đại, Tuân Chính, Bồ Sao, Vĩnh Sơn, Bình Dương, Vân Xuân, Tam Phúc, Phú Thịnh, Lý Nhân, An Tường, Vĩnh Thịnh, Yên Bình, Tân Tiến, Vũ Di, Thượng Trung, Chấn Hưng, Vũ Kiên, Kim Xá, Yên Lập, Việt Xuân và Nghĩa Hưng.
  2. Huyện Yên Lạc có diện tích tự nhiên 11.039 hécta và 140.683 nhân khẩu, bao gồm 17 xã: Đồng Cương, Bình Định, Trung Nguyên, Tề Lỗ, Minh Tân, Tam Hồng, Yên Đồng, Đại Tự, Hồng Châu, Liên Châu, Trung Hà, Trung Kiên, Hồng Phương, Nguyệt Đức, Văn Tiến, Yên Phương và Đồng Văn.

- Huyện Thanh Hòa, huyện Sông Thao, huyện Thanh Ba, huyện Hạ Hòa

1. Chuyển 10 xã vùng thượng của huyện Sông Thao là các xã: Hiền Lương, Quân Khê, Động Lâm, Lâm Lợi, Xuân Áng, Chuế Lưu, Bằng Giã, Vô Tranh, Văn Lang, Minh Côi về huyện Thanh Hòa. Chia huyện Thanh Hòa và 10 xã vùng thượng thuộc huyện Sông Thao thành huyện Thanh Ba và huyện Hạ Hòa.
  1. Huyện Thanh Ba có diện tích tự nhiên 8.596,9 hécta và 105.041 nhân khẩu, bao gồm và 25 xã: Đỗ Sơn, Phương Lĩnh, Khải Xuân, Vũ Yển, Đồng Xuân, Đông Lĩnh, Đông Thành, Năng Yên, Yển Khê, Lương Lỗ, Yên Nội, Sơn Cương, Hoàng Cương, Thanh Xá, Chí Tiên, Đỗ Xuyên, Thanh Hà, Quảng Nạp, Thái Ninh, Thanh Vân, Đại An, Mạn Lạn, Hanh Cù, Ninh Dân, Võ Lao.
  2. Huyện Hạ Hoà có diện tích tự nhiên 26.481,81 hécta và 114.052 nhân khẩu, bao gồm 33 xã: Lệnh Khanh, Cáo Điền, Ấm Hạ, Phương Viên, Hậu Bỏng, Đại Phạm, Đan Hà, Ấm Thượng, Gia Điền, Y Sơn, Yên Luật, Lạng Sơn, Chính Công, Yên Kỳ, Mai Tùng, Liên Phương, Hà Lương, Hương Xạ, Vụ Cầu, Minh Hạc, Vĩnh Chân, Phụ Khánh, Đan Thượng, Minh Côi, Văn Lang, Vô Tranh, Bằng Giã, Chuế Lưu, Xuân Áng, Lâm Lợi, Quán Khê, Hiền Lương và Đông Lâm.
  3. Huyện Sông Thao còn lại 22.499,09 hécta diện tích tự nhiên và 124.492 nhân khẩu, bao gồm thị trấn Sông Thao và 30 xã: Đồng Lương, Điêu Lương, Văn Khúc, Cát Trù, Hiền Đa, Tình Cương, Phú Lạc, Chương Xá, Tạ Xá, Phú Khê, Yên Tập, Xương Thịnh, Sơn Tình, Hương Lung, Sai Nga, Sơn Nga, Thanh Nga, Phương Xá, Phùng Xá, Thượng Vỹ, Ngô Xá, Tùng Khê, Văn Bán, Thụy Liễu, Tuy Lộc, Yên Dưỡng, Tiên Lương, Đồng Cam, Tam Sơn, Cấp Dẫn.

#### Năm 1995: Nghị định số 82-CP
- Nghị định số 82-CP[46] ngày 22 tháng 11 năm 1995 của Chính phủ về việc thành lập và phân vạch địa giới thị trấn thuộc các huyện Tam Đảo, Lập Thạch, Vĩnh Tường, Sông Thao, Thanh Ba tỉnh Vĩnh Phú:
- Huyện Tam Đảo

1. Thành lập thị trấn Tam Dương, thị trấn huyện lỵ của huyện Tam Đảo trên cơ sở 693,69 ha diện tích tự nhiên và 9.008 nhân khẩu của xã Hợp Thịnh; 275,81 ha diện tích tự nhiên và 6.772 nhân khẩu của xã Vân Hội.
2. Thành lập thị trấn Hương Canh thuộc huyện Tam Đảo trên cơ sở toàn bộ đất đai và dân cư của xã Tam Canh cũ.

- Huyện Lập Thạch

1. Thành lập thị trấn Lập Thạch, thị trấn huyện lỵ của huyện Lập Thạch trên cơ sở 407 ha diện tích tự nhiên và 4.750 nhân khẩu của xã Xuân Hòa.

- Huyện Vĩnh Tường

1. Thành lập thị trấn Vĩnh Tường, thị trấn huyện lỵ của huyện Vĩnh Tường trên cơ sở 282,62 ha diện tích tự nhiên và 4.171 nhân khẩu của xã Vũ Di cũ; 3.348 ha diện tích tự nhiên của xã Tứ Trung (cùng huyện).

- Huyện Sông Thao

1. Thành lập thị trấn Sông Thao, thị trấn huyện lỵ của huyện Sông Thao trên cơ sở toàn bộ diện tích tự nhiên, đất đai, dân cư của xã Đồng Phú cũ và 33 ha diện tích tự nhiên với 1.502 nhân khẩu của xã Phú Khê.

- Huyện Thanh Ba

1. Thành lập thị trấn Thanh Ba, thị trấn huyện lỵ của huyện Thanh Ba trên cơ sở 367 ha diện tích tự nhiên và 5.610 nhân khẩu của xã Đào Giã; 47,3 ha diện tích tự nhiên và 1.462 nhân khẩu của xã Đồng Xuân; 19,2 ha diện tích tự nhiên và 405 nhân khẩu của xã Ninh Dân.
2. Sáp nhập phần còn lại của xã Đào Giã vào các xã Đông Xuân, Đông Lĩnh, Thái Ninh, Ninh Dân.
  1. Xã Đồng Xuân có 620,75 ha diện tích tự nhiên và 4.528 nhân khẩu (trong đó có 15,9 ha diện tích tự nhiên và 22 nhân khẩu của xã Đào Giã).
  2. Xã Đông Lĩnh có 1.048,59 ha diện tích tự nhiên và 3.430 nhân khẩu (trong đó có 85,4 ha diện tích tự nhiên và 94 nhân khẩu của xã Đào Giã).
  3. Xã Thái Ninh có 750,74 ha diện tích tự nhiên và 3.062 nhân khẩu (trong đó có 20,5 ha diện tích tự nhiên và 52 nhân khẩu của xã Đào Giã).
  4. Xã Ninh Dân có 1.079,4 ha diện tích tự nhiên và 6.094 nhân khẩu (trong đó có 10,2 ha diện tích tự nhiên và 9 nhân khẩu của xã Đào Giã).

### TỉnhVĩnh Phúc

#### Năm 1996: Quốc hội khóa IX, Kỳ họp thứ 10
- Nghị quyết ngày 6 tháng 11 năm 1996 của Quốc hội khóa IX, Kỳ họp thứ 10[47] về việc chia và điều chỉnh địa giới hành chính một số tỉnh:
- Tĩnh Vĩnh Phú, tỉnh Phú Thọ

1. Chia tỉnh Vĩnh Phú thành hai tỉnh là tỉnh Phú Thọ và tỉnh Vĩnh Phúc.
2. Tỉnh Vĩnh Phúc có sáu đơn vị hành chính gồm: Thị xã Vĩnh Yên và năm huyện: Lập Thạch, Vĩnh Tường, Yên Lạc, Tam Đảo, Mê Linh; có diện tích 1.370,73 km2, với số dân 1.066.522 người. Tỉnh lỵ: Thị xã Vĩnh Yên.

#### Năm 1997: Nghị định số 53-CP
- Nghị định số 53-CP[48] ngày 28 tháng 5 năm 1997 của Chính phủ về việc thành lập thị trấn Yên Lạc thuộc huyện Yên Lạc, tỉnh Vĩnh Phúc:
- Huyện Yên Lạc

1. Nay thành lập thị trấn Yên Lạc thuộc huyện Yên Lạc trên cơ sở toàn bộ xã Minh Tân.

#### Năm 1998: Nghị định số 36/1998/NĐ-CP
- Nghị định số 36/1998/NĐ-CP[49] ngày 9 tháng 6 năm 1998 của Chính phủ về việc chia huyện Tam Đảo thuộc tỉnh Vĩnh Phúc thành huyện Tam Dương và huyện Bình Xuyên:
- Huyện Tam Đảo, huyện Tam Dương, huyện Bình Xuyên

1. Chia huyện Tam Đảo thuộc tỉnh Vĩnh Phúc thành huyện Tam Dương và huyện Bình Xuyên.
  1. Huyện Tam Dương có 20.988 ha diện tích tự nhiên và 135.171 nhân khẩu, gồm 18 đơn vị hành chính cấp xã: Hợp Thịnh, Duy Phiên, Vân Hội, Hoàng Lâu, An Hoà, Hợp Hoà, Hoàng Đan, Đạo Tú, Thanh Vân, Đồng Tĩnh, Hướng Đạo, Hợp Châu, Kim Long, Tam Quan, Hoàng Hoa, Hồ Sơn, Đại Đình và thị trấn Tam Dương.
  2. Huyện Bình Xuyên có 21.401 ha diện tích tự nhiên và 115.546 nhân khẩu, gồm 14 đơn vị hành chính cấp xã: Đạo Đức, Phú Xuân, Thanh Lãng, Tân Phong, Sơn Lôi, Quất Lưu, Tam Hợp, Hương Sơn, Gia Khánh, Thiện Kế, Minh Quang, Bá Hiến, Trung Mỹ và thị trấn Hương Canh.

#### Năm 1999: Nghị định số 72/1999/NĐ-CP
- Nghị định số 72/1999/NĐ-CP[50] ngày 18 tháng 8 năm 1999 của Chính phủ về việc điều chỉnh địa giới hành chính, mở rộng thị xã Vĩnh Yên, tỉnh Vĩnh Phúc:
- Huyện Tam Dương

1. Sáp nhập thôn Lai Sơn (với 84,72 ha diện tích tự nhiên và 1.210 nhân khẩu) của xã Thanh Vân, huyện Tam Dương vào thị trấn Tam Dương.
2. Sáp nhập khu Đồi Son (với 35,83 ha diện tích tự nhiên và 880 nhân khẩu) của xã Vân Hội, huyện Tam Dương vào thị trấn Tam Dương.
3. Sáp nhập thôn Lạc Ý (với 198,59 ha diện tích tự nhiên và 2.214 nhân khẩu) của xã Đồng Cương huyện Yên Lạc vào thị trấn Tam Dương.
4. Sáp nhập thị trấn Tam Dương thuộc huyện Tam Dương vào thị xã Vĩnh Yên.

- Thị xã Vĩnh Yên

1. Thành lập các phường Đồng Tâm và Hội Hợp thuộc thị xã Vĩnh Yên trên cơ sở toàn bộ diện tích và dân số của thị trấn Tam Dương.

- Huyện Bình Xuyên

1. Thành lập xã Thanh Trù thuộc huyện Bình Xuyên trên cơ sở 775,01 ha diện tích tự nhiên và 6.612 nhân khẩu của xã Quất Lưu.

- Huyện Bình Xuyên, thị xã Vĩnh Yên

1. Sáp nhập xã Thanh Trù thuộc huyện Bình Xuyên vào thị xã Vĩnh Yên.
2. Sau khi điều chỉnh địa giới hành chính:
  1. Thị xã Vĩnh Yên có 5.079,27 ha diện tích tự nhiên và 65.727 nhân khẩu, gồm 10 đơn vị hành chính trực thuộc là các phường : Ngô Quyền, Đống Đa, Liên Bảo, Tích Sơn, Đồng Tâm, Hội Hợp, các xã Định Trung, Khai Quang, Thanh Trù và thị trấn Tam Đảo.
  2. Huyện Yên Lạc có 10.585,23 ha và 138.417 nhân khẩu.
  3. Huyện Tam Dương có 19.961,35 ha và 121.352 nhân khẩu, gồm 17 đơn vị hành chính cấp xã.
  4. Huyện Bình Xuyên có 20.625,99 ha và 112.044 nhân khẩu, gồm 14 đơn vị hành chính cấp xã.

#### Năm 2003: Nghị định số 9/2003/NĐ-CP
- Nghị định số 9/2003/NĐ-CP[51] ngày 10 tháng 2 năm 2003 của Chính phủ về việc thành lập thị trấn Hợp Hòa, huyện Tam Dương, tỉnh Vĩnh Phúc:
- Huyện Tam Dương

1. Thành lập thị trấn Hợp Hòa trên cơ sở toàn bộ diện tích tự nhiên và dân số của xã Hợp Hòa; 278,92 ha diện tích tự nhiên và 3.516 nhân khẩu của xã Đạo Tú; 23,51 ha diện tích tự nhiên và 656 nhân khẩu của xã An Hòa.

#### Năm 2003: Nghị định số 153/2003/NĐ-CP
- Nghị định số 153/2003/NĐ-CP[52] ngày 9 tháng 12 năm 2003 của Chính phủ về việc thành lập thị xã Phúc Yên và huyện Tam Đảo, tỉnh Vĩnh Phúc:
- Huyện Mê Linh, thị xã Phúc Yên

1. Thành lập thị xã Phúc Yên trên cơ sở toàn bộ diện tích tự nhiên và dân số của thị trấn Phúc Yên, thị trấn Xuân Hòa và các xã Phúc Thắng, Tiền Châu, Nam Viêm, Cao Minh, Ngọc Thanh thuộc huyện Mê Linh.
2. Thị xã Phúc Yên có 12.029,55 ha diện tích tự nhiên và 82.730 nhân khẩu.

- Thị xã Phúc Yên

1. Thành lập các phường thuộc thị xã Phúc Yên:
  1. Thành lập phường Hùng Vương trên cơ sở m65,20 ha diện tích tự nhiên và 7.430 nhân khẩu của thị trấn Phúc Yên; 93,40 ha diện tích tự nhiên và 1.911 nhân khẩu của xã Phúc Thắng.
  2. Thành lập phường Trưng Trắc trên cơ sở 97,24 ha diện tích tự nhiên và 8.168 nhân khẩu của thị trấn Phúc Yên.
  3. Thành lập phường Trưng Nhị trên cơ sở 169,04 ha diện tích tự nhiên và 6.934 nhân khẩu của thị trấn Phúc Yên.
  4. Thành lập phường Phúc Thắng trên cơ sở toàn bộ 637,29 ha diện tích tự nhiên và 8.261 nhân khẩu còn lại của xã Phúc Thắng.
  5. Thành lập phường Xuân Hòa trên cơ sở toàn bộ diện tích tự nhiên và dân số của thị trấn Xuân Hòa.
2. Sau khi điều chỉnh địa giới hành chính thành lập thị xã Phúc Yên và các phường:
  1. Thị xã Phúc Yên có 12.029,55 ha diện tích tự nhiên và 82.730 nhân khẩu, có 9 đơn vị hành chính trực thuộc gồm các phường Hùng Vương, Trưng Trắc, Trưng Nhị, Phúc Thắng, Xuân Hòa và các xã Tiền Châu, Nam Viêm, Cao Minh, Ngọc Thanh.
  2. Huyện Mê Linh còn lại 14.095,74 ha diện tích tự nhiên và 174.782 nhân khẩu, có 17 đơn vị hành chính trực thuộc gồm các xã Quang Minh, Thạch Đà, Tiến Thắng, Tự Lập, Thanh Lâm, Tam Đồng, Liên Mạc, Vạn Yên, Đại Thịnh, Chu Phan, Tiến Thịnh, Mê Linh, Văn Khê, Hoàng Kim, Tiền Phong, Tráng Việt, Kim Hoa.

- Huyện Lập Thạch, huyện Tam Dương, huyện Bình Xuyên, thị xã Vĩnh Yên

1. Thành lập huyện Tam Đảo trên cơ sở toàn bộ diện tích tự nhiên và dân số của các xã Đạo Trù, Bồ Lý, Yên Dương thuộc huyện Lập Thạch; các xã Đại Đình, Tam Quan, Hồ Sơn, Hợp Châu thuộc huyện Tam Dương; xã Minh Quang thuộc huyện Bình Xuyên và thị trấn Tam Đảo thuộc thị xã Vĩnh Yên.
2. Huyện Tam Đảo có 23.641,60 ha diện tích tự nhiên và 65.912 nhân khẩu, có 9 đơn vị hành chính trực thuộc gồm các xã Đạo Trù, Bồ Lý, Yên Dương, Đại Đình, Tam Quan, Hồ Sơn, Hợp Châu, Minh Quang và thị trấn Tam Đảo.
3. Sau khi điều chỉnh địa giới hành chính thành lập huyện Tam Đảo:
  1. Huyện Lập Thạch còn lại 32.307,17 ha diện tích tự nhiên và 207.326 nhân khẩu, có 36 đơn vị hành chính trực thuộc gồm các xã Tứ Yên, Đình Chu, Ngọc Mỹ, Tiên Lữ, Bắc Bình, Cao Phong, Tử Du, Liễn Sơn, Đồng Thịnh, Yên Thạch, Vân Trục, Đôn Nhân, Quang Yên, Tam Sơn, Hải Lựu, Như Thụy, Đồng Ích, Sơn Đông, Đức Bác, Liên Hòa, Xuân Lôi, Tân Lập, Nhạo Sơn, Thái Hòa, Nhân Đạo, Văn Quán, Triệu Đề, Quang Sơn, Bạch Lưu, Bàn Giản, Lãng Công, Đồng Quế, Phương Khoan, Xuân Hòa, Hợp Lý và thị trấn Lập Thạch.
  2. Huyện Tam Dương còn lại 10.713,65 ha diện tích tự nhiên và 92.624 nhân khẩu, có 13 đơn vị hành chính trực thuộc gồm các xã Vân Hội, Đồng Tĩnh, Hoàng Hoa, Duy Phiên, An Hòa, Đạo Tú, Hoàng Lâu, Hướng Đạo, Kim Long, Hoàng Đan, Hợp Thịnh, Thanh Vân và thị trấn Hợp Hòa.
  3. Huyện Bình Xuyên còn lại 14.510,74 ha diện tích tự nhiên và 103.160 nhân khẩu có 13 đơn vị hành chính trực thuộc gồm các xã Trung Mỹ, Bá Hiến, Gia Khánh, Thiện Kế, Tam Hợp, Tân Phong, Phú Xuân, Thanh Lãng, Đạo Đức, Sơn Lôi, Hương Sơn, Quất Lưu và thị trấn Hương Canh.
  4. Thị xã Vĩnh Yên còn lại 4.983,47 ha diện tích tự nhiên và 76.523 nhân khẩu, có 9 đơn vị hành chính trực thuộc gồm các phường Ngô Quyền, Liên Bảo, Đống Đa, Tích Sơn, Hội Hợp, Đồng Tâm và các xã Khai Quang, Định Trung, Thanh Trù.

#### Năm 2004: Nghị định số 193/2004/NĐ-CP
- Nghị định số 193/2004/NĐ-CP[53] ngày 23 tháng 11 năm 2004 của Chính phủ về việc thành lập phường Khai Quang thuộc thị xã Vĩnh Yên, tỉnh Vĩnh Phúc:
- Thị xã Vĩnh Yên

1. Thành lập phường Khai Quang trên cơ sở toàn bộ diện tích tự nhiên và dân số của xã Khai Quang.

#### Năm 2006: Nghị định số 146/2006/NĐ-CP
- Nghị định số 146/2006/NĐ-CP[54] ngày 1 tháng 12 năm 2006 của Chính phủ về việc thành lập thành phố Vĩnh Yên thuộc tỉnh Vĩnh Phúc:
- Thành phố Vĩnh Yên

1. Thành lập thành phố Vĩnh Yên trên cơ sở toàn bộ diện tích tự nhiên, dân số và các đơn vị hành chính trực thuộc của thị xã Vĩnh Yên.
2. Thành phố Vĩnh Yên có 5.080,21 ha diện tích tự nhiên và 122.568 nhân khẩu, có 9 đơn vị hành chính gồm các phường: Ngô Quyền, Liên Bảo, Tích Sơn, Đồng Tâm, Hội Hợp, Khai Quang, Đống Đa và các xã Định Trung, Thanh Trù.
3. Tỉnh Vĩnh Phúc có 9 đơn vị hành chính cấp huyện, gồm các huyện: Bình Xuyên, Lập Thạch, Mê Linh, Tam Dương, Tam Đảo, Vĩnh Tường, Yên Lạc, thị xã Phúc Yên và thành phố Vĩnh Yên.

#### Năm 2007: Nghị định số 51/2007/NĐ-CP
- Nghị định số 51/2007/NĐ-CP[55] ngày 2 tháng 4 năm 2007 của Chính phủ về việc thành lập thị trấn Thổ Tang, thị trấn Thanh Lãng, thị trấn Gia Khánh thuộc các huyện Vĩnh Tường, Bình Xuyên, tỉnh Vĩnh Phúc:
- Huyện Vĩnh Tường

1. Thành lập thị trấn Thổ Tang thuộc huyện Vĩnh Tường trên cơ sở toàn bộ diện tích tự nhiên và dân số hiện có của xã Thổ Tang.
2. Huyện Vĩnh Tường có 29 đơn vị hành chính trực thuộc, gồm các xã: Kim Xá, Yên Bình, Nghĩa Hưng, Chấn Hưng, Đại Đồng, Tân Tiến, Yên Lập, Việt Xuân, Bồ Sao, Lũng Hòa, Cao Đại, Phú Thịnh, Lý Nhân, An Tường, Tuân Chính, Thượng Trưng, Tân Cương, Vĩnh Sơn, Bình Dương, Vân Xuân, Vũ Di, Tam Phúc, Vĩnh Thịnh, Vĩnh Ninh, Phú Đa, Ngũ Kiên, Tứ Trưng và các thị trấn: Vĩnh Tường, Thổ Tang.

- Huyện Bình Xuyên

1. Thành lập thị trấn Thanh Lãng thuộc huyện Bình Xuyên trên cơ sở toàn bộ diện tích tự nhiên và dân số hiện có của xã Thanh Lãng.
2. Thành lập thị trấn Gia Khánh thuộc huyện Bình Xuyên trên cơ sở điều chỉnh 81,20 ha diện tích tự nhiên và 916 nhân khẩu của xã Thiện Kế; toàn bộ xã Gia Khánh.
3. Huyện Bình Xuyên có 13 đơn vị hành chính trực thuộc, gồm các xã: Đạo Đức, Tân Phong, Sơn Lôi, Quất Lưu, Tam Hợp, Hương Sơn, Thiện Kế, Bá Hiến, Phú Xuân, Trung Mỹ và các thị trấn: Hương Canh, Gia Khánh, Thanh Lãng.

#### Năm 2008: Nghị định số 39/2008/NĐ-CP
- Nghị định số 39/2008/NĐ-CP[56] ngày 4 tháng 4 năm 2008 của Chính phủ về việc điều chỉnh địa giới hành chính xã, phường, thành lập thị trấn, phường thuộc huyện Mê Linh, huyện Lập Thạch, thị xã Phúc Yên, tỉnh Vĩnh Phúc:
- Huyện Mê Linh

1. Thành lập thị trấn Chi Đông thuộc huyện Mê Linh trên cơ sở điều chỉnh 486 ha diện tích tự nhiên và 9.861 nhân khẩu của xã Quang Minh.
2. Thành lập thị trấn Quang Minh thuộc huyện Mê Linh trên cơ sở 889,6 ha diện tích tự nhiên và 19.126 nhân khẩu còn lại của xã Quang Minh.

- Huyện Lập Thạch

1. Thành lập thị trấn Hoa Sơn thuộc huyện Lập Thạch trên cơ sở điều chỉnh 481,57 ha diện tích tự nhiên và 6.730 nhân khẩu của Liễn Sơn; 3,47 ha diện tích tự nhiên và 200 nhân khẩu của xã Thái Hòa.
2. Thành lập thị trấn Tam Sơn thuộc huyện Lập Thạch trên cơ sở toàn bộ xã Tam Sơn.

- Thị xã Phúc Yên

1. Thành lập phường Đồng Xuân thuộc thị xã Phúc Yên trên cơ sở điều chỉnh 339,76 ha diện tích tự nhiên và 14.217 nhân khẩu của phường Xuân Hòa.
2. Sau khi điều chỉnh địa giới hành chính xã, phường để thành lập thị trấn, phường:
  1. Huyện Mê Linh có 14.126 ha diện tích tự nhiên và 187.536 nhân khẩu, có 18 đơn vị hành chính trực thuộc, bao gồm các xã: Kim Hoa, Thanh Lâm, Đại Thịnh, Tiến Thịnh, Tiến Thắng, Vạn Yên, Tam Đồng, Mê Linh, Văn Khê, Tráng Việt, Hoàng Kim, Thạch Đà, Chu Phan, Liên Mạc, Tiền Phong, Tự Lập và thị trấn Quang Minh, thị trấn Chi Đông.
  2. Huyện Lập Thạch có 32.307 ha diện tích tự nhiên và 215.759 nhân khẩu, có 37 đơn vị hành chính trực thuộc, bao gồm các xã: Sơn Đông, Triệu Đề, Đình Chu, Tiên Lữ, Văn Quán, Xuân Lôi, Đồng Ích, Bàn Giản, Liên Hòa, Tử Du, Liễn Sơn, Thái Hòa, Bắc Bình, Hợp Lý, Quang Sơn, Ngọc Mỹ, Xuân Hòa, Bạch Lưu, Quang Yên, Hải Lựu, Đôn Nhân, Nhân Đạo, Phương Khoan, Lãng Công, Đồng Quế, Nhạo Sơn, Tân Lập, Vân Trục, Như Thụy, Yên Thạch, Tứ Yên, Đức Bác, Đồng Thịnh, Cao Phong, thị trấn Lập Thạch, thị trấn Hoa Sơn và thị trấn Tam Sơn.
  3. Thị xã Phúc Yên có 12.029,55 ha diện tích tự nhiên và 104.092 nhân khẩu, có 10 đơn vị hành chính trực thuộc, bao gồm các phường: Xuân Hòa, Đồng Xuân, Trưng Trắc, Trưng Nhị, Hùng Vương, Phúc Thắng và các xã: Cao Minh, Nam Viêm, Tiền Châu, Ngọc Thanh.

#### Năm 2008: Nghị quyết số 15/2008/QH12
- Nghị quyết số 15/2008/QH12[22] ngày 29 tháng 5 năm 2008 của Quốc hội về việc điều chỉnh địa giới hành chính thành phố Hà Nội và một số tỉnh có liên quan:
- Tỉnh Vĩnh Phúc, thành phố Hà Nội

1. Chuyển toàn bộ huyện Mê Linh, tĩnh Vĩnh Phúc về thành phố Hà Nội.
2. Sau khi điều chỉnh địa giới hành chính:
  1. Thành phố Hà Nội có diện tích tự nhiên là 334.470,02 ha và dân số hiện tại là 6.232.940 người, bao gồm diện tích tự nhiên và dân số hiện tại của các quận Hoàn Kiếm, Đống Đa, Ba Đình, Hai Bà Trưng, Tây Hồ, Cầu Giấy, Hoàng Mai, Long Biên, Thanh Xuân, các huyện Đông Anh, Từ Liêm, Sóc Sơn, Gia Lâm, Thanh Trì, Ba Vì, Chương Mỹ, Đan Phượng, Hoài Đức, Mỹ Đức, Phú Xuyên, Phúc Thọ, Quốc Oai, Thạch Thất, Thanh Oai, Thường Tín, Ứng Hòa, Mê Linh, các thành phố Hà Đông, Sơn Tây và các xã Đông Xuân, Tiến Xuân, Yên Bình, Yên Trung.
  2. Tỉnh Vĩnh Phúc có diện tích tự nhiên là 123.176,43 ha và dân số hiện tại là 1.059.063 người, bao gồm diện tích tự nhiên và dân số hiện tại của thành phố Vĩnh Yên, thị xã Phúc Yên, các huyện Bình Xuyên, Lập Thạch, Tam Dương, Tam Đảo, Vĩnh Tường, Yên Lạc.

#### Năm 2008: Nghị định số 9/NĐ-CP
- Nghị định số 9/NĐ-CP[57] ngày 23 tháng 12 năm 2008 của Chính phủ về việc điều chỉnh địa giới hành chính huyện Lập Thạch để thành lập huyện Sông Lô, tỉnh Vĩnh Phúc:
- Huyện Lập Thạch, huyện Sông Lô

1. Thành lập huyện Sông Lô thuộc tỉnh Vĩnh Phúc trên cơ sở điều chỉnh 15.031,77 ha diện tích tự nhiên và 93.984 nhân khẩu của huyện Lập Thạch (bao gồm toàn bộ diện tích tự nhiên và nhân khẩu của các xã: Bạch Lưu, Hải Lựu, Đôn Nhân, Quang Yên, Lãng Công, Nhân Đạo, Phương Khoan, Đồng Quế, Nhạo Sơn, Như Thuỵ, Yên Thạch, Tân Lập, Tứ Yên, Đồng Thịnh, Đức Bác, Cao Phong và thị trấn Tam Sơn).
2. Huyện Sông Lô có 15.031,77 ha diện tích tự nhiên và 93.984 nhân khẩu, có 17 đơn vị hành chính trực thuộc, gồm các xã: Bạch Lưu, Hải Lựu, Đôn Nhân, Quang Yên, Lãng Công, Nhân Đạo, Phương Khoan, Đồng Quế, Nhạo Sơn, Như Thụy, Yên Thạch, Tân Lập, Tứ Yên, Đồng Thịnh, Đức Bác, Cao Phong và thị trấn Tam Sơn.
3. Sau khi điều chỉnh địa giới hành chính:
  1. Huyện Lập Thạch còn lại 17.310,22 ha diện tích tự nhiên và 123.664 nhân khẩu, có 20 đơn vị hành chính trực thuộc, bao gồm: thị trấn Lập Thạch, thị trấn Hoa Sơn, các xã: Sơn Đông, Triệu Đề, Đình Chu, Xuân Lôi, Văn Quán, Tiên Lữ, Đồng Ích, Bàn Giản, Tử Du, Liên Hòa, Ngọc Mỹ, Xuân Hòa, Vân Trục, Liễn Sơn, Thái Hòa, Bắc Bình, Hợp Lý, Quang Sơn.
  2. Tỉnh Vĩnh Phúc có 123.176,43 ha diện tích tự nhiên và 1.059.063 nhân khẩu, có 9 đơn vị hành chính cấp huyện trực thuộc là: thành phố Vĩnh Yên; thị xã Phúc Yên; các huyện: Tam Dương, Tam Đảo, Vĩnh Tường, Yên Lạc, Bình Xuyên, Lập Thạch và Sông Lô.

#### Năm 2009: Nghị định số 46/NQ-CP
- Nghị định số 46/NQ-CP[58] ngày 23 tháng 9 năm 2009 của Chính phủ về việc thành lập thị trấn Tứ Trưng thuộc huyện Vĩnh Tường, tỉnh Vĩnh Phúc:
- Huyện Vĩnh Tường

1. Thành lập thị trấn Tứ Trưng thuộc huyện Vĩnh Tường, tỉnh Vĩnh Phúc trên cơ sở nguyên trạng xã Tứ Trưng.
2. Sau khi thành lập thị trấn Tứ Trưng, huyện Vĩnh Tường có 14.182,02 ha diện tích tự nhiên và 198.942 nhân khẩu; có 29 đơn vị hành chính trực thuộc, bao gồm các xã: Kim Xá, Yên Bình, Nghĩa Hưng, Chấn Hưng, Đại Đồng, Tân Tiến, Yên Lập, Việt Xuân, Bồ Sao, Lũng Hòa, Cao Đại, Phú Thịnh, Lý Nhân, An Tường, Tuân Chính, Thượng Trưng, Tân Cương, Vĩnh Sơn, Bình Dương, Vân Xuân, Vũ Di, Tam Phúc, Vĩnh Thịnh, Vĩnh Ninh, Phú Đa, Ngũ Kiên và các thị trấn: Vĩnh Tường, Thổ Tang và Tứ Trưng.

#### Năm 2018: Nghị quyết số 484/NQ-UBTVQH14
- Nghị quyết số 484/NQ-UBTVQH14[59] ngày 7 tháng 2 năm 2018 của Ủy ban Thường vụ Quốc hội về việc thành lập phường Tiền Châu, phường Nam Viêm thuộc thị xã Phúc Yên và thành lập thành phố Phúc Yên thuộc tỉnh Vĩnh Phúc:
- Thị xã Phúc Yên

1. Thành lập phường Tiền Châu trên cơ sở toàn bộ xã Tiền Châu.
2. Thành lập phường Nam Viêm trên cơ sở toàn bộ xã Nam Viêm.

- Thành phố Phúc Yên

1. Thành lập thành phố Phúc Yên thuộc tỉnh Vĩnh Phúc trên cơ sở toàn bộ thị xã Phúc Yên.
2. Sau khi thành lập 02 phường và thành phố Phúc Yên:
  1. Thành phố Phúc Yên có 10 đơn vị hành chính cấp xã, gồm 08 phường Đồng Xuân, Hùng Vương, Nam Viêm, Phúc Thắng, Tiền Châu, Trưng Nhị, Trưng Trắc, Xuân Hòa và 02 xã Cao Minh, Ngọc Thanh.
  2. Tỉnh Vĩnh Phúc có 09 đơn vị hành chính cấp huyện, gồm 07 huyện và 02 thành phố; 137 đơn vị hành chính cấp xã, gồm 110 xã, 15 phường và 12 thị trấn.

#### Năm 2020: Nghị quyết số 868/NQ-UBTVQH14
- Nghị quyết số 868/NQ-UBTVQH14[60] ngày 10 tháng 1 năm 2020 của Ủy ban Thường vụ Quốc hội về việc sắp xếp đơn vị hành chính cấp xã thuộc tỉnh Vĩnh Phúc:
- Huyện Vĩnh Tường

1. Thành lập xã Tân Phú trên cơ sở nhập toàn bộ xã Phú Thịnh và xã Tân Cương.
2. Sau khi sắp xếp, huyện Vĩnh Tường có 28 đơn vị hành chính cấp xã, gồm 25 xã và 03 thị trấn.

- Huyện Tam Đảo

1. Thành lập thị trấn Hợp Châu trên cơ sở toàn bộ xã Hợp Châu.
2. Thành lập thị trấn Đại Đình trên cơ sở toàn bộ xã Đại Đình.
3. Sau khi thành lập thị trấn Hợp Châu và thị trấn Đại Đình, huyện Tam Đảo có 09 đơn vị hành chính cấp xã, gồm 06 xã và 03 thị trấn.

- Huyện Bình Xuyên

1. Thành lập thị trấn Bá Hiến trên cơ sở toàn bộ xã Bá Hiến.
2. Thành lập thị trấn Đạo Đức trên cơ sở toàn bộ xã Đạo Đức.
3. Sau khi thành lập thị trấn Bá Hiến và thị trấn Đạo Đức, huyện Bình Xuyên có 13 đơn vị hành chính cấp xã, gồm 08 xã và 05 thị trấn.
4. Tỉnh Vĩnh Phúc có 09 đơn vị hành chính cấp huyện, gồm 07 huyện và 02 thành phố; 136 đơn vị hành chính cấp xã, gồm 105 xã, 15 phường và 16 thị trấn.

#### Năm 2023: Nghị quyết số 730/NQ-UBTVQH15
- Nghị quyết số 730/NQ-UBTVQH15[61] ngày 13 tháng 2 năm 2023 của Ủy ban Thường vụ Quốc hội về việc thành lập thị trấn Kim Long thuộc huyện Tam Dương, thị trấn Tam Hồng thuộc huyện Yên Lạc và phường Định Trung thuộc thành phố Vĩnh Yên, tỉnh Vĩnh Phúc:
- Huyện Tam Dương

1. Thành lập thị trấn Kim Longtrên cơ sở toàn bộ xã Kim Long thuộc huyện Tam Dương, tỉnh Vĩnh Phúc.

- Huyện Yên Lạc

1. Thành lập thị trấn Tam Hồngtrên cơ sở toàn bộ xã Tam Hồng thuộc huyện Yên Lạc, tỉnh Vĩnh Phúc.

- Thành phố Vĩnh Yên

1. Thành lập phường Định Trungtrên cơ sở toàn bộ xã Định Trung thuộc thành phố Vĩnh Yên, tỉnh Vĩnh Phúc.
2. Sau khi thành lập thị trấn Kim Long thuộc huyện Tam Dương, thị trấn Tam Hồng thuộc huyện Yên Lạc và phường Định Trung thuộc thành phố Vĩnh Yên:
  1. Huyện Tam Dương có 13 đơn vị hành chính cấp xã, gồm 11 xã và 02 thị trấn.
  2. Huyện Yên Lạc có 17 đơn vị hành chính cấp xã, gồm 15 xã và 02 thị trấn.
  3. Thành phố Vĩnh Yên có 09 đơn vị hành chính cấp xã, gồm 08 phường và 01 xã.
  4. Tỉnh Vĩnh Phúc có 09 đơn vị hành chính cấp huyện, gồm 07 huyện và 02 thành phố; 136 đơn vị hành chính cấp xã, gồm 102 xã, 16 phường và 18 thị trấn.

#### Năm 2024: Nghị quyết số 1287/NQ-UBTVQH15
- Nghị quyết số 1287/NQ-UBTVQH15[62] ngày 14 tháng 11 năm 2024 của Ủy ban Thường vụ Quốc hội về việc sắp đơn vị hành chính cấp xã của tỉnh Vĩnh Phúc giai đoạn 2023 - 2025:

- Thành phố Phúc Yên

1. Thành lập phường Hai Bà Trưng trên cơ sở nhập toàn bộ phường Trung Trắc và phường Trưng Nhị.
2. Sau khi sắp xếp, thành phố Phúc Yên có 09 đơn vị hành chính cấp xã, gồm 07 phường và 02 xã.

- Huyện Vĩnh Tường

1. Thành lập xã Sao Đại Việt trên cơ sở nhập toàn bộ xã Việt Xuân, xã Bồ Sao và xã Cao Đại.
2. Nhập toàn bộ xã Tân Tiến vào xã Đại Đồng.
3. Thành lập xã An Nhân trên cơ sở nhập toàn bộ xã Lý Nhân và xã An Tường.
4. Thành lập xã Lương Điền trên cơ sở nhập toàn bộ xã Vân Xuân và xã Bình Dương.
5. Thành lập xã Vĩnh Phú trên cơ sở nhập toàn bộ xã Vĩnh Ninh và xã Phú Đa.
6. Nhập toàn bộ xã Vĩnh Sơn vào thị trấn Thổ Tang.
7. Nhập toàn bộ xã Tam Phúc vào thị trấn Vĩnh Tường.
8. Sau khi sắp xếp, huyện Vĩnh Tường có 20 đơn vị hành chính cấp xã, gồm 17 xã và 03 thị trấn.

- Huyện Sông Lô

1. Nhập toàn bộ xã Nhạo Sơn và xã Như Thụy vào thị trấn Tam Sơn.
2. Nhập toàn bộ xã Bạch Lưu vào xã Hải Lựu.
3. Sau khi sắp xếp, huyện Sông Lô có 14 đơn vị hành chính cấp xã, gồm 13 xã và 01 thị trấn.

- Huyện Yên Lạc

1. Nhập toàn bộ xã Hồng Phương vào xã Hồng Châu.
2. Sau khi sắp xếp, huyện Yên Lạc có 16 đơn vị hành chính cấp xã, gồm 14 xã và 02 thị trấn.

- Huyện Lập Thạch

1. Thành lập xã Tây Sơn trên cơ sở nhập toàn bộ xã Đình Chu và xã Triệu Đề.
2. Sau khi sắp xếp, huyện Lập Thạch có 19 đơn vị hành chính cấp xã, gồm 17 xã và 02 thị trấn.

- Huyện Tam Dương

1. Thành lập xã Hội Thịnh trên cơ sở nhập toàn bộ xã Vân Hội và xã Hợp Thịnh.
2. Sau khi sắp xếp, huyện Tam Dương có 12 đơn vị hành chính cấp xã, gồm 10 xã và 02 thị trấn.
3. Sau khi sắp xếp các đơn vị hành chính cấp xã, tỉnh Vĩnh Phúc có 09 đơn vị hành chính cấp huyện, gồm 07 huyện và 02 thành phố; 121 đơn vị hành chính cấp xã, gồm 88 xã, 15 phường và 18 thị trấn.

| Đơn vị hành chính của tỉnh Vĩnh Phúc (tính đến ngày 12 tháng 6 năm 2025) | Đơn vị hành chính của tỉnh Vĩnh Phúc (tính đến ngày 12 tháng 6 năm 2025) | Đơn vị hành chính của tỉnh Vĩnh Phúc (tính đến ngày 12 tháng 6 năm 2025) |
| Số thứ tự                                                                | Đơn vị hành chính cấp huyện                                              | Đơn vị hành chính cấp xã |
| ------------------------------------------------------------------------ | ------------------------------------------------------------------------ | --- |
| 1                                                                        | Thành phố Phúc Yên                                                       | 7 phường: Đồng Xuân, Hai Bà Trưng, Hùng Vương, Nam Viêm, Phúc Thắng, Tiền Châu, Xuân Hòa và 2 xã: Cao Minh, Ngọc Thanh |
| 2                                                                        | Thành phố Vĩnh Yên                                                       | 8 phường: Định Trung, Đống Đa, Đồng Tâm, Hội Hợp, Khai Quang, Liên Bảo, Ngô Quyền, Tích Sơn và xã Thanh Trù |
| 3                                                                        | Huyện Bình Xuyên                                                         | 5 thị trấn: Bá Hiến, Đạo Đức, Gia Khánh, Hương Canh, Thanh Lãng và 8 xã: Hương Sơn, Phú Xuân, Quất Lưu, Sơn Lôi, Tam Hợp, Tân Phong, Thiện Kế, Trung Mỹ                                                                                 |
| 4                                                                        | Huyện Lập Thạch                                                          | 2 thị trấn: Hoa Sơn, Lập Thạch và 17 xã: Bàn Giản, Bắc Bình, Đồng Ích, Hợp Lý, Liên Hòa, Liễn Sơn, Ngọc Mỹ, Quang Sơn, Sơn Đông, Tây Sơn, Thái Hòa, Tiên Lữ, Tử Du, Văn Quán, Vân Trục, Xuân Hòa, Xuân Lôi                              |
| 5                                                                        | Huyện Sông Lô                                                            | Thị trấn Tam Sơn và 13 xã: Cao Phong, Đôn Nhân, Đồng Quế, Đồng Thịnh, Đức Bác, Hải Lựu, Lãng Công, Nhân Đạo, Phương Khoan, Quang Yên, Tân Lập, Tứ Yên, Yên Thạch                                                                        |
| 6                                                                        | Huyện Tam Dương                                                          | 2 thị trấn: Hợp Hòa, Kim Long và 10 xã: An Hòa, Duy Phiên, Đạo Tú, Đồng Tĩnh, Hoàng Đan, Hoàng Hoa, Hoàng Lâu, Hội Thịnh, Hướng Đạo, Thanh Vân                                                                                          |
| 7                                                                        | Huyện Tam Đảo                                                            | 3 thị trấn: Đại Đình, Hợp Châu, Tam Đảo và 6 xã: Bồ Lý, Đạo Trù, Hồ Sơn, Minh Quang, Tam Quan, Yên Dương |
| 8                                                                        | Huyện Vĩnh Tường                                                         | 3 thị trấn: Thổ Tang, Tứ Trưng, Vĩnh Tường, và 17 xã: An Nhân, Chấn Hưng, Đại Đồng, Kim Xá, Lũng Hòa, Lương Điền, Nghĩa Hưng, Ngũ Kiên, Sao Đại Việt, Tân Phú, Thượng Trưng, Tuân Chính, Vĩnh Phú, Vĩnh Thịnh, Vũ Di, Yên Bình, Yên Lập |
| 9                                                                        | Huyện Yên Lạc                                                            | 2 thị trấn: Tam Hồng, Yên Lạc và 14 xã: Bình Định, Đại Tự, Đồng Cương, Đồng Văn, Hồng Châu, Liên Châu, Nguyệt Đức, Tề Lỗ, Trung Hà, Trung Kiên, Trung Nguyên, Văn Tiến, Yên Đồng, Yên Phương.                                           |
| Tổng cộng                                                                | 09 đơn vị hành chính cấp huyện, gồm 07 huyện và 02 thành phố             | 121 đơn vị hành chính cấp xã, gồm 88 xã, 15 phường và 18 thị trấn |

### TỉnhPhú Thọ

#### Năm 1996: Quốc hội khóa IX, Kỳ họp thứ 10
- Nghị quyết ngày 6 tháng 11 năm 1996 của Quốc hội khóa IX, Kỳ họp thứ 10[47] về việc chia và điều chỉnh địa giới hành chính một số tỉnh:
- Tĩnh Vĩnh Phú, tỉnh Phú Thọ

1. Chia tỉnh Vĩnh Phú thành hai tỉnh là tỉnh Phú Thọ và tỉnh Vĩnh Phúc.
2. Tỉnh Phú Thọ có mười đơn vị hành chính gồm: Thành phố Việt Trì, thị xã Phú Thọ và tám huyện: Hạ Hòa, Thanh Ba, Đoan Hùng, Sông Thao, Yên Lập, Thanh Sơn, Tam Thanh, Phong Châu; có diện tích 3465,12 km2, với số dân 1.261.949 người. Tỉnh lỵ: Thành phố Việt Trì.

#### Năm 1997: Nghị định số 55-CP
- Nghị định số 55-CP[63] ngày 28 tháng 5 năm 1997 của Chính phủ về việc thành lập thị trấn thuộc các huyện Yên Lập, Hạ Hòa, Tam Thanh, Phong Châu, Thanh Sơn, tỉnh Phú Thọ:
- Huyện Yên Lập

1. Thành lập thị trấn Yên Lập thuộc huyện Yên Lập trên cơ sở toàn bộ diện tích và dân số của xã Tân Long.

- Huyện Hạ Hòa

1. Thành lập thị trấn Hạ Hòa thuộc huyện Hạ Hòa trên cơ sở toàn bộ diện tích và dân số xã Ấm Thượng.

- Huyện Tam Thanh

1. Thành lập thị trấn Hưng Hóa thuộc huyện Tam Thanh trên cơ sở toàn bộ diện tích và dân số xã Hưng Hóa.

- Huyện Phong Châu

1. Thành lập thị trấn Lâm Thao thuộc huyện Phong Châu trên cơ sở toàn bộ diện tích và dân số xã Cao Mại; 7,3 ha diện tích tự nhiên và 734 nhân khẩu của xã Chu Hóa.
2. Thành lập thị trấn Phú Hộ thuộc huyện Phong Châu trên cơ sở toàn bộ diện tích và dân số xã Phú Hộ.

- Huyện Thanh Sơn

1. Thành lập thị trấn Thanh Sơn thuộc huyện Thanh Sơn trên cơ sở 290 ha diện tích tự nhiên và 9.894 nhân khẩu của xã Sơn Hùng; 125 ha diện tích tự nhiên và 2.686 nhân khẩu của xã Thục Luyện.

#### Năm 1999: Nghị định số 59/1999/NĐ-CP
- Nghị định số 59/1999/NĐ-CP[64] ngày 24 tháng 7 năm 1999 của Chính phủ về việc điều chỉnh địa giới hành chính và chia các huyện Phong Châu và Tam Thanh, tỉnh Phú Thọ:
- Huyện Phong Châu, huyện Lâm Thao, huyện Phù Ninh

1. Chia huyện Phong Châu thành huyện Lâm Thao và huyện Phù Ninh.
  1. Huyện Lâm Thao có 12.534 ha diện tích tự nhiên và 122.038 nhân khẩu, gồm 17 đơn vị hành chính trực thuộc là các xã: Hà Thạch, Sơn Vi, Thạch Sơn, Hợp Hải, Bản Nguyên, Kinh Kệ, Vĩnh Lại, Cao Xá, Tiên Kiên, Hy Cương, Chu Hoá, Thanh Đình, Sơn Dương, Tứ Xã, Xuân Lũng, Xuân Huy và thị trấn Lâm Thao.
  2. Huyện Phù Ninh có 17.764 ha diện tích tự nhiên và 118.669 nhân khẩu, gồm 21 đơn vị hành chính trực thuộc là các xã Liên Hoa, Phú Mỹ, Trạm Thản, Tiên Phú, Trị Quận, Hạ Giáp, Tiên Du, An Đạo, Bình Bộ, Tử Đà, Vĩnh Phú, Hùng Lô, Trung Giáp, Bảo Thanh, Gia Thanh, Phú Lộc, Phú Nham, Kim Đức, Phù Ninh, thị trấn Phong Châu và thị trấn Phú Hộ.

- Huyện Tam Thanh, huyện Tam Nông, huyện Thanh Thủy

1. Chia huyện Tam Thanh thành huyện Tam Nông và huyện Thanh Thủy.
  1. Huyện Tam Nông có 14.659 ha diện tích tự nhiên và 79.112 nhân khẩu, gồm 20 đơn vị hành chính trực thuộc là các xã: Hùng Đô, Quang Húc, Hiền Quan, Thanh Uyên, Tam Cường, Văn Lương, Cổ Tiết, Hương Nộn, Thọ Văn, Dị Nậu, Dậu Dương, Thượng Nông, Hồng Đà, Phương thịnh, Tề Lễ, Tứ Mỹ, Xuân Quang, Hương Nha, Vực Trường và thị trấn Hưng Hóa.
  2. Huyện Thanh Thủy có 12.097 ha diện tích tự nhiên và 72.900 nhân khẩu, gồm 15 đơn vị hành chính trực thuộc là các xã: Xuân Lộc, Thạch Đồng, Tân Phương, La Phù, Bảo Yên, Đoan Hạ, Sơn Thủy, Hoàng Xá, Trung thịnh, Đồng Luận, Trung Nghĩa, Phượng Mao, Yến Mao, Tu Vũ và Đào Xá.

#### Năm 2002: Nghị định số 39/2002/NĐ-CP
- Nghị định số 39/2002/NĐ-CP[65] ngày 8 tháng 4 năm 2002 của Chính phủ về việc thành lập các phường thuộc thành phố Việt Trì và đổi tên huyện Sông Thao thành huyện Cẩm Khê, tỉnh Phú Thọ:
- Thành phố Việt Trì

1. Thành lập phường Bến Gót thuộc thành phố Việt Trì trên cơ sở 256,10 ha diện tích tự nhiên và 5.732 nhân khẩu của phường Thanh Miếu.
2. Thành lập phường Dữu Lâu thuộc thành phố Việt Trì trên cơ sở toàn bộ 256,10 ha diện tích tự nhiên và 5.732 nhân khẩu của xã Dữu Lâu.

- Huyện Sông Thao, huyện Cẩm Khê

1. Đổi tên huyện Sông Thao thành huyện Cẩm Khê.

#### Năm 2003: Nghị định số 32/2003/NĐ-CP
- Nghị định số 32/2003/NĐ-CP[66] ngày 1 tháng 4 năm 2003 của Chính phủ về việc điều chỉnh địa giới hành chính mở rộng thị xã Phú Thọ, thành lập xã, phường thuộc thị xã Phú Thọ và huyện Đoan Hùng, tỉnh Phú Thọ:
- Huyện Phù Ninh, huyện Lâm Thao, huyện Thanh Ba, thị xã Phú Thọ

1. Chuyển toàn bộ thị trấn Phú Hộ thuộc huyện Phù Ninh; toàn bộ xã Hà Thạch thuộc huyện Lâm Thao; 413,91 ha diện tích tự nhiên và 3.178 nhân khẩu (thôn Thanh Vinh) của xã Thanh Hà thuộc huyện Thanh Ba về thị xã Phú Thọ quản lý.

- Thị xã Phú Thọ

1. Giải thể thị trấn Phú Hộ để thành lập xã Phú Hộ trên cơ sở toàn bộ diện tích tự nhiên và dân số của thị trấn Phú Hộ.
2. Thành lập xã Thanh Vinh trên cơ sở 413,91 ha diện tích tự nhiên và 3.178 nhân khẩu của thôn Thanh Vinh.
3. Thành lập phường Trường Thịnh trên cơ sở toàn bộ diện tích tự nhiên và dân số của xã Trường Thịnh.
4. Sau khi điều chỉnh địa giới hành chính các huyện để mở rộng thị xã Phú Thọ và thành lập phường, xã thuộc thị xã Phú Thọ:
  1. Thị xã Phú Thọ có 6.328,65 ha diện tích tự nhiên và 62.863 nhân khẩu; có 10 đơn vị hành chính trực thuộc gồm các phường Âu Cơ, Phong Châu, Hùng Vương, Trường Thịnh và các xã Hà Lộc, Văn Lung, Thanh Minh, Phú Hộ, Hà Thạch, Thanh Vinh.
  2. Huyện Phù Ninh còn lại 16.820,6 ha diện tích tự nhiên và 104.780 nhân khẩu; có 20 đơn vị hành chính trực thuộc gồm các xã An Đạo, Bảo Thanh, Bình Bộ, Gia Thanh, Hạ Giáp, Hùng Lô, Kim Đức, Liên Hoa, Phú Lộc, Phú Mỹ, Phú Nham, Phù Ninh, Tiên Du, Tiên Phú, Trạm Thản, Trị Quận, Trung Giáp, Tử Đà, Vĩnh Phú và thị trấn Phong Châu.
  3. Huyện Lâm Thao còn lại 12.101,66 ha diện tích tự nhiên và 114.030 nhân khẩu; có 16 đơn vị hành chính trực thuộc gồm các xã Bản Nguyên, Cao Xá, Chu Hóa, Hy Cương, Hợp Hải, Kinh Kệ, Sơn Dương, Sơn Vi, Thanh Đình, Thạch Sơn, Tiên Kiên, Tứ Xã, Xuân Huy, Xuân Lũng, Vĩnh Lại và thị trấn Lâm Thao.
  4. Huyện Thanh Ba còn lại 17.566,09 ha diện tích tự nhiên và 109.168 nhân khẩu; có 26 đơn vị hành chính trực thuộc gồm các xã Chí Tiên, Đại An, Đỗ Sơn, Đông Lĩnh, Đông Thành, Đỗ Xuyên, Đồng Xuân, Hanh Cù, Hoàng Cương, Khải Xuân, Lương Lỗ, Mạn Lạn, Năng Yên, Phương Lĩnh, Ninh Dân, Quảng Nạp, Sơn Cương, Thái Ninh, Thanh Hà, Thanh Vân, Thanh Xá, Võ Lao, Vũ Yển, Yển Khê, Yên Nội và thị trấn Thanh Ba.

- Huyện Đoan Hùng

1. Thành lập xã Ca Đình thuộc huyện Đoan Hùng trên cơ sở 1.417 ha diện tích tự nhiên và 2.749 nhân khẩu của xã Tây Cốc.

#### Năm 2004: Nghị định số 183/2004/NĐ-CP
- Nghị định số 183/2004/NĐ-CP[67] ngày 1 tháng 11 năm 2004 của Chính phủ về việc thành lập thị trấn Hùng Sơn thuộc huyện Lâm Thao, tỉnh Phú Thọ:
- Huyện Lâm Thao

1. Thành lập thị trấn Hùng Sơn trên cơ sở 117,40 ha diện tích tự nhiên và 3.532 nhân khẩu của xã Hy Cương, 200,20 ha diện tích tự nhiên và 2.754 nhân khẩu của xã Tiên Kiên, 152,40 ha diện tích tự nhiên và 3.158 nhân khẩu của xã Chu Hóa.

#### Năm 2006: Nghị định số 133/2006/NĐ-CP
- Nghị định số 133/2006/NĐ-CP[68] ngày 10 tháng 11 năm 2006 của Chính phủ về việc điều chỉnh địa giới hành chính xã thuộc huyện Lâm Thao, huyện Phù Ninh để mở rộng thành phố Việt Trì, tỉnh Phú Thọ:
- Huyện Lâm Thao, huyện Phù Ninh, thành phố Việt Trì

1. Điều chỉnh toàn bộ xã Hy Cương, xã Chu Hóa, xã Thanh Đình thuộc huyện Lâm Thao về thành phố Việt Trì quản lý.
2. Điều chỉnh toàn bộ xã Kim Đức, xã Hùng Lô thuộc huyện Phù Ninh về thành phố Việt Trì quản lý.
3. Thành phố Việt Trì có 10.636,94 ha diện tích tự nhiên và 168.462 nhân khẩu, có 22 đơn vị hành chính trực thuộc bao gồm phường: Bạch Hạc, Thanh Miếu, Thọ Sơn, Tiên Cát, Nông Trang, Vân Cơ, Bến Gót, Gia Cẩm, Tân Dân, Dữu Lâu và các xã: Thụy Vân, Minh Nông, Minh Phương, Vân Phú, Phượng Lâu, Sông Lô, Trưng Vương, Hy Cương, Chu Hóa, Thanh Đình, Hùng Lô, Kim Đức.
4. Sau khi điều chỉnh địa giới hành chính:
  1. Huyện Lâm Thao có 9.754,59 ha diện tích tự nhiên và 101.422 nhân khẩu, có 14 đơn vị hành chính trực thuộc bao gồm các xã: Xuân Huy, Thạch Sơn, Tiên Kiên, Sơn Vi, Hợp Hải, Kinh Kệ, Bản Nguyên, Vĩnh Lại, Tứ Xã, Sơn Dương, Xuân Lũng, Cao Xá và các thị trấn: Lâm Thao, Hùng Sơn.
  2. Huyện Phù Ninh có 15.637,32 ha diện tích tự nhiên và 98.237 nhân khẩu, có 18 đơn vị hành chính trực thuộc bao gồm các xã: Liên Hoa, Phú Mỹ, Trạm Thản, Tiên Phú, Trung Giáp, Bảo Thanh, Phú Lộc, Gia Thanh, Tiên Du, Phú Nham, An Đạo, Bình Bộ, Tử Đà, Vĩnh Phú, Trị Quận, Phù Ninh, Hạ Giáp và thị trấn Phong Châu.

#### Năm 2007: Nghị định số 61/2007/NĐ-CP
- Nghị định số 61/2007/NĐ-CP[69] ngày 9 tháng 4 năm 2007 của Chính phủ về việc điều chỉnh địa giới hành chính huyện Thanh Sơn để thành lập huyện Tân Sơn, tỉnh Phú Thọ:
- Huyện Thanh Sơn, huyện Tân Sơn

1. Thành lập huyện Tân Sơn thuộc tỉnh Phú Thọ trên cơ sở điều chỉnh 68.858 ha diện tích tự nhiên và 73.406 nhân khẩu của huyện Thanh Sơn (gồm toàn bộ diện tích tự nhiên và nhân khẩu của các xã: Mỹ Thuận, Tân Phú, Thu Ngạc, Thạch Kiệt, Thu Cúc, Lai Đồng, Đồng Sơn, Tân Sơn, Kiệt Sơn, Xuân Đài, Kim Thượng, Xuân Sơn, Minh Đài, Văn Luông, Long Cốc, Tam Thanh, Vinh Tiền).
2. Huyện Tân Sơn có 68.858 ha diện tích tự nhiên và 73.406 nhân khẩu, có 17 đơn vị hành chính trực thuộc được điều chỉnh từ huyện Thanh Sơn nêu trên.
3. Sau khi điều chỉnh địa giới hành chính:
  1. Huyện Thanh Sơn còn lại 62.063 ha diện tích tự nhiên và 116.905 nhân khẩu, có 23 đơn vị hành chính trực thuộc, bao gồm các xã: Sơn Hùng, Địch Quả, Giáp Lai, Thục Luyện, Võ Miếu, Thạch Khoán, Cự Thắng, Tất Thắng, Văn Miếu, Cự Đồng, Thắng Sơn, Tân Minh, Hương Cần, Khả Cửu, Tân Lập, Đông Cửu, Yên Lãng, Yên Lương, Thượng Cửu, Lương Nha, Yên Sơn, Tinh Nhuệ và thị trấn Thanh Sơn.
  2. Tỉnh Phú Thọ có 13 đơn vị hành chính trực thuộc, bao gồm: thành phố Việt Trì, thị xã Phú Thọ và các huyện: Đoan Hùng, Hạ Hòa, Thanh Ba, Cẩm Khuê, Phù Ninh, Lâm Thao, Tam Nông, Thanh Thủy, Yên Lập, Thanh Sơn và Tân Sơn.

#### Năm 2008: Nghị quyết số 14/2008/QH12
- Nghị quyết số 14/2008/QH12[70] ngày 29 tháng 5 năm 2008 của Quốc hội về việc điều chỉnh địa giới hành chính giữa tỉnh Hà Tây và tỉnh Phú Thọ, giữa tỉnh Bình Phước và tỉnh Đồng Nai:
- Tỉnh Hà Tây, tỉnh Phú Thọ

1. Chuyển toàn bộ xã Tân Đức thuộc huyện Ba Vì tỉnh Hà Tây về thành phố Việt Trì, tỉnh Phú Thọ.
2. Sau khi điều chỉnh địa giới hành chính:
  1. Tỉnh Hà Tây có diện tích tự nhiên là 219.341,11 ha và dân số hiện tại là 2.568.007 người.
  2. Tỉnh Phú Thọ có diện tích tự nhiên là 353.294,93 ha và dân số hiện tại là 1.345.498 người.

#### Năm 2009: Nghị định số 5/NĐ-CP
- Nghị định số 5/NĐ-CP[71] ngày 19 tháng 1 năm 2009 của Chính phủ về việc điều chỉnh địa giới hành chính xã, thành lập xã thuộc huyện Phù Ninh, huyện Thanh Ba; xác định địa giới hành chính xã Tân Đức thuộc thành phố Việt Trì, tỉnh Phú Thọ:
- Huyện Phù Ninh

1. Thành lập xã Lệ Mỹ thuộc huyện Phù Ninh trên cơ sở điều chỉnh 770,71 ha diện tích tự nhiên và 3.618 nhân khẩu của xã Phú Mỹ.

- Huyện Thanh Ba

1. Thành lập xã Vân Lĩnh thuộc huyện Thanh Ba trên cơ sở điều chỉnh 895,02 ha diện tích tự nhiên và 2.906 nhân khẩu của xã Thanh Vân.

- Thành phố Việt Trì

1. Xác định địa giới hành chính xã Tân Đức thuộc thành phố Việt Trì, tỉnh Phú Thọ.
2. Sau khi điều chỉnh địa giới hành chính xã:
  1. Huyện Phù Ninh có 15.637,32 ha diện tích tự nhiên và 98.202 nhân khẩu, có 19 đơn vị hành chính trực thuộc, bao gồm các xã: Trạm Thản, Tiên Phú, Liên Hoa, Vĩnh Phú, Trung Giáp, Bảo Thanh, Trị Quận, Hạ Giáp, Gia Thanh, Phú Nham, Phú Lộc, Tiên Du, Phù Ninh, An Đạo, Tứ Đà, Bình Bộ, Phú Mỹ, Lệ Mỹ và thị trấn Phong Châu.
  2. Huyện Thanh Ba có 19.503,43 ha diện tích tự nhiên và 112.589 nhân khẩu, có 27 đơn vị hành chính trực thuộc, bao gồm các xã: Đồng Xuân, Lương Lỗ, Hanh Cù, Yển Khê, Vũ Yến, Phương Lĩnh, Mạn Lạn, Hoàng Cương, Thanh Xá, Chí Tiên, Sơn Cương, Đỗ Sơn, Thanh Hà, Đông Thành, Khải Xuân, Võ Lao, Quảng Nạp, Ninh Dân, Yên Nội, Thái Ninh, Đông Lĩnh, Đại An, Năng Yên, Đỗ Xuyên, Thanh Vân, Vân Lĩnh và thị trấn Thanh Ba.
3. Sau khi xác định địa giới hành chính xã Tân Đức:
  1. Thành phố Việt Trì có 11.098,83 ha diện tích tự nhiên và 176.349 nhân khẩu, có 23 đơn vị hành chính trực thuộc, bao gồm các phường: Bạch Hạc, Thanh Miếu, Thọ Sơn, Tiên Cát, Nông Trang, Văn Cơ, Bến Gót, Gia Cẩm, Tân Dân, Hữu Lâu và các xã: Thụy Vân, Minh Nông, Minh Phương, Vân Phú, Phượng Lâu, Sông Lô, Trưng Vương, Hy Cương, Chu Hóa, Thanh Đình, Hùng Lô, Kim Đức, Tân Đức.
  2. Tỉnh Phú Thọ có 353.294,93 ha diện tích tự nhiên và 1.345.498 nhân khẩu, có 275 đơn vị hành chính cấp xã.

#### Năm 2010: Nghị quyết số 21/NQ-CP
- Nghị quyết số 21/NQ-CP[72] ngày 5 tháng 5 năm 2010 của Chính phủ về việc thành lập các phường: Minh Phương, Minh Nông, Vân Phú thuộc thành phố Việt Trì, tỉnh Phú Thọ:

- Thành phố Việt Trì

1. Thành lập phường Minh Phương thuộc thành phố Việt Trì trên cơ sở toàn bộ xã Minh Phương.
2. Thành lập phường Minh Nông thuộc thành phố Việt Trì trên cơ sở toàn bộ xã Minh Nông.
3. Thành lập phường Vân Phú thuộc thành phố Việt Trì trên cơ sở toàn bộ xã Vân Phú.
4. Thành phố Việt Trì có 10.636 ha diện tích tự nhiên và 181.123 nhân khẩu; có 23 đơn vị hành chính trực thuộc, gồm các phường: Bạch Hạc, Bến Gót, Thanh Miếu, Thọ Sơn, Tiên Cát, Gia Cẩm, Nông Trang, Vân Cơ, Dữu Lâu, Tân Dân, Minh Phương, Minh Nông, Vân Phú và các xã: Sông Lô, Trung Vương, Thụy Vân, Phượng Lâu, Chu Hóa, Thanh Đình, Hy Cương, Kim Đức, Hùng Lô, Tân Đức.

#### Năm 2010: Nghị quyết số 40/NQ-CP
- Nghị quyết số 40/NQ-CP[73] ngày 25 tháng 10 năm 2010 của Chính phủ về việc thành lập thị trấn Thanh Thủy thuộc huyện Thanh Thủy tỉnh Phú Thọ:
- Huyện Thanh Thủy

1. Thành lập thị trấn Thanh Thủy thuộc huyện Thanh Thủy trên cơ sở toàn bộ xã La Phù.
2. Sau khi thành lập thị trấn Thanh Thủy, huyện Thanh Thủy có 12.488 ha diện tích tự nhiên và 76.832 nhân khẩu, có 15 đơn vị hành chính trực thuộc, gồm thị trấn Thanh Thủy và các xã: Tu Vũ, Yến Mao, Phượng Mao, Trung Nghĩa, Đồng Luận, Hoàng Xá, Trung Thịnh, Sơn Thủy, Bảo Yên, Đoan Hạ, Tân Phương, Thạch Đồng, Đào Xá, Xuân Lộc.

#### Năm 2013: Nghị quyết số 88/NQ-CP
- Nghị quyết số 88/NQ-CP[74] ngày 23 tháng 7 năm 2013 của Chính phủ về việc thành lập phường Thanh Vinh thuộc thị xã Phú Thọ, tỉnh Phú Thọ:
- Thị xã Phú Thọ

1. Thành lập phường Thanh Vinh thuộc thị xã Phú Thọ, tỉnh Phú Thọ trên cơ sở toàn bộ xã Thanh Vinh.
2. Sau khi thành lập phường Thanh Vinh, thị xã Phú Thọ có 6.460,07 ha diện tích tự nhiên và 71.600 nhân khẩu, có 10 đơn vị hành chính cấp xã, gồm: 05 phường: Âu Cơ, Hùng Vương, Trường Thịnh, Phong Châu và Thanh Vinh và 05 xã: Thanh Minh, Văn Lung, Hà Lộc, Phú Hộ và Hà Thạch.

#### Năm 2019: Nghị quyết số 828/NQ-UBTVQH14
- Nghị quyết số 828/NQ-UBTVQH14[75] ngày 17 tháng 12 năm 2019 của Ủy ban Thường vụ Quốc hội về việc sắp xếp các đơn vị hành chính cấp xã thuộc tỉnh Phú Thọ:

- Thành phố Việt Trì

1. Nhập toàn bộ xã Tân Đức vào phường Minh Nông.
2. Sau khi sắp xếp, thành phố Việt Trì có 22 đơn vị hành chính cấp xã, gồm 13 phường và 09 xã.

- Thị xã Phú Thọ

1. Điều chỉnh 0,82 km2 diện tích tự nhiên, 1.546 người của phường Trường Thịnh vào xã Thanh Minh.
2. Điều chỉnh 1,80 km2 diện tích tự nhiên, 2.846 người của phường Trường Thịnh vào phường Hùng Vương.
3. Nhập toàn bộ 1,16 km2 diện tích tự nhiên, 1.684 người của phường Trường Thịnh sau khi điều chỉnh địa giới đơn vị hành chính vào phường Phong Châu.
4. Sau khi sắp xếp, thị xã Phú Thọ có 09 đơn vị hành chính cấp xã, gồm 04 phường và 05 xã.

- Huyện Hạ Hòa

1. Nhập toàn bộ xã Hậu Bổng, xã Liên Phương và xã Đan Hà vào xã Đan Thượng.
2. Thành lập xã Tứ Hiệp trên cơ sở nhập toàn bộ xã Y Sơn, xã Lệnh Khanh và xã Phụ Khánh.
3. Nhập toàn bộ xã Quân Khê và xã Động Lâm vào xã Hiền Lương.
4. Nhập toàn bộ xã Lâm Lợi và xã Chuế Lưu vào xã Xuân Áng.
5. Nhập toàn bộ xã Vụ Cầu và xã Mai Tùng vào xã Vĩnh Chân.
6. Nhập toàn bộ xã Cáo Điền và xã Chính Công vào xã Yên Kỳ.
7. Sau khi sắp xếp, huyện Hạ Hòa có 20 đơn vị hành chính cấp xã, gồm 19 xã và 01 thị trấn.

- Huyện Thanh Ba

1. Nhập toàn bộ xã Yển Khê và xã Thanh Vân vào xã Hanh Cù.
2. Nhập toàn bộ xã Phương Lĩnh và xã Vũ Yển vào xã Mạn Lạn.
3. Thành lập xã Quảng Yên trên cơ sở nhập toàn bộ xã Quảng Nạp, xã Thái Ninh và xã Năng Yên.
4. Nhập toàn bộ xã Thanh Xá và xã Yên Nội vào xã Hoàng Cương.
5. Sau khi sắp xếp, huyện Thanh Ba có 19 đơn vị hành chính cấp xã, gồm 18 xã và 01 thị trấn.

- Huyện Cẩm Khê

1. Thành lập xã Minh Tân trên cơ sở nhập toàn bộ xã Đồng Cam, xã Phương Xá và xã Phùng Xá.
2. Thành lập thị trấn Cẩm Khê trên cơ sở nhập toàn bộ xã Thanh Nga, xã Sơn Nga, xã Sai Nga và thị trấn Sông Thao.
3. Thành lập xã Hùng Việt trên cơ sở nhập toàn bộ xã Hiền Đa, xã Cát Trù và xã Tình Cương.
4. Sau khi sắp xếp, huyện Cẩm Khê có 24 đơn vị hành chính cấp xã, gồm 23 xã và 01 thị trấn.

- Huyện Tam Nông

1. Thành lập xã Dân Quyền trên cơ sở nhập toàn bộ xã Hồng Đà, xã Dậu Dương và xã Thượng Nông.
2. Thành lập xã Lam Sơn trên cơ sở nhập toàn bộ xã Phương Thịnh, xã Hùng Đô và xã Tứ Mỹ.
3. Thành lập xã Vạn Xuân trên cơ sở nhập toàn bộ xã Tam Cường, xã Văn Lương và xã Cổ Tiết.
4. Thành lập xã Bắc Sơn trên cơ sở nhập toàn bộ xã Vực Trường, xã Hương Nha và xã Xuân Quang.
5. Sau khi sắp xếp, huyện Tam Nông có 12 đơn vị hành chính cấp xã, gồm 11 xã và 01 thị trấn.

- Huyện Đoan Hùng

1. Thành lập xã Hùng Xuyên trên cơ sở nhập toàn bộ xã Đông Khê, xã Hùng Quan và xã Nghinh Xuyên.
2. Thành lập xã Hợp Nhất trên cơ sở nhập toàn bộ xã Phú Thứ, xã Đại Nghĩa và xã Hữu Đô.
3. Thành lập xã Phú Lâm trên cơ sở nhập toàn bộ xã Phương Trung, xã Quế Lâm và xã Phong Phú.
4. Sau khi sắp xếp, huyện Đoan Hùng có 22 đơn vị hành chính cấp xã, gồm 21 xã và 01 thị trấn.

- Huyện Thanh Thủy

1. Thành lập xã Đồng Trung trên cơ sở nhập toàn bộ xã Trung Thịnh, xã Đồng Luận và xã Trung Nghĩa.
2. Nhập toàn bộ xã Yến Mao và xã Phượng Mao vào xã Tu Vũ.
3. Sau khi sắp xếp, huyện Thanh Thủy có 11 đơn vị hành chính cấp xã, gồm 10 xã và 01 thị trấn.

- Huyện Phù Ninh

1. Thành lập xã Bình Phú trên cơ sở nhập toàn bộ xã Vĩnh Phú, xã Bình Bộ và xã Tử Đà.
2. Sau khi sắp xếp, huyện Phù Ninh có 17 đơn vị hành chính cấp xã, gồm 16 xã và 01 thị trấn.

- Huyện Lâm Thao

1. Thành lập xã Phùng Nguyên trên cơ sở nhập toàn bộ xã Hợp Hải, xã Kinh Kệ và xã Sơn Dương.
2. Sau khi sắp xếp, huyện Lâm Thao có 12 đơn vị hành chính cấp xã, gồm 10 xã và 02 thị trấn.
3. Tỉnh Phú Thọ có 13 đơn vị hành chính cấp huyện, gồm 11 huyện, 01 thị xã và 01 thành phố; 225 đơn vị hành chính cấp xã, gồm 197 xã, 17 phường và 11 thị trấn.

#### Năm 2024: Nghị quyết số 1282/NQ-UBTVQH15
- Nghị quyết số 1282/NQ-UBTVQH15[76] ngày 14 tháng 11 năm 2024 của Ủy ban Thường vụ Quốc hội về việc sắp xếp đơn vị hành chính cấp xã của tỉnh Phú Thọ giai đoạn 2023 - 2025:

- Thành phố Việt Trì

1. Nhập toàn bộ phường Vân Cơ vào phường Nông Trang.
2. Nhập toàn bộ phường Bến Gót vào phường Thọ Sơn.
3. Sau khi sắp xếp, thành phố Việt Trì có 20 đơn vị hành chính cấp xã, gồm 11 phường và 09 xã.

- Huyện Đoan Hùng

1. Nhập toàn bộ xã Minh Phú và xã Vụ Quang vào xã Chân Mộng.
2. Nhập toàn bộ xã Minh Tiến và xã Tiêu Sơn vào xã Yên Kiện.
3. Nhập toàn bộ xã Vân Đồn vào xã Hùng Long.
4. Nhập toàn bộ xã Vân Du vào xã Chí Đám.
5. Nhập toàn bộ xã Minh Lương vào xã Bằng Doãn.
6. Nhập toàn bộ xã Sóc Đăng vào thị trấn Đoan Hùng.
7. Sau khi sắp xếp, huyện Đoan Hùng có 14 đơn vị hành chính cấp xã, gồm 13 xã và 01 thị trấn.

- Huyện Cẩm Khê

1. Thành lập xã Minh Thắng trên cơ sở nhập toàn bộ xã Tuy Lộc, xã Ngô Xá và xã Thụy Liễu.
2. Thành lập xã Phong Thịnh trên cơ sở nhập toàn bộ xã Cấp Dẫn, xã Xương Thịnh và xã Sơn Tình.
3. Thành lập xã Nhật Tiến trên cơ sở nhập toàn bộ xã Phú Lạc, xã Chương Xá và xã Văn Khúc.
4. Nhập toàn bộ xã Tạ Xá và xã Yên Tập vào xã Phú Khê.
5. Sau khi sắp xếp, huyện Cẩm Khê có 16 đơn vị hành chính cấp xã, gồm 15 xã và 01 thị trấn.

- Huyện Tân Sơn

1. Thành lập thị trấn Tân Phú trên cơ sở toàn bộ xã Tân Phú.
2. Sau khi thành lập, huyện Tân Sơn có 17 đơn vị hành chính cấp xã, gồm 16 xã và 01 thị trấn.
3. Sau khi sắp xếp các đơn vị hành chính cấp xã, tỉnh Phú Thọ có 13 đơn vị hành chính cấp huyện, gồm 11 huyện, 01 thị xã và 01 thành phố; 207 đơn vị hành chính cấp xã, gồm 180 xã, 15 phường và 12 thị trấn.

| Đơn vị hành chính của tỉnh Phú Thọ (tính đến ngày 16 tháng 6 năm 2025) | Đơn vị hành chính của tỉnh Phú Thọ (tính đến ngày 16 tháng 6 năm 2025)  | Đơn vị hành chính của tỉnh Phú Thọ (tính đến ngày 16 tháng 6 năm 2025) |
| Số thứ tự                                                              | Đơn vị hành chính cấp huyện                                             | Đơn vị hành chính cấp xã |
| ---------------------------------------------------------------------- | ----------------------------------------------------------------------- | --- |
| 1                                                                      | Thành phố Việt Trì                                                      | 11 phường: Bạch Hạc, Dữu Lâu, Gia Cẩm, Minh Nông, Minh Phương, Nông Trang, Tân Dân, Thanh Miếu, Thọ Sơn, Tiên Cát, Vân Phú và 9 xã: Chu Hóa, Hùng Lô, Hy Cương, Kim Đức, Phượng Lâu, Sông Lô, Thanh Đình, Thụy Vân, Trưng Vương                                 |
| 2                                                                      | Thị xã Phú Thọ                                                          | 4 phường: Âu Cơ, Hùng Vương, Phong Châu, Thanh Vinh và 5 xã: Hà Lộc, Hà Thạch, Phú Hộ, Thanh Minh, Văn Lung |
| 3                                                                      | Huyện Cẩm Khê                                                           | Thị trấn Cẩm Khê và 15 xã: Điêu Lương, Đồng Lương, Hùng Việt, Hương Lung, Minh Tân, Minh Thắng, Nhật Tiến, Phong Thịnh, Phú Khê, Phượng Vĩ, Tam Sơn, Tiên Lương, Tùng Khê, Văn Bán, Yên Dưỡng                                                                   |
| 4                                                                      | Huyện Đoan Hùng                                                         | Thị trấn Đoan Hùng và 13 xã: Bằng Doãn, Bằng Luân, Ca Đình, Chân Mộng, Chí Đám, Hợp Nhất, Hùng Long, Hùng Xuyên, Ngọc Quan, Phú Lâm, Phúc Lai, Tây Cốc, Yên Kiện                                                                                                |
| 5                                                                      | Huyện Hạ Hòa                                                            | Thị trấn Hạ Hòa và 19 xã: Ấm Hạ, Bằng Giã, Đan Thượng, Đại Phạm, Gia Điền, Hà Lương, Hiền Lương, Hương Xạ, Lang Sơn, Minh Côi, Minh Hạc, Phương Viên, Tứ Hiệp, Văn Lang, Vĩnh Chân, Vô Tranh, Xuân Áng, Yên Kỳ, Yên Luật                                        |
| 6                                                                      | Huyện Lâm Thao                                                          | 2 thị trấn: Hùng Sơn, Lâm Thao và 10 xã: Bản Nguyên, Cao Xá, Phùng Nguyên, Sơn Vi, Thạch Sơn, Tiên Kiên, Tứ Xã, Vĩnh Lại, Xuân Huy, Xuân Lũng |
| 7                                                                      | Huyện Phù Ninh                                                          | Thị trấn Phong Châu và 16 xã: An Đạo, Bảo Thanh, Bình Phú, Gia Thanh, Hạ Giáp, Lệ Mỹ, Liên Hoa, Phú Lộc, Phú Mỹ, Phú Nham, Phù Ninh, Tiên Du, Tiên Phú, Trạm Thản, Trị Quận, Trung Giáp                                                                         |
| 8                                                                      | Huyện Tam Nông                                                          | Thị trấn Hưng Hóa và 11 xã: Bắc Sơn, Dân Quyền, Dị Nậu, Hiền Quan, Hương Nộn, Lam Sơn, Quang Húc, Tề Lễ, Thanh Uyên, Thọ Văn, Vạn Xuân |
| 9                                                                      | Huyện Tân Sơn                                                           | Thị trấn Tân Phú và 16 xã: Đồng Sơn, Kiệt Sơn, Kim Thượng, Lai Đồng, Long Cốc, Minh Đài, Mỹ Thuận, Tam Thanh, Tân Sơn, Thạch Kiệt, Thu Cúc, Thu Ngạc, Văn Luông, Vinh Tiền, Xuân Đài, Xuân Sơn                                                                  |
| 10                                                                     | Huyện Thanh Ba                                                          | Thị trấn Thanh Ba và 18 xã: Chí Tiên, Đại An, Đông Lĩnh, Đông Thành, Đồng Xuân, Đỗ Sơn, Đỗ Xuyên, Hanh Cù, Hoàng Cương, Khải Xuân, Lương Lỗ, Mạn Lạn, Ninh Dân, Quảng Yên, Sơn Cương, Thanh Hà, Vân Lĩnh, Võ Lao                                                |
| 11                                                                     | Huyện Thanh Sơn                                                         | Thị trấn Thanh Sơn và 22 xã: Cự Đồng, Cự Thắng, Địch Quả, Đông Cửu, Giáp Lai, Hương Cần, Khả Cửu, Lương Nha, Sơn Hùng, Tân Lập, Tân Minh, Tất Thắng, Thạch Khoán, Thắng Sơn, Thục Luyện, Thượng Cửu, Tinh Nhuệ, Văn Miếu, Võ Miếu, Yên Lãng, Yên Lương, Yên Sơn |
| 12                                                                     | Huyện Thanh Thủy                                                        | Thị trấn Thanh Thủy và 10 xã: Bảo Yên, Đào Xá, Đoan Hạ, Đồng Trung, Hoàng Xá, Sơn Thủy, Tân Phương, Thạch Đồng, Tu Vũ, Xuân Lộc |
| 13                                                                     | Huyện Yên Lập                                                           | Thị trấn Yên Lập và 16 xã: Đồng Lạc, Đồng Thịnh, Hưng Long, Lương Sơn, Minh Hòa, Mỹ Lung, Mỹ Lương, Nga Hoàng, Ngọc Đồng, Ngọc Lập, Phúc Khánh, Thượng Long, Trung Sơn, Xuân An, Xuân Thủy, Xuân Viên                                                           |
| Tổng cộng                                                              | 13 đơn vị hành chính cấp huyện, gồm 11 huyện, 01 thị xã và 01 thành phố | 207 đơn vị hành chính cấp xã, gồm 180 xã, 15 phường và 12 thị trấn |

## Giai đoạn 2025 - nay

### Năm 2025: Nghị quyết số 202/2025/QH15
- Nghị quyết số 202/2025/QH15[77] ngày 12 tháng 6 năm 2025 của Quốc hội về việc sắp xếp đơn vị hành chính cấp tỉnh:
- Tỉnh Vĩnh Phúc, tỉnh Hòa Bình, tỉnh Phú Thọ

1. Sắp xếp toàn bộ diện tích tự nhiên, quy mô dân số của tỉnh Vĩnh Phúc, tỉnh Hòa Bình và tỉnh Phú Thọ thành tỉnh mới có tên gọi là tỉnh Phú Thọ.
2. Sau khi sắp xếp, tỉnh Phú Thọ có diện tích tự nhiên là 9.361,38 km2, quy mô dân số là 4.022.638 người.

### Năm 2025: Nghị quyết số 203/2025/QH15
- Nghị quyết số 203/2025/QH15[78] ngày 16 tháng 6 năm 2025 của Quốc hội về việc sửa đổi, bổ sung một số điều của Hiến pháp nước Cộng hòa Xã hội chủ nghĩa Việt Nam:

1. Kết thúc hoạt động của các đơn vị hành chính cấp huyện trong cả nước từ ngày 01 tháng 7 năm 2025.

### Năm 2025: Nghị quyết số 1676/NQ-UBTVQH15
- Nghị quyết số 1676/NQ-UBTVQH15[79] ngày 16 tháng 6 năm 2025 của Ủy ban Thường vụ Quốc hội về việc sắp xếp các đơn vị hành chính cấp xã của tỉnh Phú Thọ năm 2025:
- Tỉnh Phú Thọ

1. Sắp xếp toàn bộ diện tích tự nhiên, quy mô dân số của các xã Thanh Đình, Chu Hóa và Hy Cương thành xã mới có tên gọi là xã Hy Cương.
2. Sắp xếp toàn bộ diện tích tự nhiên, quy mô dân số của thị trấn Hùng Sơn, thị trấn Lâm Thao và xã Thạch Sơn thành xã mới có tên gọi là xã Lâm Thao.
3. Sắp xếp toàn bộ diện tích tự nhiên, quy mô dân số của các xã Tiên Kiên, Xuân Huy và Xuân Lũng thành xã mới có tên gọi là xã Xuân Lũng.
4. Sắp xếp toàn bộ diện tích tự nhiên, quy mô dân số của các xã Tứ Xã, Sơn Vi và Phùng Nguyên thành xã mới có tên gọi là xã Phùng Nguyên.
5. Sắp xếp toàn bộ diện tích tự nhiên, quy mô dân số của các xã Cao Xá, Vĩnh Lại và Bản Nguyên thành xã mới có tên gọi là xã Bản Nguyên.
6. Sắp xếp toàn bộ diện tích tự nhiên, quy mô dân số của thị trấn Phong Châu và các xã Phú Nham, Phú Lộc, Phù Ninh thành xã mới có tên gọi là xã Phù Ninh.
7. Sắp xếp toàn bộ diện tích tự nhiên, quy mô dân số của các xã Bảo Thanh, Trị Quận, Hạ Giáp và Gia Thanh thành xã mới có tên gọi là xã Dân Chủ.
8. Sắp xếp toàn bộ diện tích tự nhiên, quy mô dân số của các xã Liên Hoa, Lệ Mỹ và Phú Mỹ thành xã mới có tên gọi là xã Phú Mỹ.
9. Sắp xếp toàn bộ diện tích tự nhiên, quy mô dân số của các xã Tiên Phú, Trung Giáp và Trạm Thản thành xã mới có tên gọi là xã Trạm Thản.
10. Sắp xếp toàn bộ diện tích tự nhiên, quy mô dân số của các xã Tiên Du, An Đạo và Bình Phú thành xã mới có tên gọi là xã Bình Phú.
11. Sắp xếp toàn bộ diện tích tự nhiên, quy mô dân số của thị trấn Thanh Ba và các xã Đồng Xuân, Hanh Cù, Vân Lĩnh thành xã mới có tên gọi là xã Thanh Ba.
12. Sắp xếp toàn bộ diện tích tự nhiên, quy mô dân số của các xã Đại An, Đông Lĩnh và Quảng Yên thành xã mới có tên gọi là xã Quảng Yên.
13. Sắp xếp toàn bộ diện tích tự nhiên, quy mô dân số của các xã Ninh Dân, Mạn Lạn và Hoàng Cương thành xã mới có tên gọi là xã Hoàng Cương.
14. Sắp xếp toàn bộ diện tích tự nhiên, quy mô dân số của các xã Khải Xuân, Võ Lao và Đông Thành thành xã mới có tên gọi là xã Đông Thành.
15. Sắp xếp toàn bộ diện tích tự nhiên, quy mô dân số của các xã Sơn Cương, Thanh Hà và Chí Tiên thành xã mới có tên gọi là xã Chí Tiên.
16. Sắp xếp toàn bộ diện tích tự nhiên, quy mô dân số của các xã Đỗ Sơn, Đỗ Xuyên và Lương Lỗ thành xã mới có tên gọi là xã Liên Minh.
17. Sắp xếp toàn bộ diện tích tự nhiên, quy mô dân số của thị trấn Đoan Hùng, xã Hợp Nhất và xã Ngọc Quan thành xã mới có tên gọi là xã Đoan Hùng.
18. Sắp xếp toàn bộ diện tích tự nhiên, quy mô dân số của các xã Phú Lâm, Ca Đình và Tây Cốc thành xã mới có tên gọi là xã Tây Cốc.
19. Sắp xếp toàn bộ diện tích tự nhiên, quy mô dân số của các xã Hùng Long, Yên Kiện và Chân Mộng thành xã mới có tên gọi là xã Chân Mộng.
20. Sắp xếp toàn bộ diện tích tự nhiên, quy mô dân số của xã Hùng Xuyên và xã Chí Đám thành xã mới có tên gọi là xã Chí Đám.
21. Sắp xếp toàn bộ diện tích tự nhiên, quy mô dân số của các xã Bằng Doãn, Phúc Lai và Bằng Luân thành xã mới có tên gọi là xã Bằng Luân.
22. Sắp xếp toàn bộ diện tích tự nhiên, quy mô dân số của thị trấn Hạ Hòa và các xã Minh Hạc, Ấm Hạ, Gia Điền thành xã mới có tên gọi là xã Hạ Hòa.
23. Sắp xếp toàn bộ diện tích tự nhiên, quy mô dân số của các xã Tứ Hiệp, Đại Phạm, Hà Lương và Đan Thượng thành xã mới có tên gọi là xã Đan Thượng.
24. Sắp xếp toàn bộ diện tích tự nhiên, quy mô dân số của các xã Hương Xạ, Phương Viên và Yên Kỳ thành xã mới có tên gọi là xã Yên Kỳ.
25. Sắp xếp toàn bộ diện tích tự nhiên, quy mô dân số của các xã Lang Sơn, Yên Luật và Vĩnh Chân thành xã mới có tên gọi là xã Vĩnh Chân.
26. Sắp xếp toàn bộ diện tích tự nhiên, quy mô dân số của các xã Vô Tranh, Bằng Giã, Minh Côi và Văn Lang thành xã mới có tên gọi là xã Văn Lang.
27. Sắp xếp toàn bộ diện tích tự nhiên, quy mô dân số của xã Hiền Lương (huyện Hạ Hòa) và xã Xuân Áng thành xã mới có tên gọi là xã Hiền Lương.
28. Sắp xếp toàn bộ diện tích tự nhiên, quy mô dân số của thị trấn Cẩm Khê, xã Minh Tân và xã Phong Thịnh thành xã mới có tên gọi là xã Cẩm Khê.
29. Sắp xếp toàn bộ diện tích tự nhiên, quy mô dân số của xã Hương Lung và xã Phú Khê thành xã mới có tên gọi là xã Phú Khê.
30. Sắp xếp toàn bộ diện tích tự nhiên, quy mô dân số của xã Nhật Tiến và xã Hùng Việt thành xã mới có tên gọi là xã Hùng Việt.
31. Sắp xếp toàn bộ diện tích tự nhiên, quy mô dân số của các xã Điêu Lương, Yên Dưỡng và Đồng Lương thành xã mới có tên gọi là xã Đồng Lương.
32. Sắp xếp toàn bộ diện tích tự nhiên, quy mô dân số của các xã Phượng Vĩ, Minh Thắng và Tiên Lương thành xã mới có tên gọi là xã Tiên Lương.
33. Sắp xếp toàn bộ diện tích tự nhiên, quy mô dân số của các xã Tùng Khê, Tam Sơn và Văn Bán thành xã mới có tên gọi là xã Vân Bán.
34. Sắp xếp toàn bộ diện tích tự nhiên, quy mô dân số của thị trấn Hưng Hóa, xã Dân Quyền và xã Hương Nộn thành xã mới có tên gọi là xã Tam Nông.
35. Sắp xếp toàn bộ diện tích tự nhiên, quy mô dân số của các xã Dị Nậu, Tề Lễ và Thọ Văn thành xã mới có tên gọi là xã Thọ Văn.
36. Sắp xếp toàn bộ diện tích tự nhiên, quy mô dân số của các xã Quang Húc, Lam Sơn và Vạn Xuân thành xã mới có tên gọi là xã Vạn Xuân.
37. Sắp xếp toàn bộ diện tích tự nhiên, quy mô dân số của các xã Thanh Uyên, Bắc Sơn và Hiền Quan thành xã mới có tên gọi là xã Hiền Quan.
38. Sắp xếp toàn bộ diện tích tự nhiên, quy mô dân số của các xã Sơn Thủy (huyện Thanh Thủy), Đoan Hạ, Bảo Yên và thị trấn Thanh Thủy thành xã mới có tên gọi là xã Thanh Thủy.
39. Sắp xếp toàn bộ diện tích tự nhiên, quy mô dân số của các xã Xuân Lộc, Thạch Đồng, Tân Phương và Đào Xá thành xã mới có tên gọi là xã Đào Xá.
40. Sắp xếp toàn bộ diện tích tự nhiên, quy mô dân số của các xã Đồng Trung, Hoàng Xá và Tu Vũ thành xã mới có tên gọi là xã Tu Vũ.
41. Sắp xếp toàn bộ diện tích tự nhiên, quy mô dân số của thị trấn Thanh Sơn và các xã Sơn Hùng, Giáp Lai, Thạch Khoán, Thục Luyện thành xã mới có tên gọi là xã Thanh Sơn.
42. Sắp xếp toàn bộ diện tích tự nhiên, quy mô dân số của các xã Địch Quả, Cự Thắng và Võ Miếu thành xã mới có tên gọi là xã Võ Miếu.
43. Sắp xếp toàn bộ diện tích tự nhiên, quy mô dân số của xã Tân Lập và xã Tân Minh (huyện Thanh Sơn), xã Văn Miếu thành xã mới có tên gọi là xã Văn Miếu.
44. Sắp xếp toàn bộ diện tích tự nhiên, quy mô dân số của các xã Tất Thắng, Thắng Sơn và Cự Đồng thành xã mới có tên gọi là xã Cự Đồng.
45. Sắp xếp toàn bộ diện tích tự nhiên, quy mô dân số của các xã Yên Lương, Yên Lãng và Hương Cần thành xã mới có tên gọi là xã Hương Cần.
46. Sắp xếp toàn bộ diện tích tự nhiên, quy mô dân số của các xã Tinh Nhuệ, Lương Nha và Yên Sơn thành xã mới có tên gọi là xã Yên Sơn.
47. Sắp xếp toàn bộ diện tích tự nhiên, quy mô dân số của các xã Đông Cửu, Thượng Cửu và Khả Cửu thành xã mới có tên gọi là xã Khả Cửu.
48. Sắp xếp toàn bộ diện tích tự nhiên, quy mô dân số của thị trấn Tân Phú, xã Thu Ngạc và xã Thạch Kiệt thành xã mới có tên gọi là xã Tân Sơn.
49. Sắp xếp toàn bộ diện tích tự nhiên, quy mô dân số của các xã Mỹ Thuận, Văn Luông và Minh Đài thành xã mới có tên gọi là xã Minh Đài.
50. Sắp xếp toàn bộ diện tích tự nhiên, quy mô dân số của các xã Kiệt Sơn, Tân Sơn, Đồng Sơn và Lai Đồng thành xã mới có tên gọi là xã Lai Đồng.
51. Sắp xếp toàn bộ diện tích tự nhiên, quy mô dân số của các xã Kim Thượng, Xuân Sơn và Xuân Đài thành xã mới có tên gọi là xã Xuân Đài.
52. Sắp xếp toàn bộ diện tích tự nhiên, quy mô dân số của các xã Tam Thanh, Vinh Tiền và Long Cốc thành xã mới có tên gọi là xã Long Cốc.
53. Sắp xếp toàn bộ diện tích tự nhiên, quy mô dân số của thị trấn Yên Lập và các xã Đồng Thịnh (huyện Yên Lập), Hưng Long, Đồng Lạc thành xã mới có tên gọi là xã Yên Lập.
54. Sắp xếp toàn bộ diện tích tự nhiên, quy mô dân số của các xã Phúc Khánh, Nga Hoàng và Thượng Long thành xã mới có tên gọi là xã Thượng Long.
55. Sắp xếp toàn bộ diện tích tự nhiên, quy mô dân số của các xã Mỹ Lương, Mỹ Lung và Lương Sơn thành xã mới có tên gọi là xã Sơn Lương.
56. Sắp xếp toàn bộ diện tích tự nhiên, quy mô dân số của các xã Xuân Thủy (huyện Yên Lập), Xuân An và Xuân Viên thành xã mới có tên gọi là xã Xuân Viên.
57. Sắp xếp toàn bộ diện tích tự nhiên, quy mô dân số của các xã Ngọc Lập, Ngọc Đồng và Minh Hòa thành xã mới có tên gọi là xã Minh Hòa.
58. Sắp xếp toàn bộ diện tích tự nhiên, quy mô dân số của xã Tân Lập (huyện Sông Lô), xã Đồng Quế và thị trấn Tam Sơn thành xã mới có tên gọi là xã Tam Sơn.
59. Sắp xếp toàn bộ diện tích tự nhiên, quy mô dân số của các xã Đồng Thịnh (huyện Sông Lô), Tứ Yên, Đức Bác và Yên Thạch thành xã mới có tên gọi là xã Sông Lô.
60. Sắp xếp toàn bộ diện tích tự nhiên, quy mô dân số của các xã Nhân Đạo, Đôn Nhân, Phương Khoan và Hải Lựu thành xã mới có tên gọi là xã Hải Lựu.
61. Sắp xếp toàn bộ diện tích tự nhiên, quy mô dân số của xã Quang Yên và xã Lãng Công thành xã mới có tên gọi là xã Yên Lãng.
62. Sắp xếp toàn bộ diện tích tự nhiên, quy mô dân số của thị trấn Lập Thạch và các xã Xuân Hòa, Tử Du, Vân Trục thành xã mới có tên gọi là xã Lập Thạch.
63. Sắp xếp toàn bộ diện tích tự nhiên, quy mô dân số của các xã Xuân Lôi, Văn Quán, Đồng Ích và Tiên Lữ thành xã mới có tên gọi là xã Tiên Lữ.
64. Sắp xếp toàn bộ diện tích tự nhiên, quy mô dân số của các xã Bắc Bình, Liễn Sơn và Thái Hòa thành xã mới có tên gọi là xã Thái Hòa.
65. Sắp xếp toàn bộ diện tích tự nhiên, quy mô dân số của thị trấn Hoa Sơn, xã Bàn Giản và xã Liên Hòa thành xã mới có tên gọi là xã Liên Hòa.
66. Sắp xếp toàn bộ diện tích tự nhiên, quy mô dân số của các xã Ngọc Mỹ (huyện Lập Thạch), Quang Sơn và Hợp Lý thành xã mới có tên gọi là xã Hợp Lý.
67. Sắp xếp toàn bộ diện tích tự nhiên, quy mô dân số của các xã Tây Sơn, Cao Phong và Sơn Đông thành xã mới có tên gọi là xã Sơn Đông.
68. Sắp xếp toàn bộ diện tích tự nhiên, quy mô dân số của thị trấn Hợp Châu, thị trấn Tam Đảo, xã Hồ Sơn và xã Minh Quang thành xã mới có tên gọi là xã Tam Đảo.
69. Sắp xếp toàn bộ diện tích tự nhiên, quy mô dân số của thị trấn Đại Đình và xã Bồ Lý thành xã mới có tên gọi là xã Đại Đình.
70. Sắp xếp toàn bộ diện tích tự nhiên quy mô dân số của xã Yên Dương và xã Đạo Trù thành xã mới có tên gọi là xã Đạo Trù.
71. Sắp xếp toàn bộ diện tích tự nhiên, quy mô dân số của thị trấn Hợp Hòa, thị trấn Kim Long, xã Hướng Đạo và xã Đạo Tú thành xã mới có tên gọi là xã Tam Dương.
72. Sắp xếp toàn bộ diện tích tự nhiên, quy mô dân số của các xã Duy Phiên, Thanh Vân và Hội Thịnh thành xã mới có tên gọi là xã Hội Thịnh.
73. Sắp xếp toàn bộ diện tích tự nhiên, quy mô dân số của các xã Hoàng Đan, Hoàng Lâu và An Hòa thành xã mới có tên gọi là xã Hoàng An.
74. Sắp xếp toàn bộ diện tích tự nhiên, quy mô dân số của các xã Đồng Tĩnh, Hoàng Hoa và Tam Quan thành xã mới có tên gọi là xã Tam Dương Bắc.
75. Sắp xếp toàn bộ diện tích tự nhiên, quy mô dân số của thị trấn Vĩnh Tường, thị trấn Tứ Trưng, xã Lương Điền và xã Vũ Di thành xã mới có tên gọi là xã Vĩnh Tường.
76. Sắp xếp toàn bộ diện tích tự nhiên, quy mô dân số của thị trấn Thổ Tang, xã Thượng Trưng và xã Tuân Chính thành xã mới có tên gọi là xã Thổ Tang.
77. Sắp xếp toàn bộ diện tích tự nhiên, quy mô dân số của các xã Nghĩa Hưng, Yên Lập và Đại Đồng thành xã mới có tên gọi là xã Vĩnh Hưng.
78. Sắp xếp toàn bộ diện tích tự nhiên, quy mô dân số của các xã Kim Xá, Yên Bình và Chấn Hưng thành xã mới có tên gọi là xã Vĩnh An.
79. Sắp xếp toàn bộ diện tích tự nhiên, quy mô dân số của các xã An Nhân, Vĩnh Thịnh, Ngũ Kiên và Vĩnh Phú thành xã mới có tên gọi là xã Vĩnh Phú.
80. Sắp xếp toàn bộ diện tích tự nhiên, quy mô dân số của các xã Sao Đại Việt, Lũng Hòa và Tân Phú thành xã mới có tên gọi là xã Vĩnh Thành.
81. Sắp xếp toàn bộ diện tích tự nhiên, quy mô dân số của thị trấn Yên Lạc, xã Bình Định và xã Đồng Cương thành xã mới có tên gọi là xã Yên Lạc.
82. Sắp xếp toàn bộ diện tích tự nhiên, quy mô dân số của các xã Đồng Văn, Trung Nguyên và Tề Lỗ thành xã mới có tên gọi là xã Tề Lỗ.
83. Sắp xếp toàn bộ diện tích tự nhiên, quy mô dân số của các xã Đại Tự, Hồng Châu và Liên Châu thành xã mới có tên gọi là xã Liên Châu.
84. Sắp xếp toàn bộ diện tích tự nhiên, quy mô dân số của thị trấn Tam Hồng, xã Yên Phương và xã Yên Đồng thành xã mới có tên gọi là xã Tam Hồng.
85. Sắp xếp toàn bộ diện tích tự nhiên, quy mô dân số của các xã Văn Tiến, Trung Kiên, Trung Hà và Nguyệt Đức thành xã mới có tên gọi là xã Nguyệt Đức.
86. Sắp xếp toàn bộ diện tích tự nhiên, quy mô dân số của thị trấn Hương Canh và các xã Tam Hợp, Quất Lưu, Sơn Lôi thành xã mới có tên gọi là xã Bình Nguyên.
87. Sắp xếp toàn bộ diện tích tự nhiên, quy mô dân số của thị trấn Thanh Lãng, thị trấn Đạo Đức, xã Tân Phong và xã Phú Xuân thành xã mới có tên gọi là xã Xuân Lãng.
88. Sắp xếp toàn bộ diện tích tự nhiên, quy mô dân số của thị trấn Gia Khánh, xã Hương Sơn và xã Thiện Kế thành xã mới có tên gọi là xã Bình Xuyên.
89. Sắp xếp toàn bộ diện tích tự nhiên, quy mô dân số của thị trấn Bá Hiến và xã Trung Mỹ thành xã mới có tên gọi là xã Bình Tuyền.
90. Sắp xếp toàn bộ diện tích tự nhiên, quy mô dân số của các xã Hợp Thành, Quang Tiến và Thịnh Minh thành xã mới có tên gọi là xã Thịnh Minh.
91. Sắp xếp toàn bộ diện tích tự nhiên, quy mô dân số của thị trấn Cao Phong, xã Hợp Phong và xã Thu Phong thành xã mới có tên gọi là xã Cao Phong.
92. Sắp xếp toàn bộ diện tích tự nhiên, quy mô dân số của các xã Dũng Phong, Nam Phong, Tây Phong và Thạch Yên thành xã mới có tên gọi là xã Mường Thàng.
93. Sắp xếp toàn bộ diện tích tự nhiên, quy mô dân số của các xã Bắc Phong, Bình Thanh và Thung Nai thành xã mới có tên gọi là xã Thung Nai.
94. Sắp xếp toàn bộ diện tích tự nhiên, quy mô dân số của thị trấn Đà Bắc và các xã Hiền Lương (huyện Đà Bắc), Toàn Sơn, Tú Lý thành xã mới có tên gọi là xã Đà Bắc.
95. Sắp xếp toàn bộ diện tích tự nhiên, quy mô dân số của xã Tân Minh và xã Cao Sơn (huyện Đà Bắc) thành xã mới có tên gọi là xã Cao Sơn.
96. Sắp xếp toàn bộ diện tích tự nhiên, quy mô dân số của xã Mường Chiềng và xã Nánh Nghê thành xã mới có tên gọi là xã Đức Nhàn.
97. Sắp xếp toàn bộ diện tích tự nhiên, quy mô dân số của các xã Đoàn Kết (huyện Đà Bắc), Đồng Ruộng, Trung Thành và Yên Hoà thành xã mới có tên gọi là xã Quy Đức.
98. Sắp xếp toàn bộ diện tích tự nhiên, quy mô dân số của các xã Đồng Chum, Giáp Đắt và Tân Pheo thành xã mới có tên gọi là xã Tân Pheo.
99. Sắp xếp toàn bộ diện tích tự nhiên, quy mô dân số của xã Tiền Phong và một phần diện tích tự nhiên, quy mô dân số của xã Vầy Nưa thành xã mới có tên gọi là xã Tiền Phong.
100. Sắp xếp toàn bộ diện tích tự nhiên, quy mô dân số của thị trấn Bo, xã Vĩnh Đồng và xã Kim Bôi thành xã mới có tên gọi là xã Kim Bôi.
101. Sắp xếp toàn bộ diện tích tự nhiên, quy mô dân số của các xã Đông Bắc, Hợp Tiến, Tú Sơn và Vĩnh Tiến thành xã mới có tên gọi là xã Mường Động.
102. Sắp xếp toàn bộ diện tích tự nhiên, quy mô dân số của các xã Cuối Hạ, Mỵ Hòa và Nuông Dăm thành xã mới có tên gọi là xã Dũng Tiến.
103. Sắp xếp toàn bộ diện tích tự nhiên, quy mô dân số của các xã Kim Lập, Nam Thượng và Sào Báy thành xã mới có tên gọi là xã Hợp Kim.
104. Sắp xếp toàn bộ diện tích tự nhiên, quy mô dân số của các xã Xuân Thủy (huyện Kim Bôi), Bình Sơn, Đú Sáng và Hùng Sơn thành xã mới có tên gọi là xã Nật Sơn.
105. Sắp xếp toàn bộ diện tích tự nhiên, quy mô dân số của thị trấn Vụ Bản, xã Hương Nhượng và xã Vũ Bình thành xã mới có tên gọi là xã Lạc Sơn.
106. Sắp xếp toàn bộ diện tích tự nhiên, quy mô dân số của các xã Tân Lập (huyện Lạc Sơn), Quý Hòa và Tuân Đạo thành xã mới có tên gọi là xã Mường Vang.
107. Sắp xếp toàn bộ diện tích tự nhiên, quy mô dân số của các xã Ân Nghĩa, Tân Mỹ và Yên Nghiệp thành xã mới có tên gọi là xã Đại Đồng.
108. Sắp xếp toàn bộ diện tích tự nhiên, quy mô dân số của các xã Ngọc Lâu, Tự Do và Ngọc Sơn thành xã mới có tên gọi là xã Ngọc Sơn.
109. Sắp xếp toàn bộ diện tích tự nhiên, quy mô dân số của các xã Mỹ Thành, Văn Nghĩa và Nhân Nghĩa thành xã mới có tên gọi là xã Nhân Nghĩa.
110. Sắp xếp toàn bộ diện tích tự nhiên, quy mô dân số của các xã Chí Đạo, Định Cư và Quyết Thắng thành xã mới có tên gọi là xã Quyết Thắng.
111. Sắp xếp toàn bộ diện tích tự nhiên, quy mô dân số của các xã Miền Đồi, Văn Sơn và Thượng Cốc thành xã mới có tên gọi là xã Thượng Cốc.
112. Sắp xếp toàn bộ diện tích tự nhiên, quy mô dân số của các xã Bình Hẻm, Xuất Hóa và Yên Phú thành xã mới có tên gọi là xã Yên Phú.
113. Sắp xếp toàn bộ diện tích tự nhiên, quy mô dân số của thị trấn Chi Nê và các xã Đồng Tâm, Khoan Dụ, Yên Bồng thành xã mới có tên gọi là xã Lạc Thủy.
114. Sắp xếp toàn bộ diện tích tự nhiên, quy mô dân số của các xã Hưng Thi, Thống Nhất và An Bình thành xã mới có tên gọi là xã An Bình.
115. Sắp xếp toàn bộ diện tích tự nhiên, quy mô dân số của thị trấn Ba Hàng Đồi, xã Phú Nghĩa và xã Phú Thành thành xã mới có tên gọi là xã An Nghĩa.
116. Sắp xếp toàn bộ diện tích tự nhiên, quy mô dân số của thị trấn Lương Sơn, các xã Hòa Sơn, Lâm Sơn, Nhuận Trạch, Tân Vinh và một phần diện tích tự nhiên, quy mô dân số của xã Cao Sơn (huyện Lương Sơn) thành xã mới có tên gọi là xã Lương Sơn.
117. Sắp xếp toàn bộ diện tích tự nhiên, quy mô dân số của các xã Thanh Cao, Thanh Sơn và Cao Dương thành xã mới có tên gọi là xã Cao Dương.
118. Sắp xếp toàn bộ diện tích tự nhiên, quy mô dân số của xã Cư Yên, xã Liên Sơn và phần còn lại của xã Cao Sơn (huyện Lương Sơn) sau khi sắp xếp thành xã mới có tên gọi là xã Liên Sơn.
119. Sắp xếp toàn bộ diện tích tự nhiên, quy mô dân số của thị trấn Mai Châu, các xã Nà Phòn, Thành Sơn, Tòng Đậu và một phần diện tích tự nhiên, quy mô dân số của xã Đồng Tân thành xã mới có tên gọi là xã Mai Châu.
120. Sắp xếp toàn bộ diện tích tự nhiên, quy mô dân số của các xã Mai Hịch, Xăm Khòe và Bao La thành xã mới có tên gọi là xã Bao La.
121. Sắp xếp toàn bộ diện tích tự nhiên, quy mô dân số của các xã Chiềng Châu, Vạn Mai và Mai Hạ thành xã mới có tên gọi là xã Mai Hạ.
122. Sắp xếp toàn bộ diện tích tự nhiên, quy mô dân số của các xã Cun Pheo, Hang Kia, Pà Cò và phần còn lại của xã Đồng Tân sau khi sắp xếp thành xã mới có tên gọi là xã Pà Cò.
123. Sắp xếp toàn bộ diện tích tự nhiên, quy mô dân số của xã Sơn Thủy (huyện Mai Châu) và xã Tân Thành thành xã mới có tên gọi là xã Tân Mai.
124. Sắp xếp toàn bộ diện tích tự nhiên, quy mô dân số của thị trấn Mãn Đức và các xã Ngọc Mỹ (huyện Tân Lạc), Đông Lai, Thanh Hối, Tử Nê thành xã mới có tên gọi là xã Tân Lạc.
125. Sắp xếp toàn bộ diện tích tự nhiên, quy mô dân số của các xã Mỹ Hòa, Phong Phú và Phú Cường thành xã mới có tên gọi là xã Mường Bi.
126. Sắp xếp toàn bộ diện tích tự nhiên, quy mô dân số của xã Phú Vinh và xã Suối Hoa thành xã mới có tên gọi là xã Mường Hoa.
127. Sắp xếp toàn bộ diện tích tự nhiên, quy mô dân số của các xã Gia Mô, Lỗ Sơn và Nhân Mỹ thành xã mới có tên gọi là xã Toàn Thắng.
128. Sắp xếp toàn bộ diện tích tự nhiên, quy mô dân số của các xã Ngổ Luông, Quyết Chiến và Vân Sơn thành xã mới có tên gọi là xã Vân Sơn.
129. Sắp xếp toàn bộ diện tích tự nhiên, quy mô dân số của thị trấn Hàng Trạm, xã Lạc Thịnh và xã Phú Lai thành xã mới có tên gọi là xã Yên Thủy.
130. Sắp xếp toàn bộ diện tích tự nhiên, quy mô dân số của các xã Bảo Hiệu, Đa Phúc, Lạc Sỹ và Lạc Lương thành xã mới có tên gọi là xã Lạc Lương.
131. Sắp xếp toàn bộ diện tích tự nhiên, quy mô dân số của các xã Đoàn Kết (huyện Yên Thủy), Hữu Lợi, Ngọc Lương và Yên Trị thành xã mới có tên gọi là xã Yên Trị.
132. Sắp xếp toàn bộ diện tích tự nhiên, quy mô dân số của các phường Tân Dân, Gia Cẩm, Minh Nông, Dữu Lâu và xã Trưng Vương thành phường mới có tên gọi là phường Việt Trì.
133. Sắp xếp toàn bộ diện tích tự nhiên, quy mô dân số của phường Minh Phương, phường Nông Trang và xã Thụy Vân thành phường mới có tên gọi là phường Nông Trang.
134. Sắp xếp toàn bộ diện tích tự nhiên, quy mô dân số của các phường Thọ Sơn, Tiên Cát, Bạch Hạc, Thanh Miếu và xã Sông Lô thành phường mới có tên gọi là phường Thanh Miếu.
135. Sắp xếp toàn bộ diện tích tự nhiên, quy mô dân số của phường Vân Phú và các xã Phượng Lâu, Hùng Lô, Kim Đức thành phường mới có tên gọi là phường Vân Phú.
136. Sắp xếp toàn bộ diện tích tự nhiên, quy mô dân số của phường Hùng Vương (thị xã Phú Thọ), xã Văn Lung và xã Hà Lộc thành phường mới có tên gọi là phường Phú Thọ.
137. Sắp xếp toàn bộ diện tích tự nhiên, quy mô dân số của phường Phong Châu, xã Phú Hộ và xã Hà Thạch thành phường mới có tên gọi là phường Phong Châu.
138. Sắp xếp toàn bộ diện tích tự nhiên, quy mô dân số của phường Thanh Vinh, phường Âu Cơ và xã Thanh Minh thành phường mới có tên gọi là phường Âu Cơ.
139. Sắp xếp toàn bộ diện tích tự nhiên, quy mô dân số của các phường Định Trung, Liên Bảo, Khai Quang, Ngô Quyền và Đống Đa thành phường mới có tên gọi là phường Vĩnh Phúc.
140. Sắp xếp toàn bộ diện tích tự nhiên, quy mô dân số của các phường Tích Sơn, Hội Hợp, Đồng Tâm và xã Thanh Trù thành phường mới có tên gọi là phường Vĩnh Yên.
141. Sắp xếp toàn bộ diện tích tự nhiên, quy mô dân số của các phường Hùng Vương (thành phố Phúc Yên), Hai Bà Trưng, Phúc Thắng, Tiền Châu và Nam Viêm thành phường mới có tên gọi là phường Phúc Yên.
142. Sắp xếp toàn bộ diện tích tự nhiên, quy mô dân số của phường Đồng Xuân, phường Xuân Hòa, xã Cao Minh và xã Ngọc Thanh thành phường mới có tên gọi là phường Xuân Hòa.
143. Sắp xếp toàn bộ diện tích tự nhiên, quy mô dân số của các phường Đồng Tiến, Hữu Nghị, Phương Lâm, Quỳnh Lâm, Tân Thịnh, Thịnh Lang và Trung Minh thành phường mới có tên gọi là phường Hòa Bình.
144. Sắp xếp toàn bộ diện tích tự nhiên, quy mô dân số của phường Kỳ Sơn, xã Độc Lập và xã Mông Hóa thành phường mới có tên gọi là phường Kỳ Sơn.
145. Sắp xếp toàn bộ diện tích tự nhiên, quy mô dân số của phường Tân Hòa, xã Hòa Bình và xã Yên Mông thành phường mới có tên gọi là phường Tân Hòa.
146. Sắp xếp toàn bộ diện tích tự nhiên, quy mô dân số của các phường Dân Chủ, Thái Bình, Thống Nhất và phần còn lại của xã Vầy Nưa sau khi sắp xếp thành phường mới có tên gọi là phường Thống Nhất.
147. Sau khi sắp xếp, tỉnh Phú Thọ có 148 đơn vị hành chính cấp xã, gồm 133 xã và 15 phường; trong đó có 131 xã, 15 phường hình thành sau sắp xếp và 02 xã không thực hiện sắp xếp là xã Thu Cúc, xã Trung Sơn.